# Winston Churchill
Winston Leonard Spencer-Churchill (Woodstock, 30 de noviembre de 1874-Londres, 24 de enero de 1965), conocido como Winston Churchill, fue un político, militar, escritor y estadista británico que se desempeñó como primer ministro del Reino Unido de 1940 a 1945, durante la Segunda Guerra Mundial, y nuevamente de 1951 a 1955 por parte del Partido Conservador. Aunque más conocido por su liderazgo en tiempos de guerra como primer ministro, Churchill también sirvió como soldado tras haber estudiado en Sandhurst, fue un escritor e historiador ganador del Premio Nobel de Literatura, un pintor prolífico y uno de los políticos con más años de servicio en la historia británica. Salvo dos años, entre 1922 y 1924, fue miembro del Parlamento (MP) de 1900 a 1964 y representó un total de cinco distritos electorales. Ideológicamente liberal y capitalista desde el punto de vista económico, durante la mayor parte de su carrera militó en el Partido Conservador, que dirigió de 1940 a 1955, aunque también estuvo en el Partido Liberal de 1904 a 1924.
De ascendencia mixta inglesa y estadounidense, Churchill nació en Oxfordshire en una familia rica y aristocrática. Se unió al ejército británico en 1895 y vio acción en la India británica, la guerra anglo-sudanesa y la segunda guerra de los bóeres, ganando fama como corresponsal de guerra y escribiendo libros sobre sus campañas. Elegido diputado conservador en 1900, se pasó a los liberales en 1904. En el gobierno liberal de H. H. Asquith, Churchill se desempeñó como presidente de la Junta de Comercio y secretario del Interior, defendiendo la reforma penitenciaria y la seguridad social de los trabajadores. Como primer lord del Almirantazgo durante la Primera Guerra Mundial, concibió y dirigió la campaña de Galípoli, pero, después de que resultara ser un desastre, se le degradó a canciller del Ducado de Lancaster. Renunció el 15 de noviembre de 1915 y se unió a los Royal Scots Fusiliers en el frente occidental durante seis meses. En 1917, regresó al gobierno bajo David Lloyd George y se desempeñó sucesivamente como ministro de Municiones, secretario de Estado para Guerra, secretario de Estado de Aire y secretario de Estado para las Colonias, al supervisar el tratado anglo-irlandés y la política exterior británica en el Medio Oriente. Después de dos años fuera del Parlamento, se desempeñó como canciller de la Hacienda en el gobierno conservador de Stanley Baldwin, devolviendo la libra esterlina en 1925 al patrón oro en su paridad de antes de la guerra, una medida que se considera que creó presión deflacionaria y deprimió la economía del Reino Unido.
Fuera del gobierno durante sus llamados «años salvajes» en la década de 1930, Churchill tomó la iniciativa al pedir el rearme británico para contrarrestar la creciente amenaza del militarismo en la Alemania nazi. Al estallar la Segunda Guerra Mundial fue nombrado de nuevo primer lord del Almirantazgo. En mayo de 1940, durante la debacle en Francia, fue elegido primer ministro para reemplazar al dimitido Neville Chamberlain. Churchill dirigió la participación británica en el esfuerzo de guerra aliado contra las potencias del Eje, lo que resultó finalmente en la victoria en 1945. Después de la derrota de su Partido Conservador en las elecciones generales de 1945, se convirtió en líder de la oposición. En medio del inicio de la Guerra Fría con la Unión Soviética, advirtió públicamente sobre una «cortina de hierro» de influencia soviética sobre Europa y promovió la unidad europea. Reelegido primer ministro en las elecciones de 1951, su segundo mandato estuvo centrado en los asuntos exteriores, especialmente las relaciones angloestadounidenses y, a pesar de la descolonización en curso, en la preservación del Imperio británico. A nivel nacional, su gobierno hizo hincapié en la construcción de viviendas y desarrolló el arma nuclear. Debido a un deterioro en su salud, Churchill dimitió como primer ministro en 1955, aunque siguió siendo diputado hasta las elecciones de 1964. Tras su muerte en 1965, recibió un funeral de Estado.
Ampliamente considerado una de las figuras más importantes del siglo XX, Churchill sigue siendo popular en el Reino Unido y el mundo occidental, donde es visto como un líder victorioso en tiempos de guerra que jugó un papel importante en la defensa de la democracia liberal europea contra la expansión del fascismo. También recibió elogios como un reformador social, pero ha sido criticado por algunos eventos de guerra como el bombardeo de Dresde en 1945 o la Hambruna en Bengala de 1943, y por sus puntos de vista imperialistas, incluidos los comentarios racistas.

## Infancia y escolarización: 1874-1892

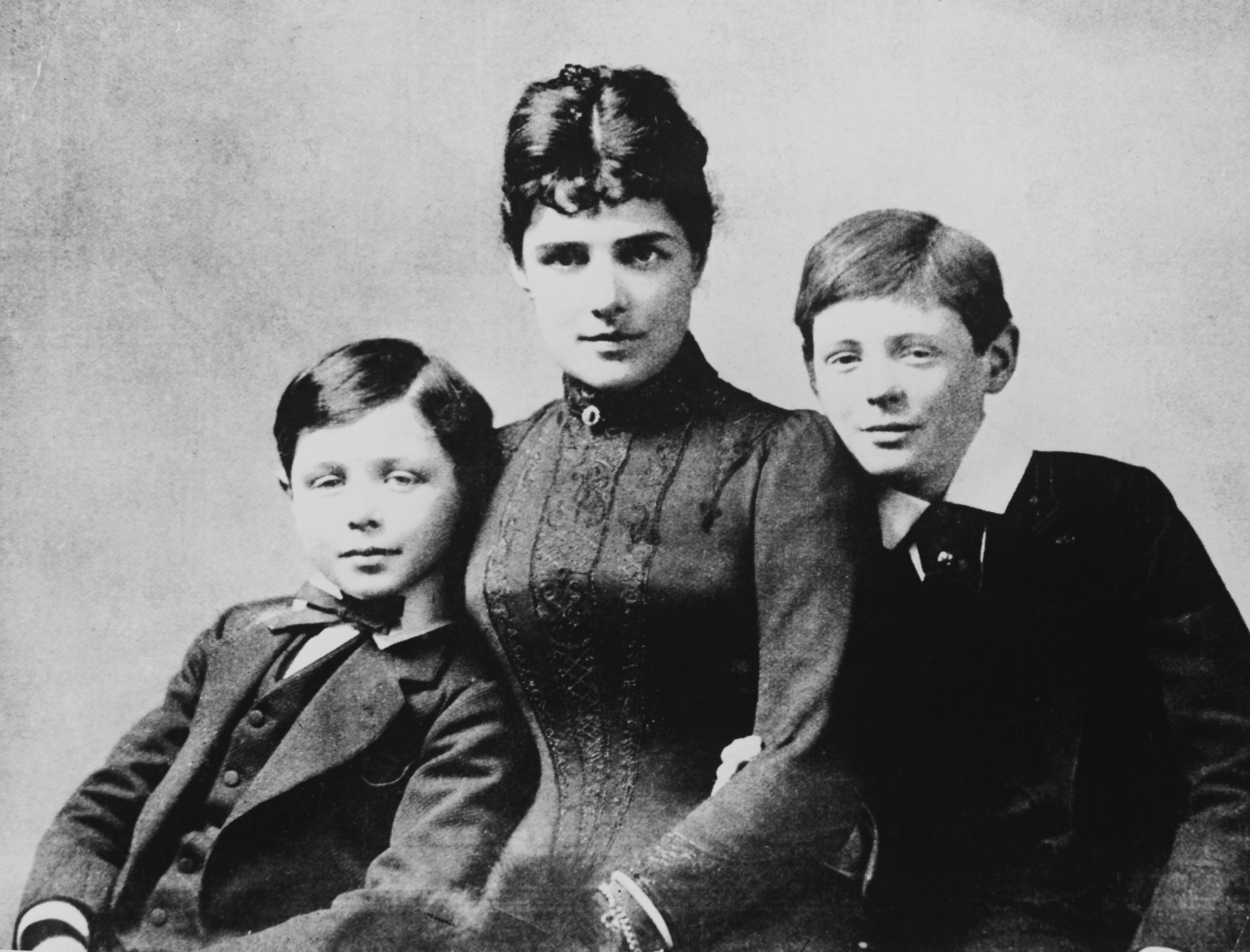
Jennie Spencer Churchill con sus dos hijos, Jack (izquierda) y Winston (derecha), en 1889.

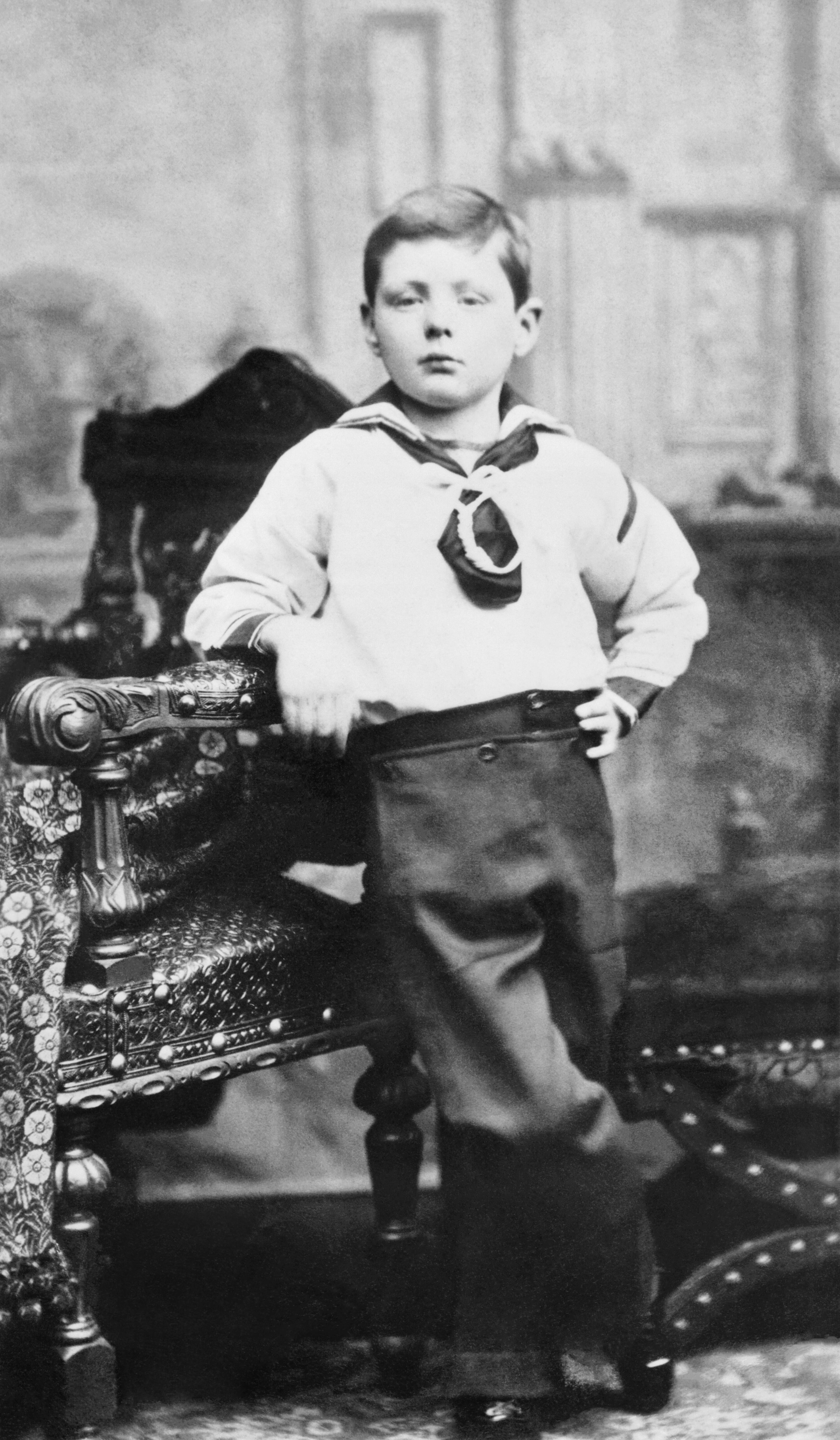
Churchill, en 1881, con 7 años, en Dublín.

Churchill nació el 30 de noviembre de 1874 en la casa ancestral de su familia, el Palacio de Blenheim en Oxfordshire. Por parte de su padre, era miembro de la aristocracia británica como descendiente directo del primer duque de Marlborough. Su padre, Lord Randolph Churchill, en representación del Partido Conservador, había sido elegido miembro del Parlamento (MP) por Woodstock en 1873. Su madre, Jennie, era hija de Leonard Jerome, un rico empresario estadounidense.
En 1876, el abuelo paterno de Churchill, John Spencer-Churchill, recibió el nombramiento de virrey de Irlanda, entonces parte del Reino Unido. Randolph se convirtió en su secretario privado y la familia se mudó a Dublín. El hermano de Winston, Jack, nació allí en 1880. Durante gran parte de la década de 1880, Randolph y Jennie estuvieron efectivamente distanciados, y los hermanos fueron atendidos principalmente por su niñera, Elizabeth Everest. Churchill escribió más tarde que «había sido mi amiga más querida e íntima durante los veinte años que había vivido».
Churchill entró al internado en St George's School en Ascot, Berkshire, a los siete años, pero no era muy listo y su comportamiento era deficiente. En 1884 se mudó a Brunswick School en Hove, donde mejoró su rendimiento académico. En abril de 1888, a los 13 años, aprobó por poco el examen de ingreso a la escuela Harrow.

## Carrera militar: 1893-1899
Su padre quería que se preparara para una carrera militar, por lo que sus últimos tres años en Harrow fueron en forma militar.Después de dos intentos fallidos de ser admitido en la Real Academia Militar de Sandhurst, lo logró en su tercer intento. En septiembre de 1893 resultó aceptado como cadete en la caballería. Su padre murió en enero de 1895, poco después de que Churchill terminara su estancia en Sandhurst.

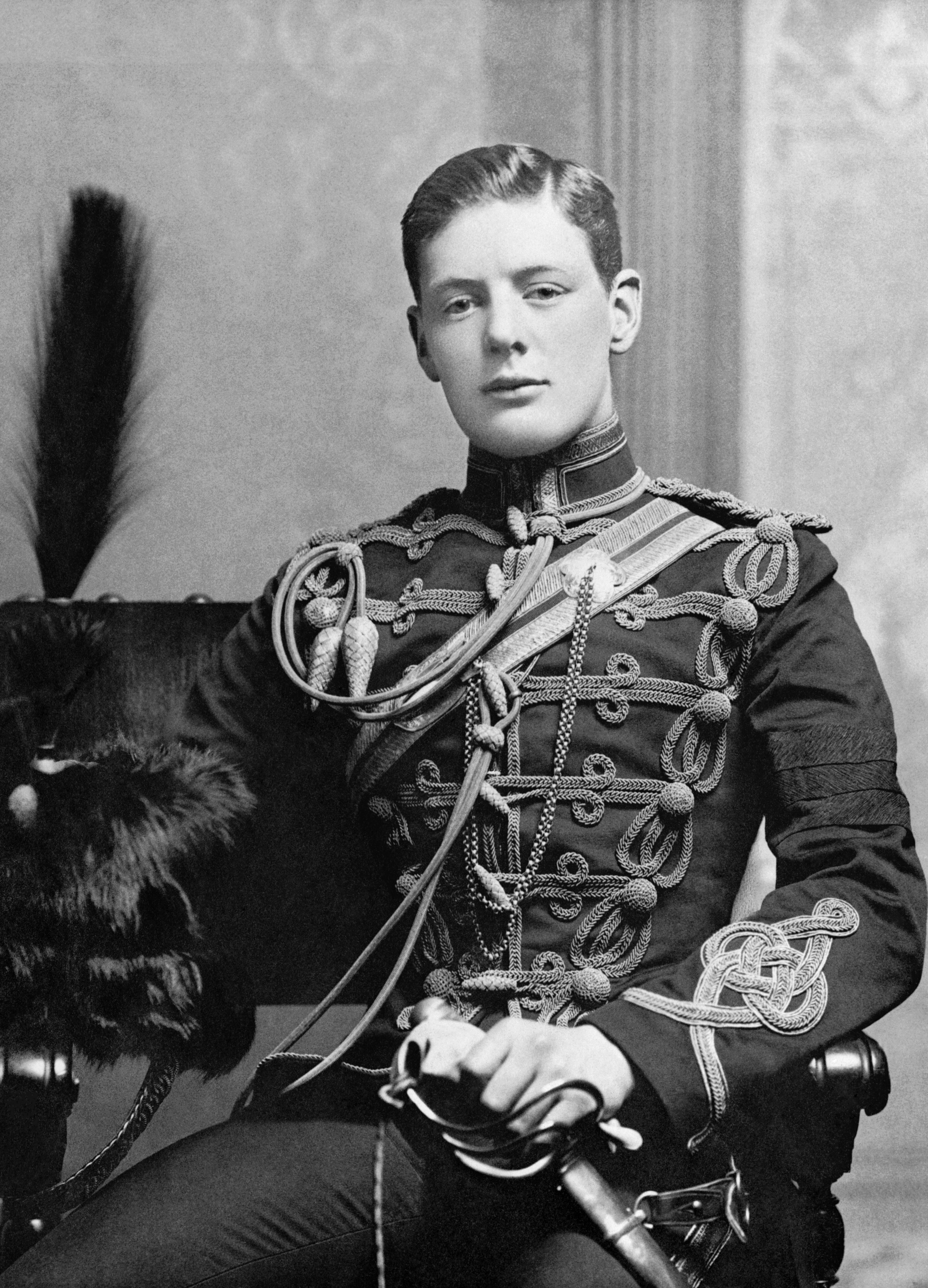
Churchill, con el uniforme militar del 4º regimiento de Húsares de la Reina, en Aldershot, en 1895.

En febrero de 1895, Churchill se le comisionó como segundo teniente en el 4.º regimiento de Húsares de la Reina del Ejército Británico, con base en Aldershot. Ansioso por presenciar la acción militar, usó la influencia de su madre para enviarse a una zona de guerra. En el otoño de 1895, él y su amigo Reggie Barnes, entonces subalterno, fueron a Cuba para observar la guerra de independencia y se vieron envueltos en escaramuzas después de unirse a las tropas españolas que intentaban reprimir a los combatientes independentistas. Churchill se dirigió a la ciudad de Nueva York y, admirado por los Estados Unidos, le escribió a su madre sobre «¡qué gente tan extraordinaria son los estadounidenses!». Con los Húsares, fue a Bombay en octubre de 1896. Con base en Bangalore, estuvo en la India durante 19 meses, visitó Calcuta tres veces y se unió a expediciones a Hyderabad y la Frontera Noroeste.
En India, Churchill inició un proyecto de autoeducación, leyendo una variedad de autores como Platón, Edward Gibbon, Charles Darwin y Thomas Babington Macaulay. Los libros le fueron enviados por su madre, con quien compartía correspondencia frecuente cuando estaba en el extranjero. En una carta de 1898 a ella, se refirió a sus creencias religiosas, diciendo: «No acepto el cristianismo ni ninguna otra forma de creencia religiosa». Churchill había sido bautizado en la Iglesia de Inglaterra, pero como relató más tarde, atravesó una fase virulentamente anticristiana en su juventud, y de adulto se volvió agnóstico. En otra carta a uno de sus primos, se refirió a la religión como «un narcótico delicioso» y expresó una preferencia por el protestantismo sobre el catolicismo romano porque lo sentía «un paso más cerca de la Razón».
Interesado en los asuntos parlamentarios británicos, se declaró a sí mismo «un liberal en todo menos en el nombre», y agregó que nunca podría respaldar el apoyo del Partido Liberal a la autonomía irlandesa. En cambio, se alió al ala de la democracia conservadora del Partido Conservador y, en una visita a casa, dio su primer discurso público para la Primrose League del partido en Bath. Mezclando perspectivas reformistas y conservadoras, apoyó la promoción de la educación secular y no confesional mientras se oponía al sufragio femenino.

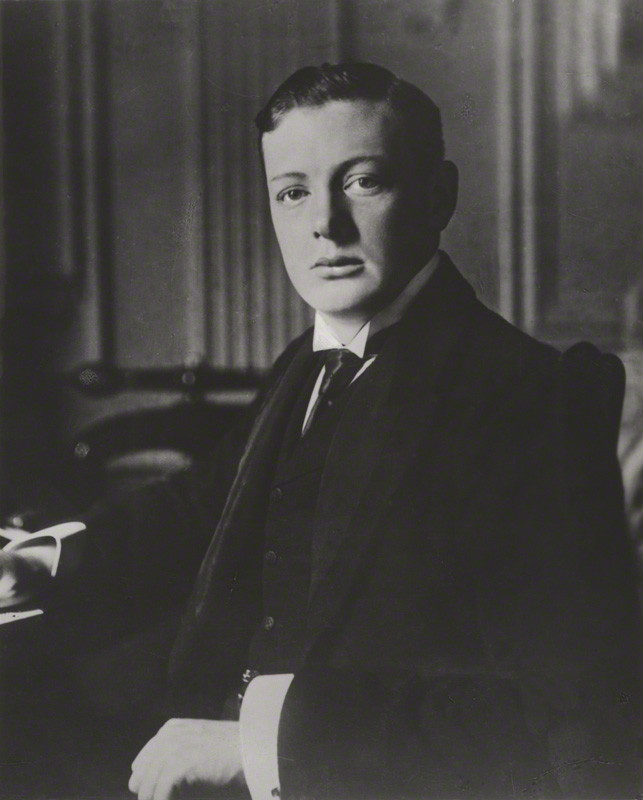
Churchill, en febrero de 1899.

Churchill se ofreció como voluntario para unirse a la fuerza de campo de Malakand de Bindon Blood en su campaña contra los rebeldes de Mohmand en el valle de Swat en el noroeste de la India. Blood lo aceptó con la condición de que fuera asignado como periodista, el comienzo de la carrera de escritor de Churchill. Regresó a Bangalore en octubre de 1897 y allí escribió su primer libro, The Story of the Malakand Field Force, que recibió críticas positivas. También escribió su única obra de ficción, Savrola, un romance ruritano. Para mantenerse completamente ocupado, Churchill abrazó la escritura como lo que Roy Jenkins llama su «hábito completo», especialmente a lo largo de su carrera política cuando estaba fuera de la oficina. Era su principal salvaguardia contra la depresión recurrente, a la que llamó su «perro negro».
Usando sus contactos en Londres, Churchill se unió a la campaña del general Kitchener en Sudán como subalterno de 21st Lancers mientras, además, trabajaba como periodista para The Morning Post. Después de luchar en la Batalla de Omdurman el 2 de septiembre de 1898, los 21st Lancers fueron retirados. En octubre, Churchill regresó a Inglaterra y comenzó a escribir The River War, un relato de la campaña que se publicó en noviembre de 1899; fue en este momento cuando decidió dejar el ejército. Criticó las acciones de Kitchener durante la guerra, en particular el trato despiadado de este último a los enemigos heridos y su profanación de la tumba de Muhammad Ahmad en Omdurman.
El 2 de diciembre de 1898, Churchill se embarcó hacia la India para resolver sus asuntos militares y completar su renuncia al 4th Hussars. Pasó gran parte de su tiempo allí jugando al polo, el único deporte de pelota en el que alguna vez estuvo interesado. Tras dejar a los húsares, zarpó de Bombay el 20 de marzo de 1899, decidido a emprender una carrera política.

## Inicios políticos y Sudáfrica: 1899–1900
Buscando una carrera parlamentaria, Churchill habló en reuniones conservadoras y fue seleccionado como uno de los dos candidatos parlamentarios del partido para las elecciones parciales de junio de 1899 en Oldham, Lancashire. Mientras hacía campaña en Oldham, Churchill se refirió a sí mismo como «un conservador y un demócrata conservador». Aunque los escaños de Oldham habían sido ocupados anteriormente por los conservadores, el resultado fue una estrecha victoria liberal.

Churchill, en 1900.

Anticipándose al estallido de la segunda guerra bóer entre Gran Bretaña y las Repúblicas bóeres, Churchill viajó a Sudáfrica como periodista del Morning Post bajo la dirección de James Nicol Dunn. En octubre, viajó a la zona de conflicto cerca de Ladysmith, luego asediada por tropas bóer, antes de dirigirse a Colenso. Después de que su tren fuera descarrilado por los bombardeos de artillería Bóer, fue capturado como prisionero de guerra (POW) e internado en un campo de prisioneros de guerra Bóer en Pretoria. Durante la marcha, Churchill se dio cuenta de que le quedaban dos cargadores de su C-96 Mauser en los bolsillos. El problema no era que tuviera los cargadores en sí, sino qué tipo de munición contenían. Las rondas eran de tipo "dum-dum", balas expansivas, prohibidas por la Convención de La Haya de 1899. Los soldados bóer despreciaban tales municiones, sin mostrar piedad hacia los prisioneros de guerra que las tenían en su poder. Furtivamente, logró deshacerse de los cargadores tirándolos en la espesa hierba junto a la carretera. Su acto fue descubierto por el italiano del ejército bóer Camillo Ricchiardi, que le salvó la vida pretendiendo no haberlo visto tirar las balas. En diciembre, Churchill escapó de la prisión y evadió a sus captores escondiéndose en trenes de carga y luego en una mina. Finalmente, llegó a un lugar seguro en el África oriental portuguesa. Su fuga atrajo mucha publicidad.
En enero de 1900, se reincorporó brevemente al ejército como teniente en el regimiento de caballos ligeros de Sudáfrica, uniéndose a la lucha de Redvers Buller para aliviar el asedio de Ladysmith y tomar Pretoria. Estuvo entre las primeras tropas británicas en ambos lugares. Él y su primo, el noveno duque de Marlborough, exigieron y recibieron la rendición de 52 guardias del campo de prisioneros Bóer. A lo largo de la guerra, había reprendido públicamente los prejuicios anti-bóer, pidiendo que fueran tratados con «generosidad y tolerancia», y después de la guerra instó a los británicos a ser magnánimos en la victoria. En julio, después de haber renunciado a su lugartenencia, regresó a Gran Bretaña. Sus cartas al Morning Post se habían publicado como London to Ladysmith via Pretoria y se habían vendido bien.

## Miembro conservador del parlamentoː 1901-1904
Churchill alquiló un piso en Mayfair de Londres y lo usó como base durante los siguientes seis años. Se presentó nuevamente como uno de los candidatos conservadores en Oldham en las elecciones generales de octubre de 1900, asegurando una estrecha victoria para convertirse en miembro del Parlamento a los 25 años. En el mismo mes, publicó Ian Hamilton's March, un libro sobre sus experiencias en Sudáfrica, que se convirtió en el foco de una gira de conferencias en noviembre a través de Gran Bretaña, Estados Unidos y Canadá. Los miembros del Parlamento no estaban remunerados y la gira era una necesidad económica. En Estados Unidos, Churchill se reunió con Mark Twain, el presidente McKinley y el vicepresidente Theodore Roosevelt; no se llevaba bien con Roosevelt. Posteriormente, en la primavera de 1901, dio más conferencias en París, Madrid y Gibraltar.

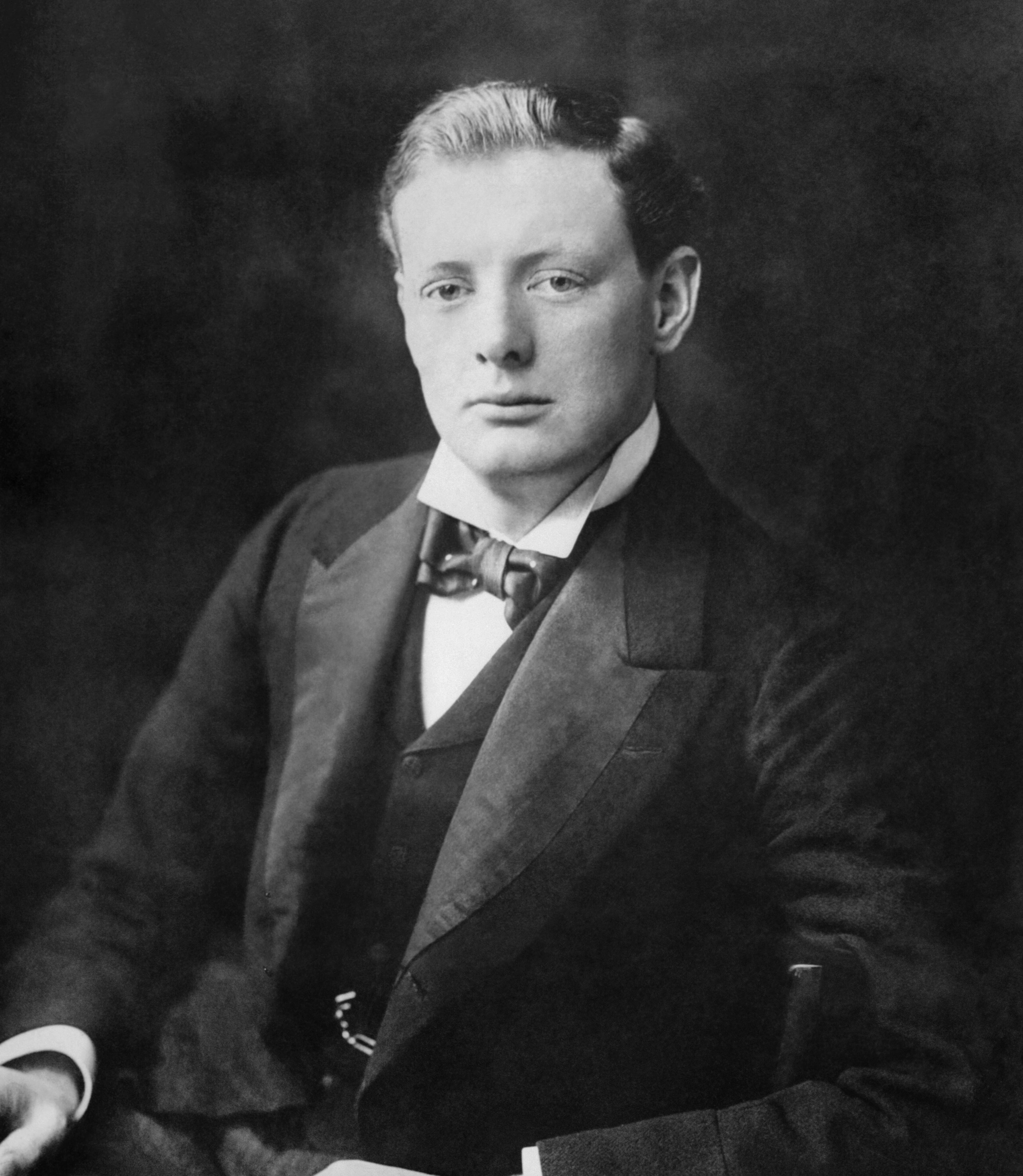
Churchill, en la época de sus primeras elecciones al Parlamento, en 1900.

En febrero de 1901, Churchill ocupó su asiento en la Cámara de los Comunes, donde su discurso inaugural obtuvo una amplia cobertura de prensa. Se asoció con un grupo de conservadores conocido como los Hughligans, pero fue crítico con el gobierno conservador en varios temas, especialmente los aumentos en la financiación del ejército. Creía que los gastos militares adicionales deberían destinarse a la marina. Esto molestó al banco delantero conservador, pero recibió apoyo por los liberales, con quienes socializó cada vez más, en particular los imperialistas liberales como H. H. Asquith. En este contexto, Churchill escribió más tarde que «se desvió constantemente hacia la izquierda» de la política parlamentaria. En privado, consideró «la creación gradual mediante un proceso evolutivo de un ala demócrata o progresista al Partido Conservador», o alternativamente un «Partido Central» para unir a los Conservadores y Liberales.
Churchuill ingresó el 24 de mayo de 1901 en la logia masónica londinense Studholme y rápidamente alcanzó el grado de "maestro masón". Seguía en ello los pasos de su padre, también masón,así como de otros antepasados y familiares. Por aquel entonces, la masonería británica disfrutaba de gran prestigio social, sobre todo desde que en 1875 eligió como Gran Maestro al Príncipe de Gales, el futuro rey Eduardo VII. La logia de Studholme contaba entre sus miembros a numerosos aristócratas y parlamentarios como el propio Churchill.
En 1903, había una división real entre Churchill y los conservadores, en gran parte porque se oponía a su promoción del proteccionismo económico, pero también porque sentía que la animosidad de muchos miembros del partido le impediría obtener un puesto en el gabinete bajo un gobierno conservador. El Partido Liberal estaba atrayendo un apoyo cada vez mayor, por lo que su deserción en 1904 también puede haber estado influenciada por la ambición personal. Votó cada vez más con los liberales en contra del gobierno. Por ejemplo, se opuso a un aumento del gasto militar; apoyó un proyecto de ley liberal para restaurar los derechos legales a los sindicatos; y se opuso a la introducción de aranceles sobre los bienes importados en el Imperio británico, describiéndose a sí mismo como un «admirador sobrio» de los principios del libre comercio. El gobierno de Balfour anunció una legislación proteccionista en octubre de 1903. Dos meses después, indignada por las críticas de Churchill al gobierno, la Asociación Conservadora de Oldham le informó que no apoyaría su candidatura en las próximas elecciones generales.
En mayo de 1904, Churchill se opuso al Proyecto de Ley de Extranjería propuesto por el gobierno, diseñado para frenar la migración judía a Gran Bretaña. Afirmó que el proyecto de ley «apelaría al prejuicio insular contra los extranjeros, al prejuicio racial contra los judíos y al prejuicio laboral contra la competencia» y se expresó a favor de «la vieja práctica tolerante y generosa de libre entrada y asilo a la que este país tiene adherido durante tanto tiempo y de lo que tanto se ha beneficiado». En vista de la situación, cruzó la sala, al desertar de los conservadores para sentarse como miembro del Partido Liberal en la Cámara de los Comunes.

## Miembro liberal del parlamento: 1904-1908

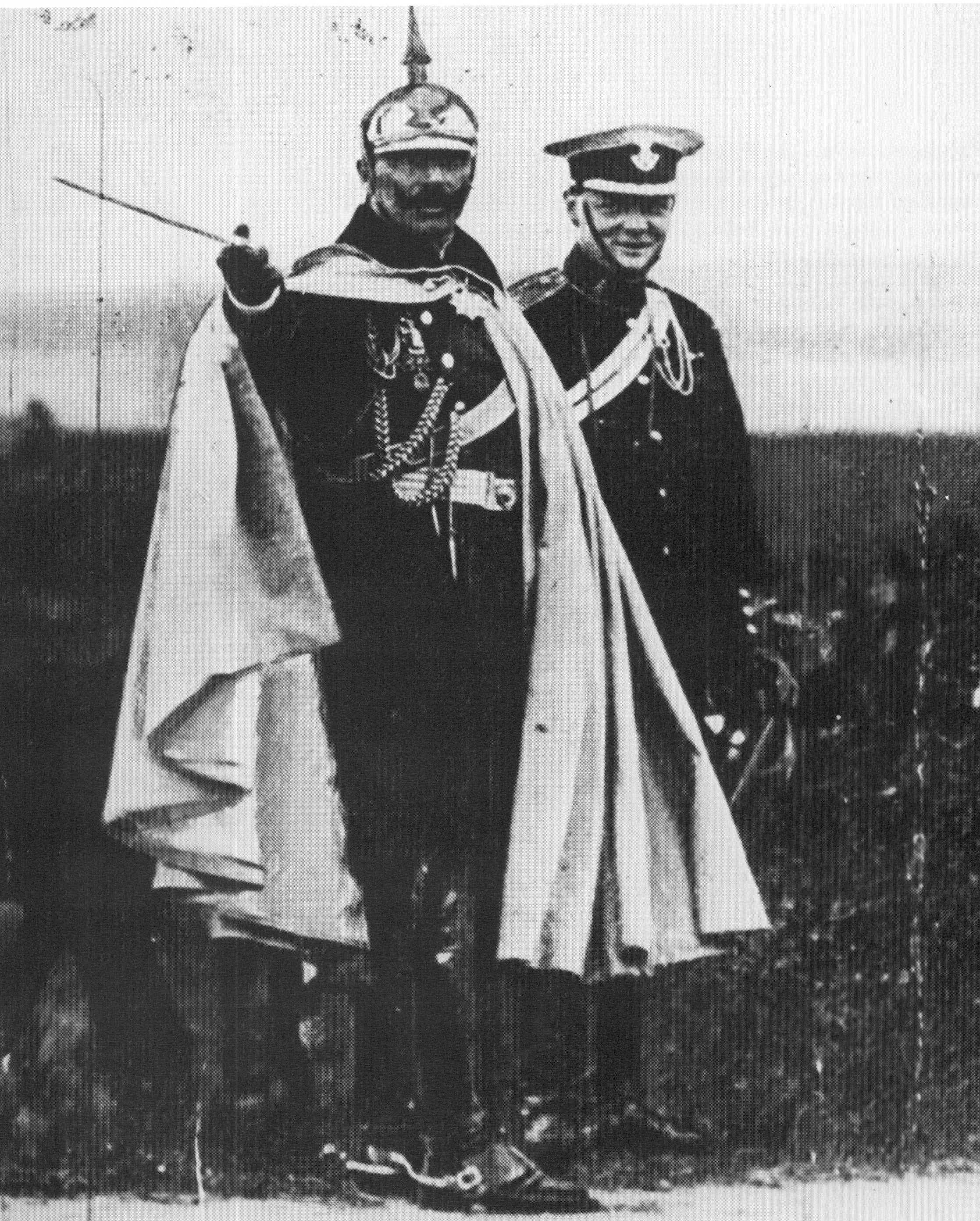
Churchill y el Káiser Guillermo II durante una maniobra militar cerca de Breslau, Silesia, en 1906.

En diciembre de 1905, Balfour dimitió como primer ministro y el rey Eduardo VII invitó al líder liberal Henry Campbell-Bannerman a ocupar su lugar. Con la esperanza de asegurar una mayoría de trabajo en la Cámara de los Comunes, Campbell-Bannerman convocó elecciones generales en enero de 1906, que ganaron los liberales. Churchill ganó el escaño de Manchester North West. En el mismo mes se publicó la biografía de su padre; recibió un anticipo de 8000 libras esterlinas. En general, tuvo un buen recibimiento. También fue en este momento cuando se publicó la primera biografía del propio Churchill, escrita por el liberal Alexander MacCallum Scott.
En el nuevo gobierno, Churchill se convirtió en Subsecretario de Estado del Ministerio de las Colonias, un puesto ministerial subalterno que había solicitado. Trabajó debajo del Secretario de Estado para las Colonias, Victor Bruce, noveno conde de Elgin, y tomó a Edward Marsh como su secretario; Marsh siguió siendo secretario de Churchill durante 25 años. La primera tarea de Churchill fue ayudar a redactar una constitución para el Transvaal; y ayudó a supervisar la formación de un gobierno en el Estado Libre de Orange. Al tratar con el sur de África, buscó garantizar la igualdad entre los británicos y los bóer. También anunció una eliminación gradual del uso de trabajadores contratados chinos en Sudáfrica; él y el gobierno decidieron que una prohibición repentina causaría demasiado malestar en la colonia y podría dañar la economía. Expresó su preocupación por las relaciones entre los colonos europeos y la población africana negra; después de que los zulúes lanzaran su rebelión de Bambatha en Natal, Churchill se quejó de la «repugnante carnicería de los nativos» por parte de los europeos.

## Matrimonio con Clementine Hozier: 1908 y familia

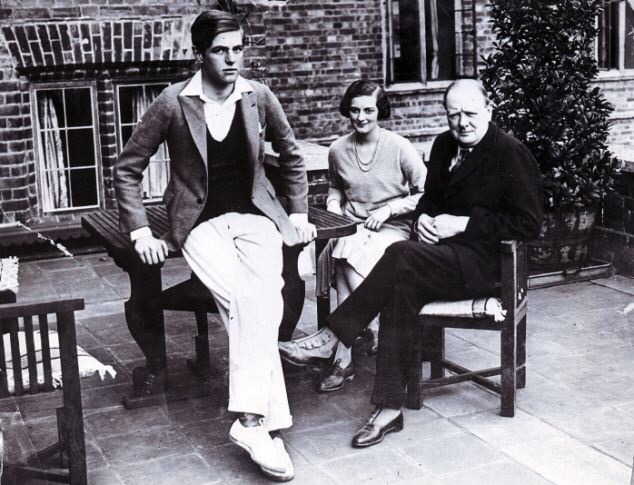
Churchill con sus hijos Randolph y Diana, en enero de 1923.

El 12 de septiembre de 1908, Churchill contrajo matrimonio en St. Margaret's, Westminster, con Clementine Hozier, una brillante mujer de gran belleza, pero falta de recursos económicos. Churchill se había declarado anteriormente a la actriz Ethel Barrymore, quien le rechazó. Tuvieron cinco hijos: Diana, Randolph, Sara (quien actuó con Fred Astaire en la película Royal Wedding), Marigold (quien falleció en su infancia) y Mary (quien ha escrito un libro sobre sus padres). Randolph, hijo de Churchill y sus nietos Nicholas Soames y Winston también fueron miembros del Parlamento.

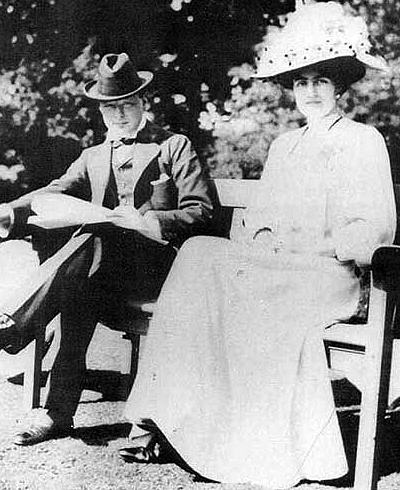
Churchill y, su prometida, Clementine Hozier, poco antes de casarse, en 1908.

La madre de Clementine era Blanche Henrietta Ogilvy, la segunda esposa de Henry Montague Hozier e hija del 7.º conde de Airlie, si bien esto ha sido puesto en duda. En efecto, Blanche era bien conocida por su carácter frívolo y finalmente esto le llevó al divorcio. Decía que el verdadero padre de Clementine fue el capitán William George "Bay" Middleton, un notable jinete; sin embargo, Joan Hardwick (quien escribió la biografía de Clementine) afirma que dada la bien conocida esterilidad de Henry Hozier, el padre de todos los hijos de Blanche fue su cuñado, Algernon Bertam Freeman-Mitford, conocido como el abuelo de las excéntricas hermanas Mitford en el decenio de 1920.

Cuando no estaba en Londres, Churchill normalmente vivía en Chartwell House en Kent, casa a la cual le tenía particular aprecio. Él y su esposa compraron esta casa en 1922 y la mantuvieron hasta su fallecimiento en 1965. En esta casa escribió sus obras y también se dedicó a la pintura.

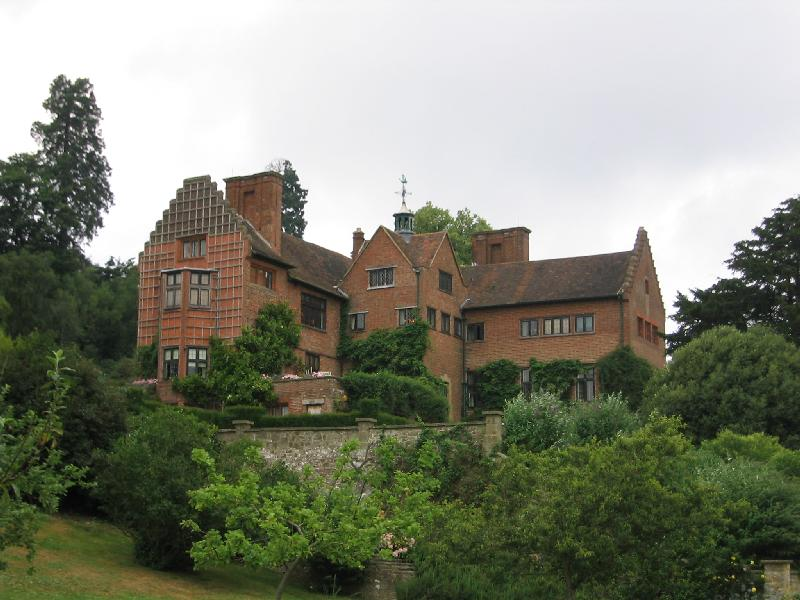
La vivienda principal de Churchill era Chartwell (Kent). La compró en 1922, después del nacimiento de su hija Mary.

## Gobierno de Asquith: 1908-1915

### Presidente de la Junta de Comercio: 1908-1913
Asquith sucedió a Campbell-Bannerman el 8 de abril de 1908 y, cuatro días después, Churchill recibió el nombramiento de presidente de la Junta de Comercio. Con 33 años, era el miembro más joven del gabinete desde 1866. Los ministros del gabinete recién nombrados estaban legalmente obligados a buscar la reelección en una elección parcial y el 24 de abril, Churchill perdió la elección parcial de Manchester Noroeste ante el candidato conservador por 429 votos. El 9 de mayo, los liberales lo colocaron en el asiento seguro de Dundee, donde ganó cómodamente.
En la vida privada, Churchill le propuso matrimonio a Clementine Hozier; se casaron en septiembre en la Iglesia de Santa Margarita en Westminster y pasaron su luna de miel en Baveno, Venecia y el castillo de Veverí en Moravia. Vivían en el 33 de Eccleston Square, Londres, y su primera hija, Diana, nació en julio de 1909.
Una de las primeras tareas de Churchill como ministro fue arbitrar en un conflicto laboral entre trabajadores navales y empleadores en el río Tyne. Posteriormente estableció una Corte Permanente de Arbitraje para ocuparse de los conflictos laborales futuros, estableciendo una reputación como conciliador. En el Gabinete, trabajó con David Lloyd George para defender la reforma social. Promovió lo que llamó una «red de intervención y regulación del Estado» similar a la de Alemania.
Churchill presentó el Proyecto de Ley de Ocho Horas de Minas, que prohibía legalmente a los mineros trabajar más de ocho horas al día. Presentó el proyecto de ley de juntas comerciales, creando juntas comerciales que podrían enjuiciar a los empleadores explotadores. Aprobado por amplia mayoría, estableció el principio del salario mínimo y el derecho de los trabajadores a tener descansos para comer. En mayo de 1909, propuso el proyecto de ley de intercambios laborales para establecer más de 200 intercambios laborales a través de los cuales se ayudaría a los desempleados a encontrar empleo. También promovió la idea de un plan de seguro de desempleo, que sería parcialmente financiado por el estado.
Para asegurar la financiación de sus reformas, Lloyd George y Churchill denunciaron la política de expansión naval de Reginald McKenna, negándose a creer que la guerra con Alemania era inevitable. Como ministro de Hacienda, Lloyd George presentó su «Presupuesto del Pueblo» el 29 de abril de 1909, llamándolo un presupuesto de guerra para eliminar la pobreza. Propuso impuestos sin precedentes sobre los ricos para financiar los programas de bienestar liberales. Los pares conservadores que dominaban la Cámara de los Lores vetaron el presupuesto. Con sus reformas sociales amenazadas, Churchill advirtió que la obstrucción de la clase alta podría enfurecer a los británicos de la clase trabajadora y conducir a una guerra de clases. El gobierno convocó las elecciones generales de enero de 1910, que resultaron en una estrecha victoria liberal; Churchill retuvo su asiento en Dundee. Después de la elección, propuso la abolición de la Cámara de los Lores en un memorando del gabinete, sugiriendo que fuera reemplazada por un sistema unicameral o por una nueva segunda cámara más pequeña que carecía de una ventaja incorporada para los conservadores. En abril, los Lores cedieron y el Presupuesto Popular se convirtió en ley.

### Ministro del Interior: 1910-1911
En febrero de 1910, se le ascendió a Churchill a ministro del Interior, lo que le otorgó el control de la policía y los servicios penitenciarios e implementó un programa de reforma penitenciaria. Las medidas incluían una distinción entre presos penales y políticos, y se flexibilizaban las normas penitenciarias para estos últimos. Hubo innovaciones educativas como el establecimiento de bibliotecas para los presos y el requisito de que cada prisión organizara espectáculos cuatro veces al año. Las reglas sobre el confinamiento solitario se relajaron un poco, y Churchill propuso la abolición del encarcelamiento automático de aquellos que no pagaran las multas. Se abolió el encarcelamiento de personas de entre 16 y 21 años, excepto para los delitos más graves. Churchill conmutó 21 de las 43 penas capitales dictadas mientras era ministro del Interior.
Uno de los principales problemas domésticos en Gran Bretaña fue el sufragio femenino. Churchill apoyó dar el voto a las mujeres, pero solo respaldaría un proyecto de ley a tal efecto si tuviera el apoyo mayoritario del electorado (masculino). Su solución propuesta fue un referéndum sobre el tema, pero este no encontró el favor de Asquith y el sufragio femenino permaneció sin resolver hasta 1918. Muchas sufragistas creían que Churchill era un opositor comprometido del sufragio femenino, y eligieron sus reuniones para protestar. En noviembre de 1910, el sufragista Hugh Franklin atacó a Churchill con un látigo; Franklin fue arrestado y encarcelado durante seis semanas.
En el verano de 1910, Churchill tuvo que lidiar con los disturbios de Tonypandy, en el que los mineros del carbón en el valle de Rhondda protestaron violentamente contra sus condiciones de trabajo. El jefe de policía de Glamorgan solicitó tropas para ayudar a la policía a sofocar los disturbios. Churchill, al enterarse de que las tropas ya estaban viajando, les permitió llegar hasta Swindon y Cardiff, pero bloqueó su despliegue; le preocupaba que el uso de tropas pudiera dar lugar a un derramamiento de sangre. En su lugar, envió a 270 policías de Londres, que no estaban equipados con armas de fuego, para ayudar a sus homólogos galeses. A medida que continuaban los disturbios, ofreció a los manifestantes una entrevista con el principal árbitro industrial del gobierno, que aceptaron. En privado, Churchill consideraba que tanto los propietarios de las minas como los mineros en huelga eran «muy irrazonables».The Times y otros medios de comunicación lo acusaron de ser demasiado blando con los alborotadores; por el contrario, muchos en el Partido Laborista, que estaba vinculado a los sindicatos, lo consideraban demasiado torpe.

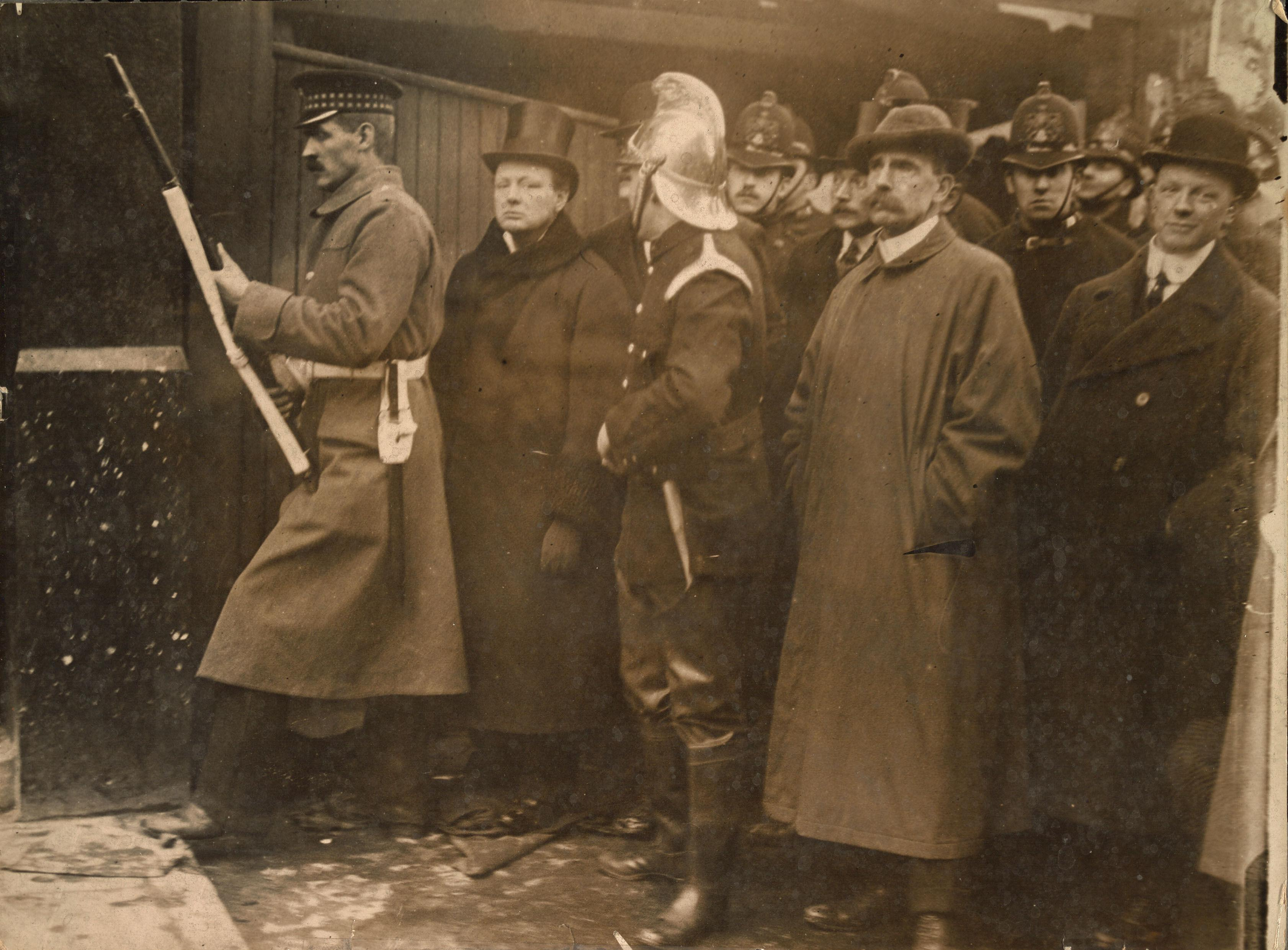
Churchill (segundo a la izquierda), como Ministro del Interior, en el Sitio de Sidney Street, en enero de 1911.

Asquith convocó elecciones generales en diciembre de 1910 y los liberales fueron reelegidos con Churchill seguro en Dundee. En enero de 1911, Churchill se involucró en el asedio de Sidney Street; tres ladrones letones habían matado a varios agentes de policía y se habían escondido en una casa en el East End de Londres, que estaba rodeada por la policía. Churchill apoyó a la policía, aunque no dirigió su operación. Después de que la casa se incendiara, le dijo a los bomberos que no entraran debido a la amenaza que representaban los hombres armados. Posteriormente, dos de los ladrones fueron encontrados muertos. Aunque se enfrentó a críticas por su decisión, afirmó que «pensó que era mejor dejar que la casa se incendiara en lugar de gastar buenas vidas británicas en rescatar a esos feroces bribones».
En marzo de 1911, Churchill presentó la segunda lectura del proyecto de ley de minas de carbón en el parlamento. Cuando se implementó, impuso estándares de seguridad más estrictos en las minas de carbón. También formuló el proyecto de ley de tiendas para mejorar las condiciones laborales de los trabajadores de las tiendas; se enfrentó a la oposición de los dueños de las tiendas y solo se convirtió en ley en una forma muy castrada. En abril, Lloyd George presentó la primera legislación sobre seguros de salud y desempleo, la Ley de Seguro Nacional de 1911; Churchill había sido fundamental en su redacción. En mayo, Clementine dio a luz a su segundo hijo, Randolph, que lleva el nombre del padre de Churchill. En respuesta a la escalada de conflictos civiles en 1911, Churchill envió tropas a Liverpool para sofocar a los estibadores que protestaban y se unieron contra una huelga ferroviaria nacional.
Durante la crisis de Agadir de abril de 1911, cuando hubo una amenaza de guerra entre Francia y Alemania, Churchill sugirió una alianza con Francia y Rusia para salvaguardar la independencia de Bélgica, Dinamarca y los Países Bajos para contrarrestar el posible expansionismo alemán. La crisis de Agadir tuvo un profundo efecto en Churchill y alteró sus puntos de vista sobre la necesidad de una expansión naval.

### Primer periodo de primer lord del Almirantazgo: 1911-1914

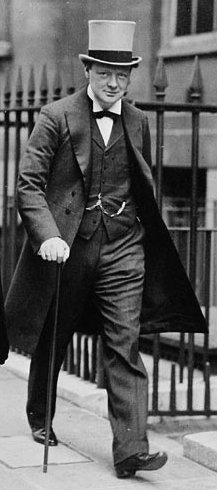
Churchill, como primer lord del almirantazgo, en 1912

En octubre de 1911, Asquith nombró a Churchill primer lord del Almirantazgo, y tuvo su residencia oficial en Admiralty House. Durante los siguientes dos años y medio se centró en la preparación naval, visitando estaciones navales y astilleros, buscando mejorar la moral y escudriñando los desarrollos navales alemanes. Después de que el gobierno alemán aprobara su Ley de Marina para aumentar la producción de buques de guerra, Churchill prometió que Gran Bretaña haría lo mismo y que por cada nuevo acorazado construido por los alemanes, Gran Bretaña construiría dos. Invitó a Alemania a participar en una reducción mutua de los proyectos de construcción naval, pero esto fue rechazado.
Churchill presionó por salarios más altos y mayores instalaciones recreativas para el personal naval, un aumento en la construcción de submarinos, y un enfoque renovado en el Real Servicio Aéreo Naval, alentándolos a experimentar cómo los aviones podrían usarse para propósitos militares. Acuñó el término «hidroavión» y ordenó que se construyeran 100. Algunos liberales objetaron sus niveles de gasto naval; en diciembre de 1913 amenazó con dimitir si su propuesta de cuatro nuevos acorazados en 1914-15 era rechazada. En junio de 1914, convenció a la Cámara de los Comunes para que autorizara la compra del gobierno de una participación del 51 por ciento en las ganancias del petróleo producido por la Anglo-Persian Oil Company, para asegurar el acceso continuo al petróleo para la Marina Real.

El tema central en Gran Bretaña en ese momento era el gobierno autónomo irlandés y, en 1912, el gobierno de Asquith presentó el proyecto de ley de gobierno autónomo. Churchill lo apoyó e instó a los unionistas del Úlster a aceptarlo, ya que se opuso a la partición de Irlanda. Más tarde, tras una decisión del Gabinete, impulsó la presencia naval en Irlanda para hacer frente a cualquier levantamiento unionista.Al buscar un compromiso, Churchill sugirió que Irlanda siguiera siendo parte de un Reino Unido federal, pero esto enfureció a los liberales y los nacionalistas irlandeses.

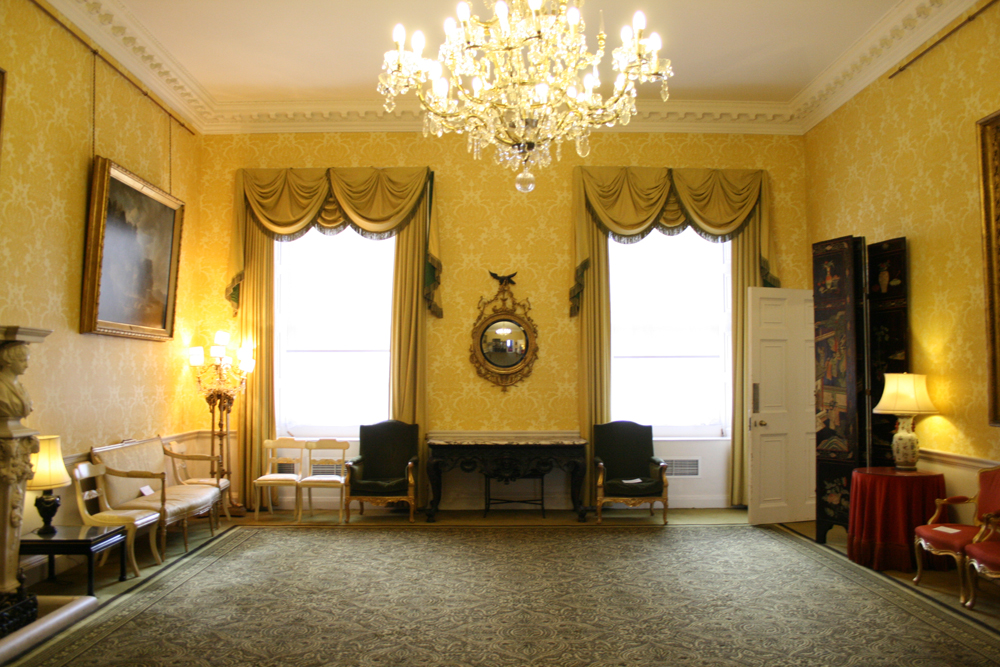
Como primer lord del Almirantazgo, la residencia de Churchill en Londres fue Admiralty House. La sala de música, en 2008.

Como primer lord, Churchill tenía la tarea de supervisar el esfuerzo naval de Gran Bretaña cuando comenzó la Primera Guerra Mundial en agosto de 1914. En el mismo mes, la marina transportó 120 000 soldados británicos a Francia y comenzó un bloqueo de los puertos alemanes del Mar del Norte. Churchill envió submarinos al Mar Báltico para ayudar a la Armada rusa y envió la Brigada de Infantería de Marina a Ostende, lo que obligó a reasignar las tropas alemanas. En septiembre, Churchill asumió la plena responsabilidad de la defensa aérea de Gran Bretaña. El 7 de octubre, Clementine dio a luz a su tercer hijo, Sarah. En octubre, visitó Amberes para observar las defensas belgas contra los alemanes sitiadores y prometió refuerzos británicos para la ciudad. Poco después, sin embargo, Amberes cayó ante los alemanes y recibió críticas en la prensa. Sostuvo que sus acciones habían prolongado la resistencia y habían permitido a los aliados asegurar Calais y Dunkerque. En noviembre, Asquith convocó un Consejo de Guerra, formado por él mismo, Lloyd George, Edward Grey, Kitchener y Churchill. Este último presentó algunas propuestas, incluido el desarrollo del tanque, y se ofreció a financiar su creación con fondos del Almirantazgo.
Churchill estaba interesado en el frente de Oriente Medio y quería aliviar la presión turca sobre los rusos en el Cáucaso organizando el ataque contra Turquía en los Dardanelos. Esperaba que, de tener éxito, los británicos pudieran incluso apoderarse de Constantinopla. Se dio la aprobación y, en marzo de 1915, un grupo de trabajo anglo-francés intentó un bombardeo naval de las defensas turcas en los Dardanelos. En abril, la Fuerza Expedicionaria del Mediterráneo, incluido el Cuerpo de Ejército de Australia y Nueva Zelanda (ANZAC), comenzó su asalto en Gallipoli. Ambas campañas fracasaron y muchos diputados, en particular los conservadores, consideraron que Churchill era personalmente responsable.
En mayo, Asquith acordó, bajo presión parlamentaria, formar un gobierno de coalición de todos los partidos, pero la única condición de entrada de los conservadores era que Churchill debía ser destituido del Almirantazgo. Churchill defendió su caso tanto con Asquith como con el líder conservador Bonar Law, pero tuvo que aceptar la degradación y se convirtió en Canciller del Ducado de Lancaster.

## Servicio militar: 1915-1916

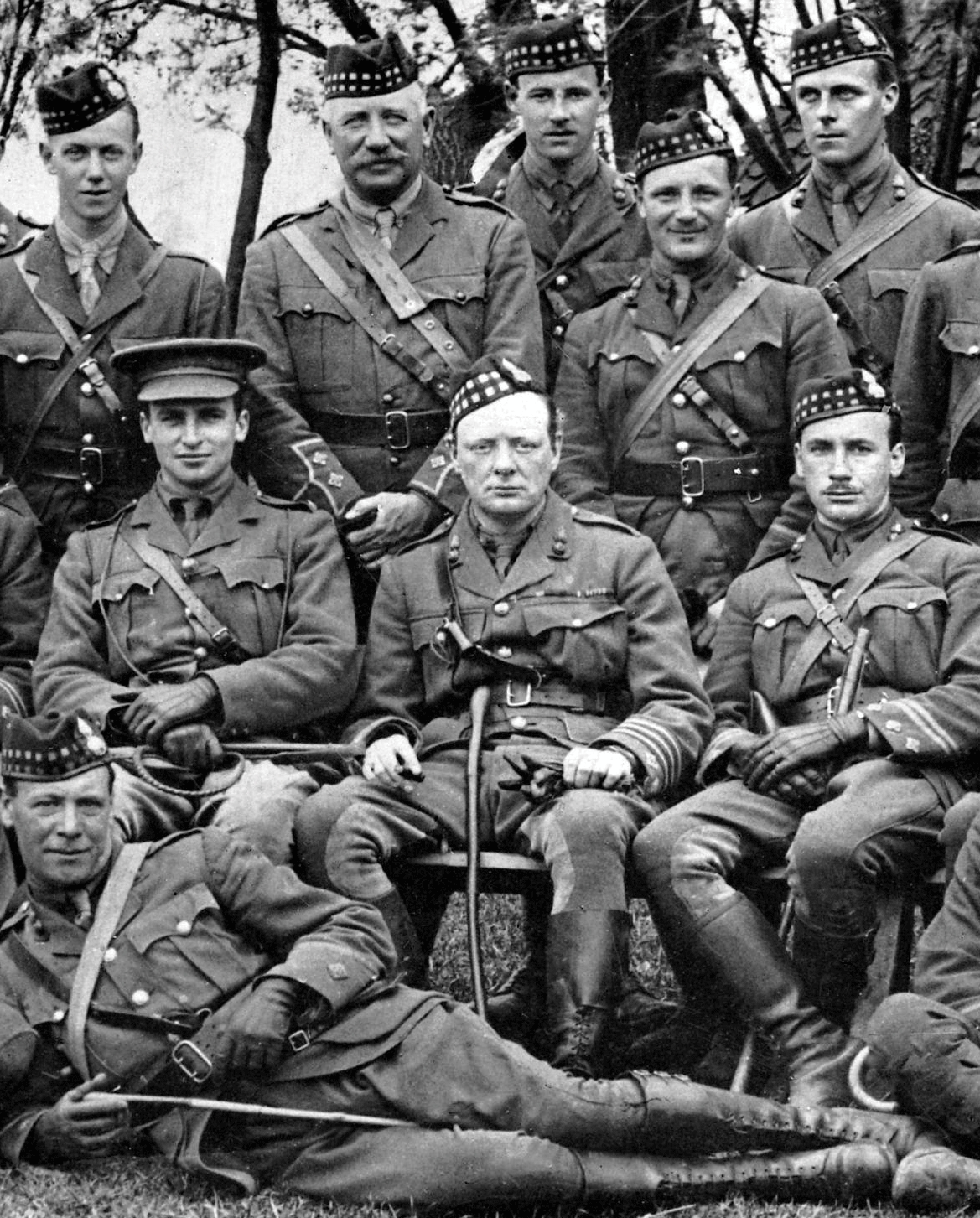
Churchill, al mando del 6.º Batallón, Royal Scots Fusiliers, en Ploegsteert (Bélgica), en 1916. Su segundo al mando, Archibald Sinclair, está a su derecha.

El 25 de noviembre de 1915, Churchill dimitió del gobierno, aunque siguió siendo diputado. Asquith rechazó su solicitud de ser nombrado gobernador general de África Oriental Británica.
Churchill decidió unirse al ejército y se adjuntó al 2.º Batallón de los Guardias Granaderos, en el frente occidental. En enero de 1916, fue ascendido temporalmente a teniente coronel y se le dio el mando del sexto batallón de la Royal Scots Fusiliers. Después de un período de entrenamiento, el batallón fue trasladado a un sector del Frente belga cerca de Ploegsteert. Durante más de tres meses, se enfrentaron a continuos bombardeos, aunque sin ofensiva alemana. Churchill escapó por poco de la muerte cuando, durante una visita de su primo oficial de personal, el noveno duque de Marlborough, un gran trozo de metralla cayó entre ellos. En mayo, el 6° Royal Scots Fusiliers se fusionó en la 15° División. Churchill no solicitó un nuevo comando, sino que obtuvo permiso para dejar el servicio activo. Su ascenso temporal finalizó el 16 de mayo, cuando volvió al rango de mayor.
De vuelta en la Cámara de los Comunes, Churchill habló sobre cuestiones de guerra, pidiendo que el servicio militar obligatorio se extendiera a los irlandeses, un mayor reconocimiento de la valentía de los soldados y la introducción de cascos de acero para las tropas. Estaba frustrado por estar fuera de su cargo como diputado, pero fue culpado repetidamente por Gallipoli, principalmente por la prensa proconservadora. Churchill argumentó su caso ante la Comisión de los Dardanelos, cuyo informe publicado no lo culpó personalmente por el fracaso de la campaña.

## Gobierno de Lloyd George: 1916-1922

### Ministro de municiones: 1917-1919

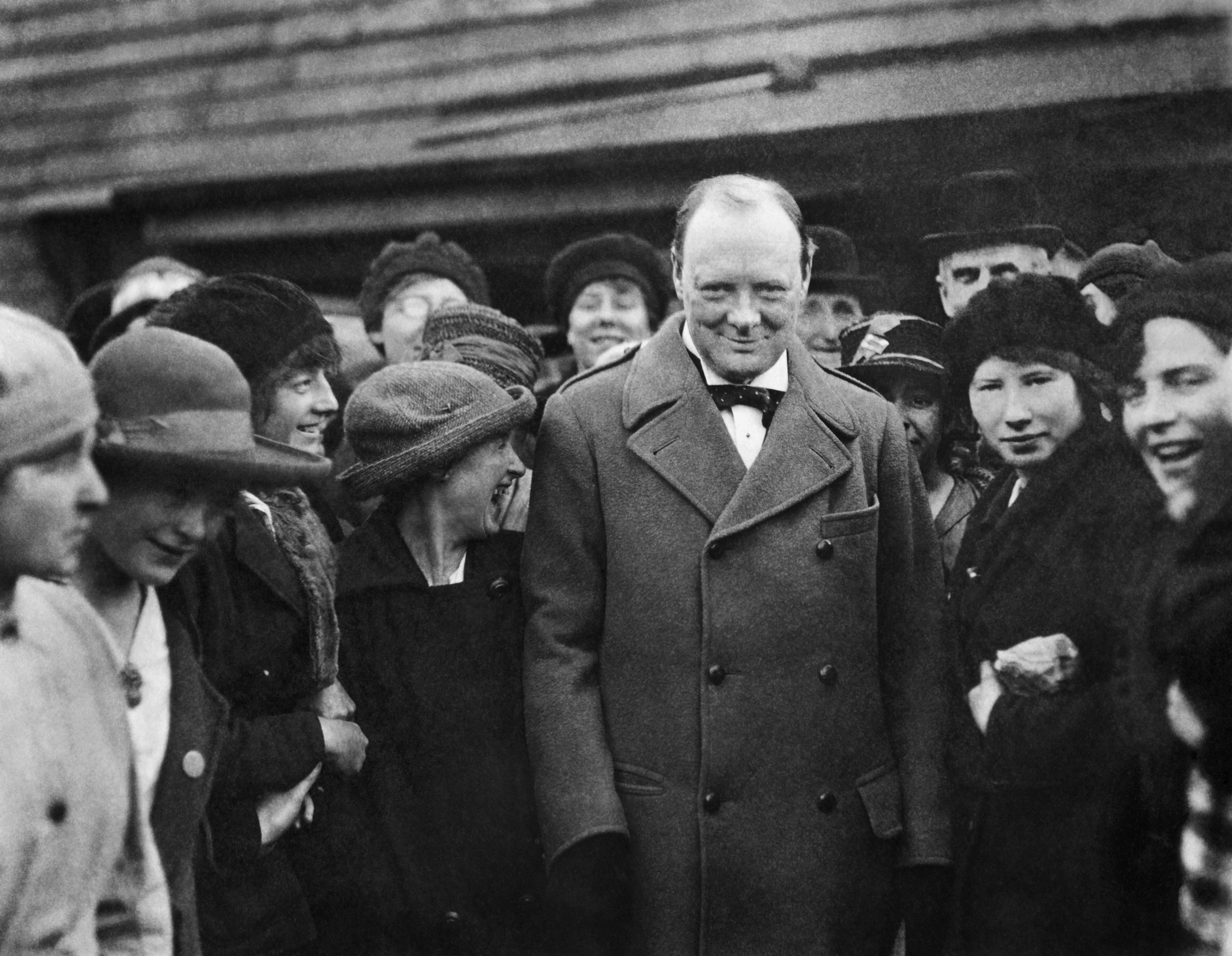
Churchill, como Ministro de Municiones, con trabajadoras de una industria bélica en Georgetown, cerca de Glasgow, en octubre de 1918.

En octubre de 1916, Asquith dimitió como primer ministro y le sucedió Lloyd George, quien, en mayo de 1917, envió a Churchill a inspeccionar el esfuerzo bélico francés. En julio, Churchill recibió el nombramiento de ministro de municiones. Rápidamente negoció el fin de una huelga en las fábricas de municiones a lo largo del Clyde y aumentó la producción de municiones. Terminó una segunda huelga, en junio de 1918, amenazando con reclutar huelguistas en el ejército. En la Cámara de los Comunes, Churchill votó a favor de la Ley de Representación del Pueblo de 1918, que otorgó a algunas mujeres británicas el derecho al voto. En noviembre de 1918, cuatro días después del Armisticio, nació su cuarto hijo, Marigold.

### Secretario de Estado para Guerra y Aire: 1919-1921
Con la guerra terminada, Lloyd George convocó elecciones generales para el 14 de diciembre de 1918. Durante la campaña electoral, pidió la nacionalización de los ferrocarriles, el control de los monopolios, la reforma fiscal y la creación de una Sociedad de Naciones para prevenir guerras futuras. Fue reelegido diputado por Dundee y, aunque los conservadores obtuvieron la mayoría, Lloyd George continuó como primer ministro. En enero de 1919, Lloyd George trasladó a Churchill a la Oficina de Guerra como Secretario de Estado para Guerra y Secretario de Estado de Aire.
Churchill fue responsable de la desmovilización del ejército británico, aunque convenció a Lloyd George de mantener a un millón de hombres reclutados para el ejército de ocupación británico en el Rin. Fue una de las pocas figuras del gobierno que se opuso a las duras medidas contra la derrotada Alemania, y advirtió contra la desmovilización del ejército alemán, advirtiendo que podrían ser necesarios como aliado contra la recién establecida Rusia Soviética. Se opuso a ultranza al gobierno del Partido Comunista de Vladimir Lenin en Rusia. Inicialmente apoyó el uso de tropas británicas para ayudar a las fuerzas blancas anticomunistas en la guerra civil rusa, pero pronto reconoció el deseo del pueblo británico de traerlos a casa. Después de que los soviéticos ganaran la guerra civil, Churchill propuso un cordón sanitario en torno a la URSS.
En la Guerra de Independencia de Irlanda, autorizó el uso de los paramilitares Black and Tans contra los independentistas irlandeses. A pesar de la violencia excesiva de este cuerpo paramilitar, Churchill se negó a retirarlos. No obstante, se mostró a favor de la partición de la isla de Irlanda y jugó un papel clave en el tratado que puso fin a la guerra en 1921.
En Irak, después de que las tropas británicas se enfrentaran con rebeldes kurdos, envió a dos escuadrones a la zona, proponiendo que fueran equipados con gas mostaza para «infligir castigo a los nativos recalcitrantes sin infligirles heridas graves». En términos más generales, vio la ocupación de Irak como una sangría para Gran Bretaña y propuso, sin éxito, que el gobierno devolviera el control del centro y norte de Irak a Turquía.

### Secretario de Estado para las colonias: 1921–1922

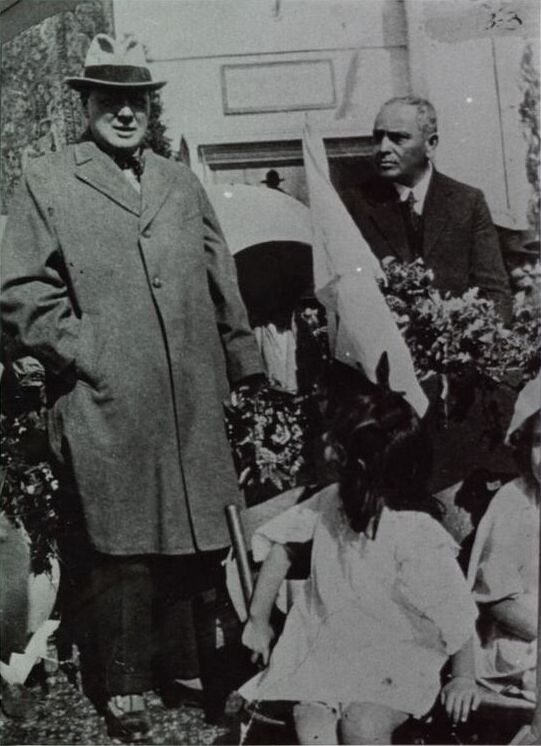
Churchill, como Secretario de Estado para las Colonias, y Meir Dizengoff, durante su visita a Palestina, en Tel Aviv, en 1921.

Se convirtió en secretario de Estado para las Colonias en febrero de 1921. Al mes siguiente, se realizó la primera exposición de sus pinturas; tuvo lugar en París, con Churchill exhibiendo bajo un seudónimo. En mayo, su madre murió, seguida en agosto por su hija Marigold.
Participó en las negociaciones con los líderes del Sinn Féin y ayudó a redactar el Tratado angloirlandés. En otros lugares, fue responsable de reducir el costo de ocupación del Medio Oriente, y estuvo involucrado en las instalaciones de Fáysal I de Irak y su hermano Abdullah I de Jordania. Churchill viajó a la Palestina del Mandato donde, como partidario del sionismo, rechazó una petición árabe palestina para prohibir la migración judía a Palestina. Permitió algunas restricciones temporales tras los disturbios de Jaffa de 1921.
En septiembre de 1922, nació su quinto y último hijo, Mary, y en el mismo mes compró Chartwell, en Kent, que se convirtió en su hogar familiar por el resto de su vida. En octubre del mismo año, se sometió a una operación de apendicitis. Mientras estaba en el hospital, los conservadores se retiraron del gobierno de coalición de Lloyd George, precipitando las elecciones generales de noviembre de 1922, en las que Churchill perdió su escaño en Dundee. Más tarde, Churchill escribió que estaba «sin oficina, sin asiento, sin partido y sin apéndice». Aun así, podría estar satisfecho con su elevación como uno de los 50 Compañeros de Honor, como se menciona en la lista de honores por disolución de Lloyd George de 1922.

## Fuera del Parlamento: 1922-1924
Churchill pasó gran parte de los siguientes seis meses en la Villa Rêve d'Or, cerca de Cannes, donde se dedicó a pintar y escribir sus memorias. Escribió una historia autobiográfica de la guerra, The World Crisis. El primer volumen se publicó en abril de 1923 y el resto durante los siguientes diez años.En este periodo también fue contratado por las petroleras Royal Dutch Shell y Burmah Anglo-Persian Oil Company para representarlas ante el gobierno.

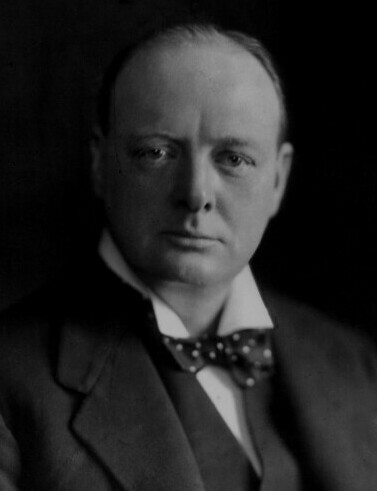
Churchill, en 1923.

Después de que se convocaran las elecciones generales de 1923, siete asociaciones liberales pidieron a Churchill que se presentara como su candidato, y él seleccionó Leicester West, pero no ganó el escaño. Un gobierno laborista encabezado por Ramsay MacDonald tomó el poder. Churchill había esperado que fueran derrotados por una coalición conservadora-liberal. Se opuso firmemente a la decisión del gobierno de MacDonald de prestar dinero a la Rusia soviética y temía la firma de un tratado anglo-soviético.
El 19 de marzo de 1924, enajenado por el apoyo liberal al laborismo, se presentó como candidato antisocialista independiente en las elecciones parciales de la Abadía de Westminster, pero fue derrotado. En mayo, se dirigió a una reunión conservadora en Liverpool y declaró que ya no había lugar para el Partido Liberal en la política británica. Dijo que los liberales deben respaldar a los conservadores para detener al laborismo y garantizar «la derrota exitosa del socialismo». En julio, acordó con el líder conservador Stanley Baldwin que sería seleccionado como candidato conservador en las próximas elecciones generales, que se celebraron el 29 de octubre. Churchill obtuvo ventaja en Epping, pero se describió a sí mismo como un «constitucionalista». Los conservadores salieron victoriosos y Baldwin formó el nuevo gobierno. Aunque Churchill no tenía experiencia en finanzas o economía, Baldwin lo nombró canciller de la Hacienda.

## Canciller de la Hacienda: 1924-1929

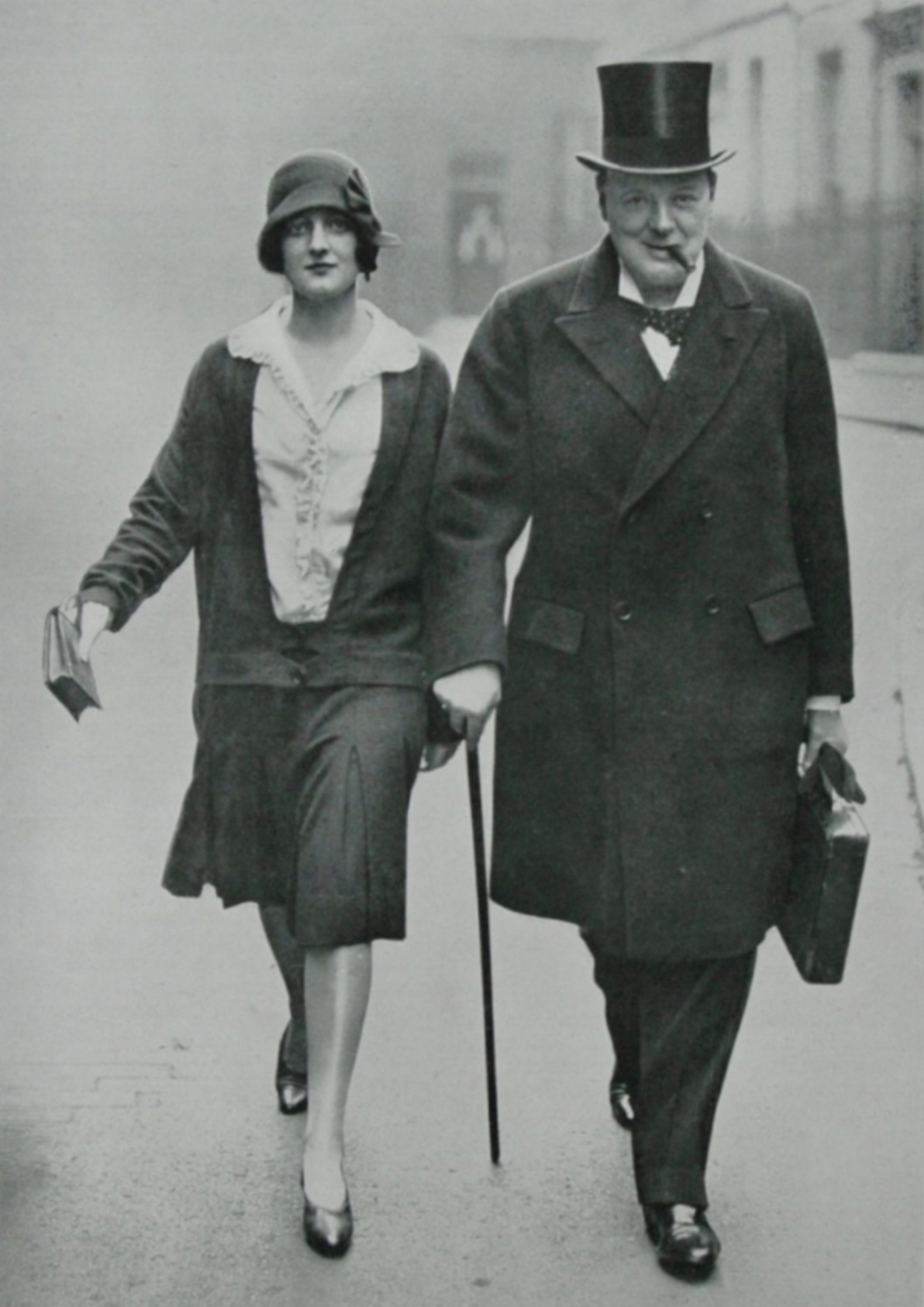
Churchill y su hija Diana, en el Budget Day, día en el que se presenta el presupuesto al Parlamento, el 25 de abril de 1928.

Al convertirse en canciller de la Hacienda el 6 de noviembre de 1924, se reincorporó formalmente al Partido Conservador. Como canciller, tenía la intención de perseguir sus principios de libre comercio en forma de economía de laissez-faire, como en el marco de las reformas sociales liberales. En abril de 1925, de manera controvertida, aunque a regañadientes, restauró el patrón oro en su primer presupuesto en su paridad de 1914 en contra del consejo de algunos economistas destacados, incluido John Maynard Keynes. Se sostiene que el retorno al oro provocó la deflación y el consiguiente desempleo con un impacto devastador en la industria del carbón. Churchill presentó cinco presupuestos en total hasta abril de 1929. Entre sus medidas estaban la reducción de la edad de jubilación estatal de 70 a 65 años; provisión inmediata de pensiones de viudedad; reducción del gasto militar; reducciones del impuesto sobre la renta e imposición de impuestos a los artículos de lujo.
Durante la huelga general de 1926, editó la British Gazette, el periódico de propaganda antihuelga del gobierno. Después de que terminase la huelga, actuó como intermediario entre los mineros en huelga y sus empleadores. Más tarde pidió la introducción de un salario mínimo legalmente vinculante. A principios de 1927, Churchill visitó Roma donde conoció a Mussolini, a quien elogió por su posición contra el leninismo.

## Los «años del desierto»: 1929-1939

### Marlboroughy la cuestión de la India: 1929-1932
En las elecciones generales de 1929, Churchill retuvo su escaño en Epping, pero los conservadores fueron derrotados y MacDonald formó su segundo gobierno laborista. Fuera de su cargo, Churchill era propenso a la depresión (su «perro negro»), ya que sentía que sus talentos políticos se desperdiciaban y que el tiempo pasaba por alto; en todos esos momentos, escribir era el antídoto. Comenzó a trabajar en Marlborough: His Life and Times, una biografía en cuatro volúmenes de su antepasado John Churchill, primer duque de Marlborough. Fue en ese momento que se había ganado la reputación de ser un gran bebedor de bebidas alcohólicas, aunque Jenkins cree que a menudo era exagerado.

Con la esperanza de que el gobierno laborista pudiera ser derrocado, obtuvo la aprobación de Baldwin para trabajar en el establecimiento de una coalición conservador-liberal, aunque muchos liberales se mostraron reacios. En octubre de 1930, después de su regreso de un viaje a América del Norte, Churchill publicó su autobiografía, My Early Life, que se vendió bien y se tradujo a varios idiomas.

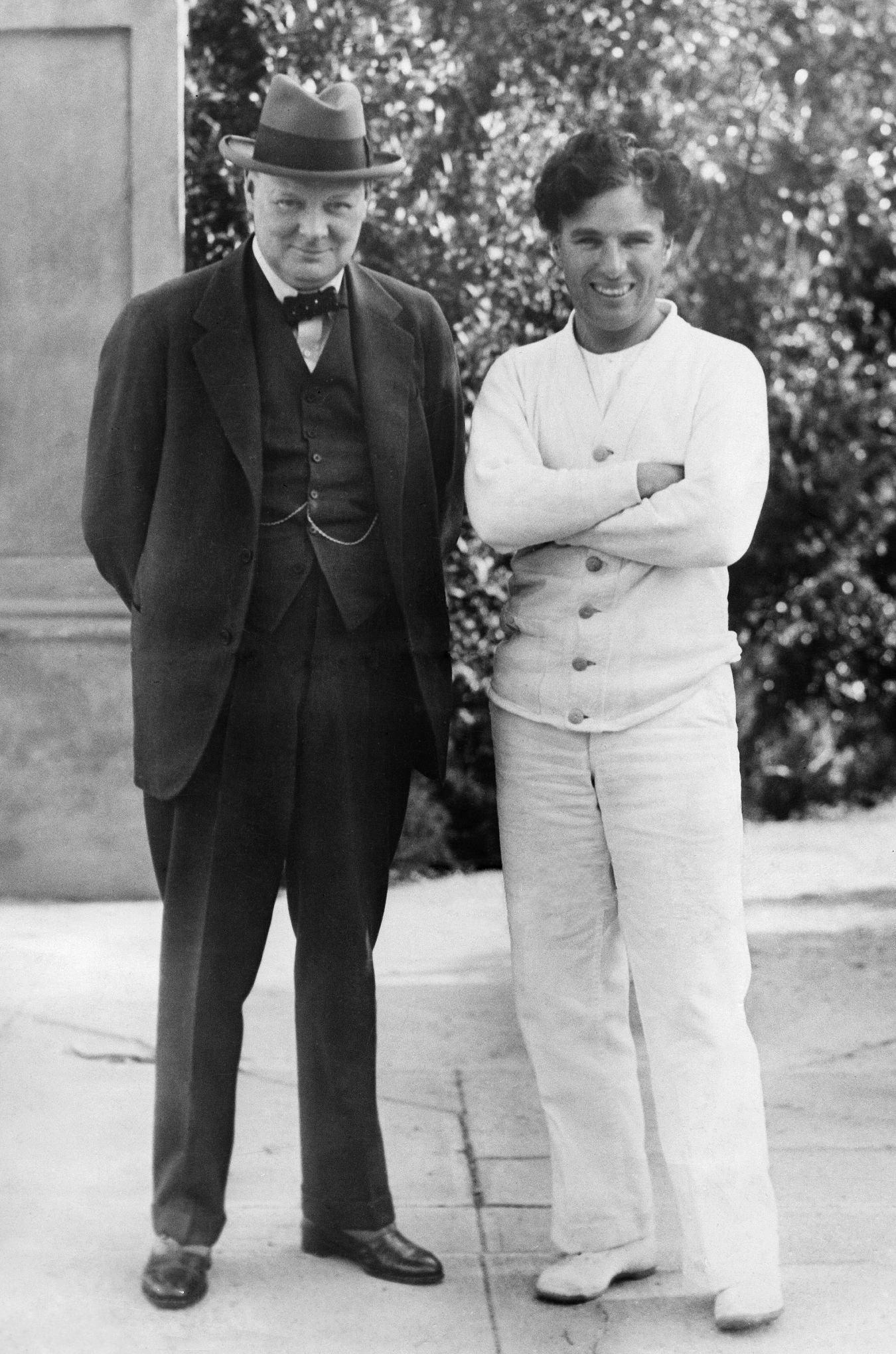
Churchill se reunió con el polifacético Charlie Chaplin (Charlot), en Los Ángeles, en 1929.

En enero de 1931, Churchill renunció al gabinete conservador en la sombra porque Baldwin apoyó la decisión del gobierno laborista de otorgar el estatus de Dominio a la India. Churchill creía que el mejoramiento del estado de autonomía aceleraría los pedidos de independencia total. Se oponía particularmente a Mohandas Gandhi, a quien consideraba «un abogado sedicioso del Middle Temple, que ahora se hace pasar por un faquir». Sus puntos de vista enfurecieron a la opinión laborista y liberal, aunque fue apoyado por muchos conservadores de base.
Las elecciones generales de octubre de 1931 fueron una victoria aplastante para los conservadores, Churchill casi duplicó su mayoría en Epping, pero no se le dio un puesto ministerial. Los Comunes debatieron el estado de dominio para la India el 3 de diciembre y Churchill insistió en dividir la Cámara, pero esto fracasó, ya que solo 43 diputados lo apoyaron. Se embarcó en una gira de conferencias por América del Norte, con la esperanza de recuperar las pérdidas financieras sufridas en el desplome de Wall Street. El 13 de diciembre, estaba cruzando la Quinta Avenida en la ciudad de Nueva York cuando fue atropellado por un automóvil, sufriendo una herida en la cabeza por la que desarrolló una neuritis. Para promover su convalecencia, él y Clementine tomaron un barco a Nasáu durante tres semanas, pero Churchill se deprimió allí por sus pérdidas financieras y políticas. Regresó a Estados Unidos a fines de enero de 1932 y completó la mayoría de sus conferencias antes de llegar a casa el 18 de marzo.
Después de haber trabajado en Marlborough durante gran parte de 1932, Churchill a finales de agosto decidió visitar los campos de batalla de sus antepasados. En Múnich, conoció a Ernst Hanfstaengl, un amigo de Hitler, que entonces estaba ganando protagonismo. Al hablar con Hanfstaengl, Churchill expresó su preocupación por el antisemitismo de Hitler y, probablemente por eso, perdió la oportunidad de encontrarse con su futuro enemigo. Poco después de visitar Blenheim, padeció fiebre paratifoidea y pasó dos semanas en un sanatorio en Salzburgo. Regresó a Chartwell el 25 de septiembre, todavía trabajando en Marlborough. Dos días después, se derrumbó mientras caminaba por el terreno después de una reaparición de paratifoidea que provocó una úlcera con hemorragia. Lo llevaron a un asilo de ancianos de Londres y permaneció allí hasta finales de octubre.

### Advertencias sobre Alemania y la crisis de la abdicación: 1933-1936
Después de que Hitler llegase al poder el 30 de enero de 1933, Churchill se apresuró a reconocer la amenaza para la civilización de tal régimen y expresó su alarma de que el gobierno británico había reducido el gasto de la fuerza aérea y advirtió que Alemania pronto superaría a Gran Bretaña en producción de fuerza aérea. Churchill, que disponía de datos oficiales proporcionados clandestinamente por dos altos funcionarios públicos, Desmond Morton y Ralph Wigram, pudo hablar con autoridad sobre lo que estaba sucediendo en Alemania, especialmente en cuanto al desarrollo de la Luftwaffe. Le contó a la gente sus preocupaciones en una transmisión de radio en noviembre de 1934. Si bien Churchill consideraba al régimen de Mussolini como un baluarte contra la amenaza percibida de la revolución comunista, se opuso a la invasión italiana de Etiopía. Al escribir sobre la guerra civil española, se refirió al ejército de Franco como el «movimiento anti-rojo», aunque luego se volvió crítico con Franco. Dos de sus sobrinos, Esmond y Giles Romilly, lucharon como voluntarios en las Brigadas Internacionales en defensa del legítimo gobierno republicano.

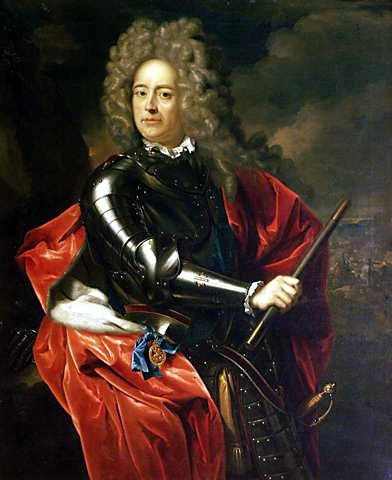
Retrato de John Churchill, I duque de Marlborough, de quien Churchill escribió una biografía.

Entre octubre de 1933 y septiembre de 1938, los cuatro volúmenes de Marlborough: His Life and Times fueron publicados y se vendieron bien. En diciembre de 1934, el proyecto de ley de la India entró en el Parlamento y fue aprobado en febrero de 1935. Churchill y otros 83 diputados conservadores votaron en contra. En junio de 1935, MacDonald renunció y se le reemplazó como primer ministro por Baldwin. Baldwin luego llevó a los conservadores a la victoria en las elecciones generales de 1935; Churchill retuvo su escaño con una mayoría aumentada, pero nuevamente quedó fuera del gobierno.
En enero de 1936, Eduardo VIII sucedió a su padre, Jorge V, como monarca. Su deseo de casarse con una divorciada estadounidense, Wallis Simpson, provocó la crisis de abdicación. Churchill apoyó a Eduardo y se enfrentó a Baldwin sobre el tema. Posteriormente, aunque Churchill prometió enseguida lealtad a Jorge VI, escribió que la abdicación había sido «prematura y probablemente bastante innecesaria».

### Anti-apaciguamiento: 1937-1939
En mayo de 1937, Baldwin dimitió y le sucedió como primer ministro Neville Chamberlain. Al principio, Churchill dio la bienvenida al nombramiento de Chamberlain, pero, en febrero de 1938, las cosas llegaron a un punto crítico después de que el secretario de Relaciones Exteriores Anthony Eden renunciara por el apaciguamiento de Chamberlain a Mussolini, una política que Chamberlain estaba extendiendo hacia Hitler.

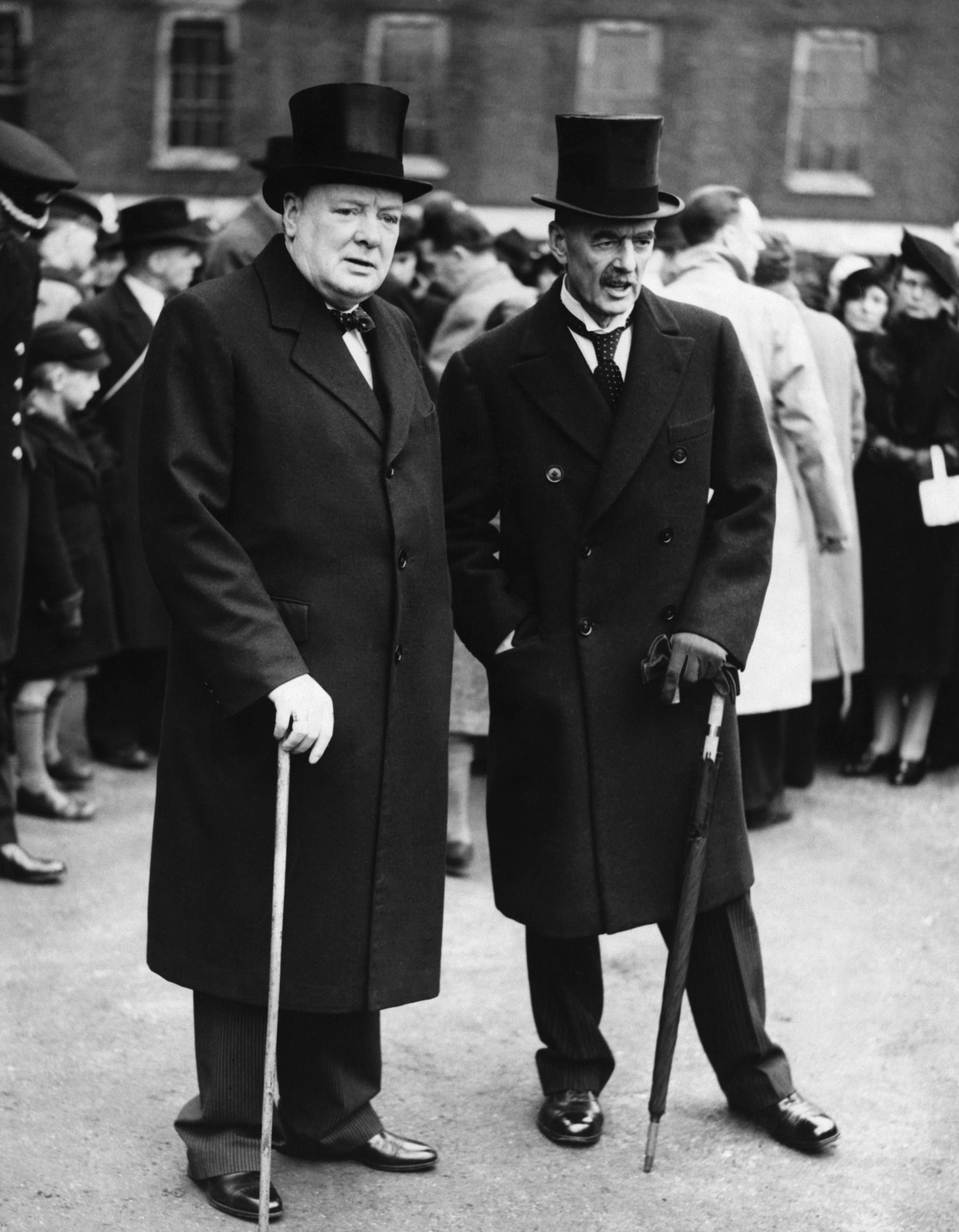
Churchill y Chamberlain, primer ministro (1937-1940), el principal partidario del apaciguamiento para contener y evitar la guerra con Hitler, en marzo de 1935.

En 1938, Churchill advirtió al gobierno contra el apaciguamiento y pidió una acción colectiva para disuadir la agresión alemana. En marzo, el Evening Standard dejó de publicar sus artículos quincenales, pero el Daily Telegraph los publicó en su lugar. Tras la anexión alemana de Austria, Churchill habló en la Cámara de los Comunes y declaró que «la gravedad de los hechos […] no puede exagerarse». Comenzó a pedir un pacto de defensa mutua entre los estados europeos amenazados por el expansionismo alemán, argumentando que esta era la única forma de detener a Hitler. Esto fue en vano, ya que, en septiembre, Alemania se movilizó para invadir los Sudetes en Checoslovaquia. Churchill visitó a Chamberlain en Downing Street y lo instó a decirle a Alemania que Gran Bretaña declararía la guerra si los alemanes invadían el territorio checoslovaco; Chamberlain no estaba dispuesto a hacer esto. El 30 de septiembre, Chamberlain firmó el Acuerdo de Múnich, acordando permitir la anexión alemana de los Sudetes. Al hablar en la Cámara de los Comunes el 5 de octubre, Churchill calificó el acuerdo como «una derrota total y absoluta».

## Segundo periodo de primer lord del Almirantazgo: septiembre 1939 a mayo de 1940

### La guerra de broma y la campaña noruega

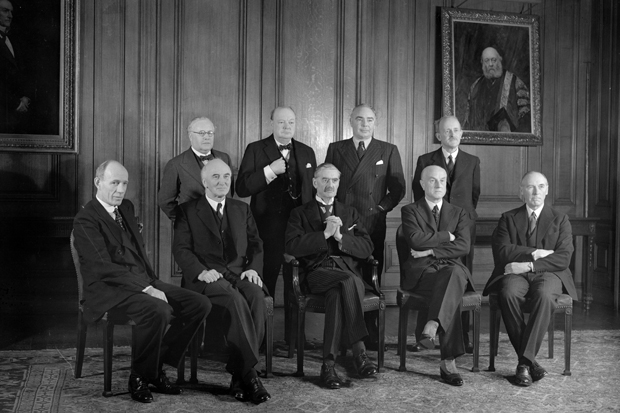
Churchill (segundo de pie por la izquierda), primer lord del Almirantazgo en el Gobierno de Guerra de Chamberlain, en noviembre de 1939.

El 3 de septiembre de 1939, el día en que Gran Bretaña declaró la guerra a Alemania, Chamberlain volvió a nombrar a Churchill como primer lord del Almirantazgo y se unió al gabinete de guerra de Chamberlain. Churchill afirmó más tarde que la Junta del Almirantazgo envió una señal a la Flota: «Winston ha vuelto». Como primer lord, Churchill fue uno de los ministros de más alto perfil durante la llamada «Guerra de broma», cuando la única acción significativa de las fuerzas británicas fue en el mar. Churchill estaba exultante después de la Batalla del Río de la Plata el 13 de diciembre de 1939 y luego dio la bienvenida a casa a las tripulaciones, felicitándolas por «una brillante pelea en el mar» y diciendo que sus acciones en un invierno frío y oscuro habían «calentado los berberechos del corazón británico». El 16 de febrero de 1940, Churchill ordenó personalmente al capitán Philip Vian del destructor HMS Cossack que abordara el barco de suministro alemán Altmark en aguas noruegas y liberara a unos 300 prisioneros británicos que habían sido capturados por el Graf Spee. Estas acciones, complementadas con sus discursos, mejoraron considerablemente la reputación de Churchill.
Estaba preocupado por la actividad naval alemana en el Mar Báltico e inicialmente quería enviar una fuerza naval allí, pero esto pronto se cambió a un plan, con el nombre en código Operación Wilfred, para extraer aguas noruegas y detener los envíos de mineral de hierro de Narvik a Alemania. Hubo desacuerdos sobre la minería, tanto en el gabinete de guerra como con el gobierno francés. Como resultado, Wilfred se retrasó hasta el 8 de abril de 1940, el día antes de que se lanzara la invasión alemana de Noruega.

### El debate de Noruega
Después de que los aliados no lograron evitar la ocupación alemana de Noruega, los Comunes celebraron un debate abierto del 7 al 9 de mayo sobre la conducción de la guerra por parte del gobierno. Esto ha llegado a conocerse como el Debate de Noruega y es conocido como uno de los eventos más importantes de la historia parlamentaria. El segundo día (miércoles 8 de mayo), la oposición laborista pidió una división que, de hecho, era un voto de desconfianza en el gobierno de Chamberlain. Churchill recibió un apoyo considerable en ambos lados de la Cámara, pero, como miembro del gobierno, se vio obligado a hablar en su nombre. Fue llamado a cerrar el debate, lo que lo colocó en la difícil situación de tener que defender al gobierno sin dañar su propio prestigio. Aunque el gobierno ganó la votación, su mayoría se redujo drásticamente en medio de los llamados a la formación de un gobierno nacional.

## Primer periodo de primer ministro: mayo de 1940 a julio de 1945

### Dimisión de Chamberlain y nombramiento como primer ministro: mayo 1940

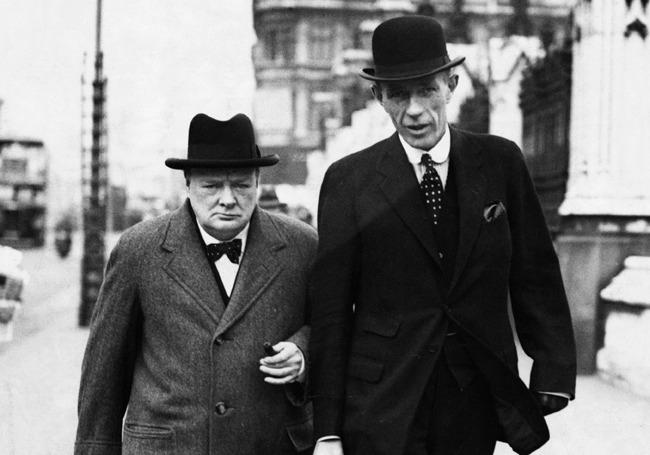
Churchill y Lord Halifax, los dos candidatos a suceder a Chamberlain, en septiembre de 1938.

En las primeras horas del 10 de mayo, las fuerzas alemanas invadieron Bélgica, Luxemburgo y los Países Bajos como preludio de su asalto a Francia. Desde la votación de la división, Chamberlain había estado tratando de formar una coalición, pero los laboristas declararon el viernes por la tarde que no servirían bajo su liderazgo, aunque aceptarían a otro conservador. Los únicos dos candidatos fueron Churchill y Lord Halifax, el secretario de Relaciones Exteriores. El asunto ya se había discutido en una reunión el día 9 entre Chamberlain, Halifax, Churchill y David Margesson, el Chief Whip. Halifax admitió que no podía gobernar eficazmente como miembro de la Cámara de los Lores, por lo que Chamberlain aconsejó al rey que llamara a Churchill, que fue nombrado primer ministro. Churchill escribió más tarde que se sintió profundamente aliviado por el hecho de que ahora tenía autoridad sobre toda la escena. Se creía caminar con el destino y que su vida hasta ahora había sido «una preparación para esta hora y para esta prueba».
Si bien por esas fechas, en mayo, Churchill todavía era impopular entre muchos conservadores y probablemente la mayoría del Partido Laborista. Chamberlain siguió siendo líder del Partido Conservador hasta octubre, cuando la mala salud obligó a dimitir, para entonces, Churchill se había ganado a los escépticos y su sucesión como líder del partido era una formalidad.

#### Gobierno de coalición, creación y asunción del Ministerio de Defensa

Gobierno de coalición de Churchill (por la izquierda, sentado, el quinto) durante la guerra.

Comenzó su cargo de primer ministro formando un gabinete de coalición y de guerra de cinco hombres que incluía a Chamberlain, como lord presidente del Consejo; el líder laborista Clement Attlee, como Lord del Sello Privado (más tarde como vice primer ministro); Lord Halifax, como secretario de Relaciones Exteriores y Arthur Greenwood, de los Laboristas, como ministro sin cartera. En la práctica, estos cinco fueron aumentados por los jefes de servicio y los ministros que asistieron a la mayoría de las reuniones. El gabinete cambió de tamaño y composición a medida que avanzaba la guerra, uno de los nombramientos clave fue el líder sindicalista y laborista, Ernest Bevin, como ministro de Trabajo y Servicio Nacional.
En respuesta a las críticas de que no había nombrado a un ministro de Defensa (o de Guerra), que capitalizara los asuntos bélicos de la contienda, creó y asumió inmediatamente, él mismo, el cargo de ministro de Defensa, convirtiéndolo en el primer ministro en tiempos de guerra más poderoso de la historia británica.
Reclutó a expertos externos al gobierno para que cumplieran funciones vitales, especialmente en el frente interno. Estos incluían amigos personales como Lord Beaverbrook y Frederick Lindemann, quien se convirtió en asesor científico del gobierno.

### De Dunkerque a Pearl Harbor: mayo de 1940 a diciembre de 1941

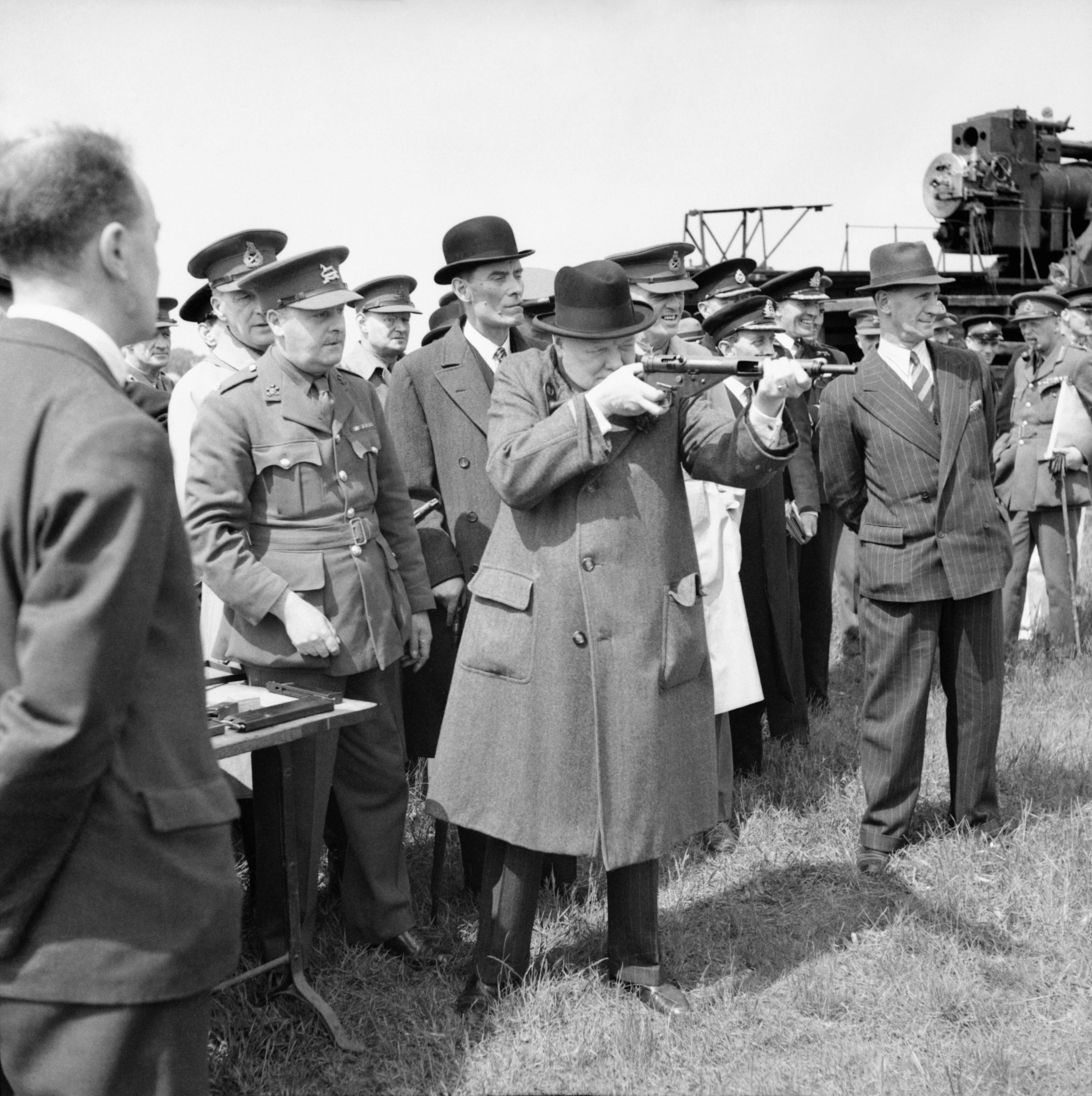
Churchill apunta con una metralleta Sten, en junio de 1941. El hombre con el traje de rayas finas y sombrero de fieltro (a la derecha) es su guardaespaldas, Walter H. Thompson.

#### Decisión de seguir luchando
A finales de mayo, con la Fuerza Expedicionaria Británica en retirada a Dunkerque y la caída de Francia aparentemente inminente, Halifax propuso que el gobierno debería explorar la posibilidad de un acuerdo de paz negociado utilizando al todavía neutral Mussolini como intermediario. Hubo varias reuniones de alto nivel del 26 al 28 de mayo, incluidas dos con el primer ministro francés Paul Reynaud. La determinación de Churchill era seguir luchando, incluso si Francia capitulaba, pero su posición seguía siendo precaria hasta que Chamberlain resolvió apoyarlo. Churchill contaba con el apoyo total de los dos miembros laboristas, pero sabía que no podría sobrevivir como primer ministro si tanto Chamberlain como Halifax estaban en su contra. Al final, al obtener el apoyo de su gabinete externo, Churchill superó a Halifax y se ganó a Chamberlain. Churchill creía que la única opción era seguir luchando y su uso de la retórica endureció la opinión pública contra una resolución pacífica y preparó al pueblo británico para una larga guerra; Jenkins dice que los discursos de Churchill fueron «una inspiración para la nación y una catarsis para el propio Churchill».
Churchill tuvo éxito como orador a pesar de estar discapacitado desde la infancia con un impedimento del habla. Tenía un ceceo lateral y no podía pronunciar la letra s, verbalizándola con un insulto. Trabajó duro en su pronunciación repitiendo frases diseñadas para curar su problema con la sibilante «s». Finalmente tuvo éxito y finalmente pudo decir: «Mi impedimento no es un obstáculo». Con el tiempo, convirtió el impedimento en un activo y pudo usarlo con gran efecto, como cuando llamó a Hitler un "«Nar-zee» (rima con «khazi»; énfasis en la «z»), en lugar de un nazi («ts»).

#### Discurso «Sangre, esfuerzo, lágrimas y sudor»: 13 de mayo de 1940
Su primer discurso como primer ministro, pronunciado en la Cámara de los Comunes, el 13 de mayo, fue el discurso de «sangre, esfuerzo, lágrimas y sudor», o también conocido comúnmente como  «sangre, sudor y lágrimas». Era poco más que una breve declaración, pero, dice Jenkins, «incluía frases que han reverberado durante décadas». Churchill dejó en claro a la nación que había un camino largo y difícil por delante y que la victoria era el objetivo final:

Le diría a la Cámara [...] que no tengo nada que ofrecer más que sangre, esfuerzo, lágrimas y sudor. Tenemos ante nosotros una prueba de la más dolorosa. Usted pregunta, ¿cuál es nuestra política? Diré: es hacer la guerra, por mar, tierra y aire, con todas nuestras fuerzas y con todas las fuerzas que Dios nos pueda dar; para hacer la guerra contra una tiranía monstruosa, nunca superada en el oscuro y lamentable catálogo de crímenes humanos. Esa es nuestra política. Preguntas, ¿cuál es nuestro objetivo? Puedo responder en una palabra: es la victoria, la victoria a toda costa, la victoria a pesar de todo el terror, la victoria, por largo y duro que sea el camino; porque sin victoria, no hay supervivencia.

#### Batalla de Francia: Operación Dinamo y Plan Rojo: mayo a junio de 1940

##### Discurso «Lucharemos en las playas»: 4 de junio de 1940

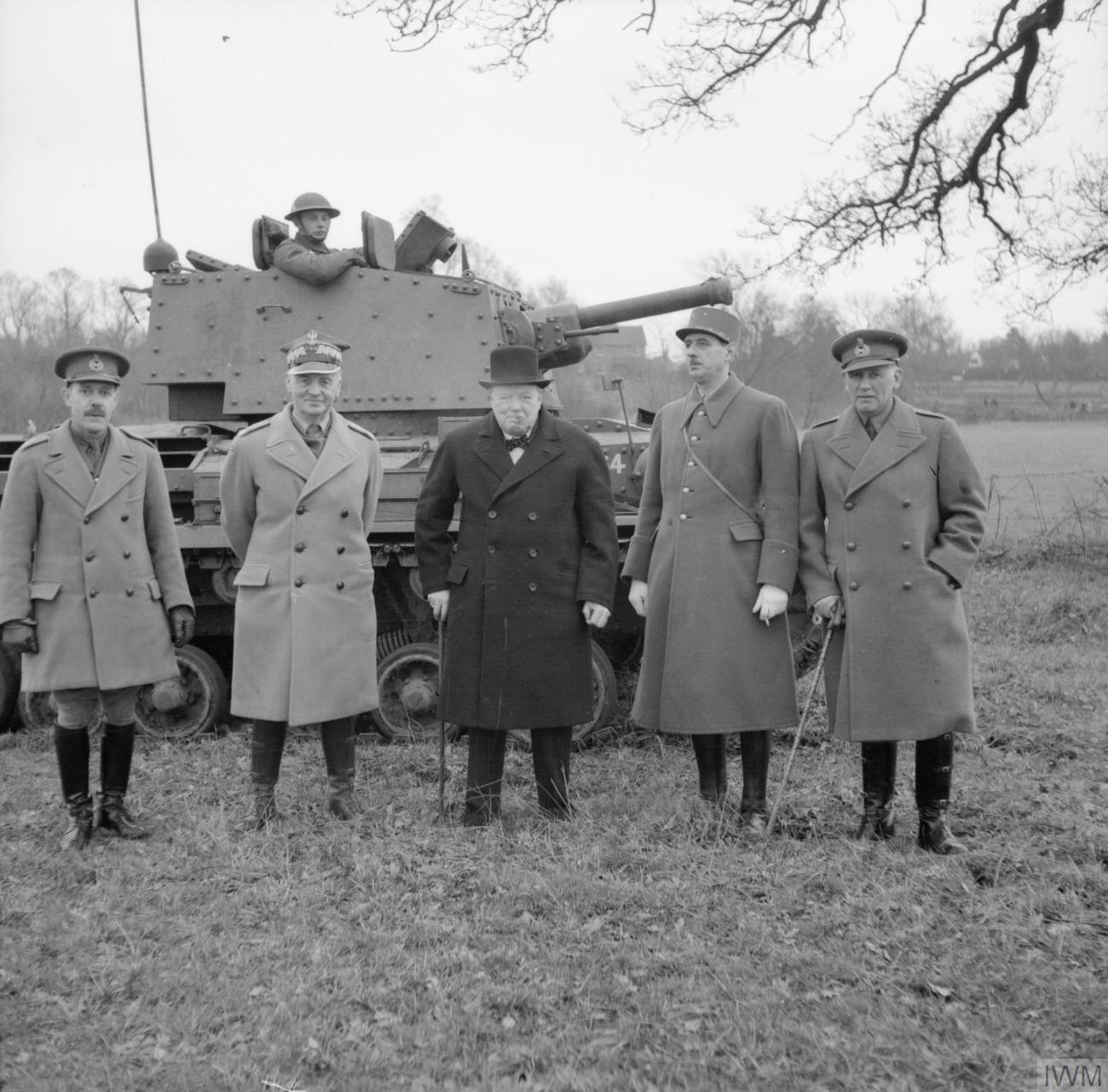
Churchill y Charles de Gaulle, líder de la Francia libre (tercero y cuarto por la izquierda), en febrero de 1941.

La Operación Dinamo, la evacuación de 338 226 militares aliados de Dunkerque, terminó el martes 4 de junio cuando la retaguardia francesa se rindió. El total superó con creces las expectativas y dio lugar a la opinión popular de que Dunkerque había sido un milagro, e incluso una victoria. El mismo Churchill se refirió a «un milagro de liberación» en su discurso «Lucharemos en las playas» ante los Comunes esa tarde, aunque en breve recordó a todos que: «Debemos tener mucho cuidado de no asignar a esta liberación los atributos de un victoria. Las guerras no se ganan con evacuaciones». El discurso terminó con una nota de desafío junto con un claro llamamiento a los Estados Unidos:

A pesar de que grandes extensiones de Europa y muchos viejos e ilustres Estados han caído, o pueden caer, en las garras de la Gestapo y de todo el odioso aparato del régimen Nazi, no vamos a flaquear ni a fallar. Juntos continuaremos hasta el final, lucharemos en Francia, lucharemos en los mares y en los océanos, lucharemos con creciente confianza y con mayor fuerza en el aire, defenderemos nuestra isla, no importa cuán alto sea el precio, lucharemos en las playas, lucharemos en todos los aeródromos, lucharemos en los campos y en las calles, lucharemos en las colinas, ¡no nos rendiremos, jamás!, y si, cosa que no creo ni por un momento, esta isla, o una buena parte de ella, se viera subyugada y hambrienta, entonces nuestro Imperio de ultramar, armado y custodiado por la flota británica, proseguiría con la lucha, hasta que, cuando  Dios decida, el Nuevo Mundo, con todo su poderío y su fuerza, de un paso al frente al rescate y liberación del Viejo.

El 5 de junio de 1940 el ejército nazi inició el Plan Rojo, y la Italia de Benito Mussolini entró en guerra el día 10 de junio, la Wehrmacht ocupó París el día 14 y completó su conquista de Francia el 25 de junio.   

#### Inicio Campaña del Desierto Occidental: junio de 1940
Churchill estaba decidido a luchar y ordenó el inicio de la campaña del Desierto Occidental, el 11 de junio: una respuesta inmediata a la declaración de guerra italiana. Esto fue bien al principio, mientras que el ejército italiano era el único contendente y la Operación Compass fue un éxito notable. A principios de 1941, sin embargo, Mussolini solicitó el apoyo alemán. Hitler envió el Afrika Korps a Trípoli bajo el mando del generalleutnant Erwin Rommel, quien llegó poco después de que Churchill detuviera Compass para poder reasignar fuerzas a Grecia, donde la campaña de los Balcanes estaba entrando en un fase crítica.

#### Batalla de Inglaterra y el Blitz

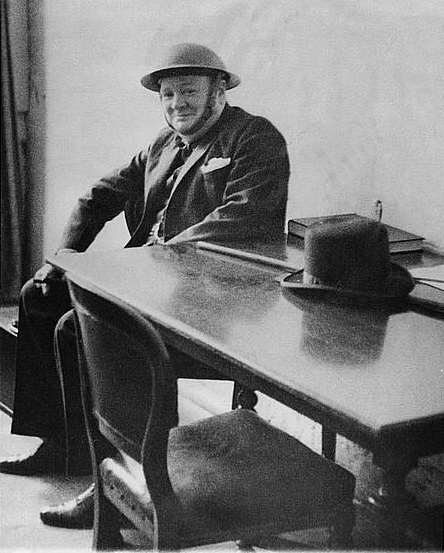
Churchill, con el casco militar, durante la Batalla de Inglaterra, en 1940.

Con el control de Francia, y de gran parte de Europa, por parte Hitler; ahora, parecía inevitable que el ejército alemán atacara y, muy probablemente intentara, invadir la Gran Bretaña.

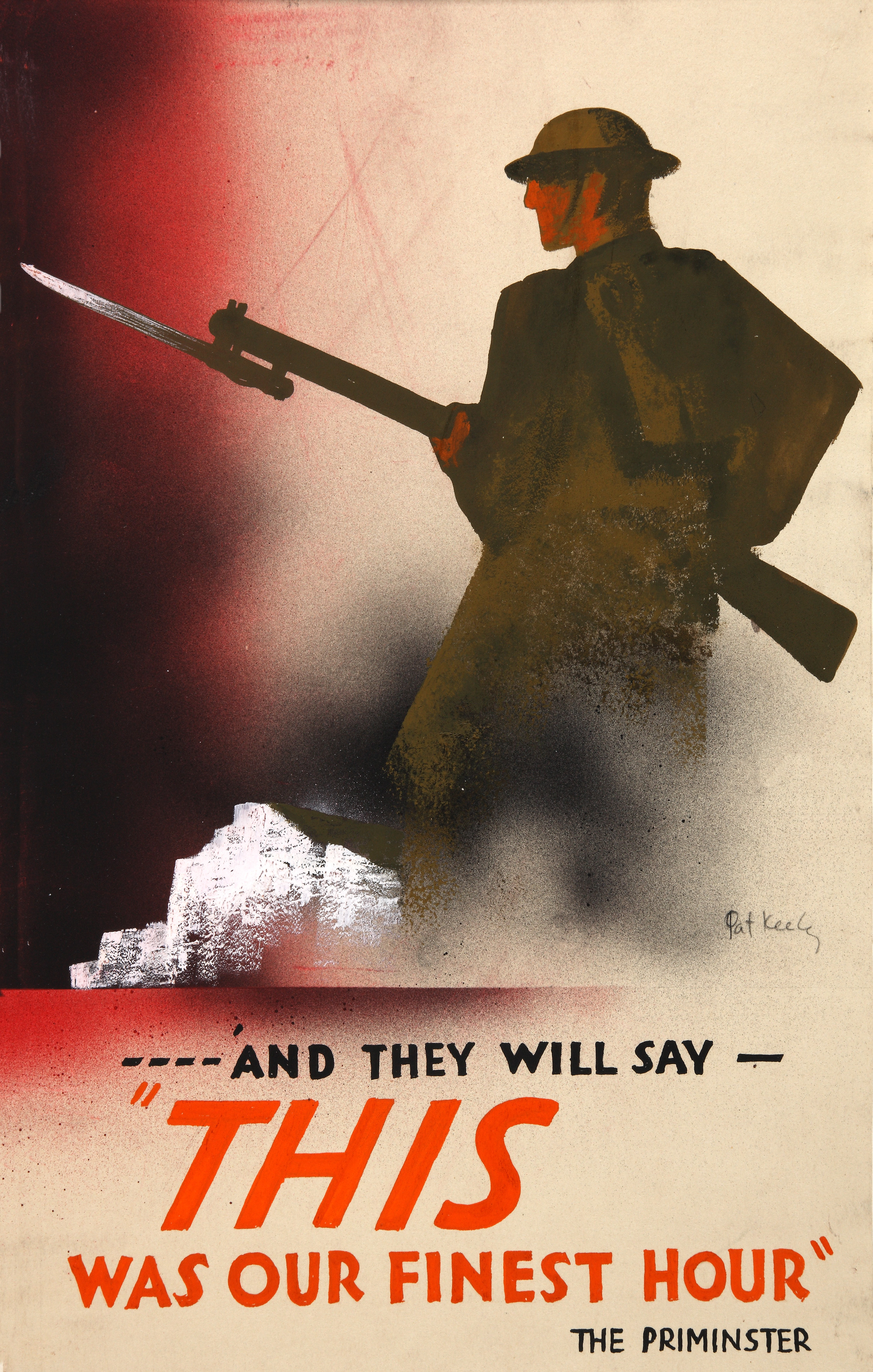
Cartel elaborado por Pat Keely para el gobierno británico durante la II Guerra Mundial, haciendo alusión al discurso, «Esta fue su hora más gloriosa», de Churchill.

##### Discurso «Esta fue su hora más gloriosa»: 18 de junio de 1940
En dicho escenario, Churchill se dirigió a la Cámara de los Comunes, el 18 de junio, y pronunció uno de sus discursos más célebres y recordados, «Esta fue su hora más gloriosa», finalizando con esta proclamación:

Lo que el general Weygand llamó la «Batalla de Francia» ha terminado. Espero que la Batalla de Gran Bretaña esté a punto de comenzar. Hitler sabe que tendrá que doblegarnos en esta isla o perderá la guerra. Por lo tanto, preparémonos para nuestro deber y tengamos el ánimo de que si la Commonwealth británica y el Imperio duran mil años, los hombres todavía dirán: «Esta fue su hora más gloriosa».

En este mismo discurso, ante unas circunstancias tan adversas e inciertas, Churchill ensalzó a la población británica a que resistieran heroicamente, de la misma forma que habían hecho los ciudadanos de Barcelona durante los bombardeos aéreos de la ciudad, llevados a cabo por el bando franquista, durante la guerra civil española, exhortando lo siguiente

No subestimo en absoluto la gravedad de la dura experiencia que tenemos por delante, pero creo que nuestros compatriotas serán capaces de hacerle frente, al igual que lo hicieron los valientes ciudadanos de Barcelona, de mantenerse en pie y seguir adelante a pesar de ello; al menos tan bien como cualquier otro pueblo del mundo. Mucho dependerá de esto.

##### El Blitz
La Luftwaffe modificó su estrategia a partir del 7 de septiembre de 1940 y comenzó el Blitz, que fue especialmente intenso durante octubre y noviembre. La moral de Churchill durante el Blitz fue generalmente alta y le dijo a su secretario privado John Colville en noviembre que pensaba que la amenaza de invasión había pasado. Confiaba en que Gran Bretaña podría mantenerse firme, dado el aumento de la producción, pero era realista sobre sus posibilidades de ganar la guerra sin la intervención estadounidense.

##### Discurso «Nunca tantos, le debieron tanto a tan pocos»: 20 de agosto de 1940

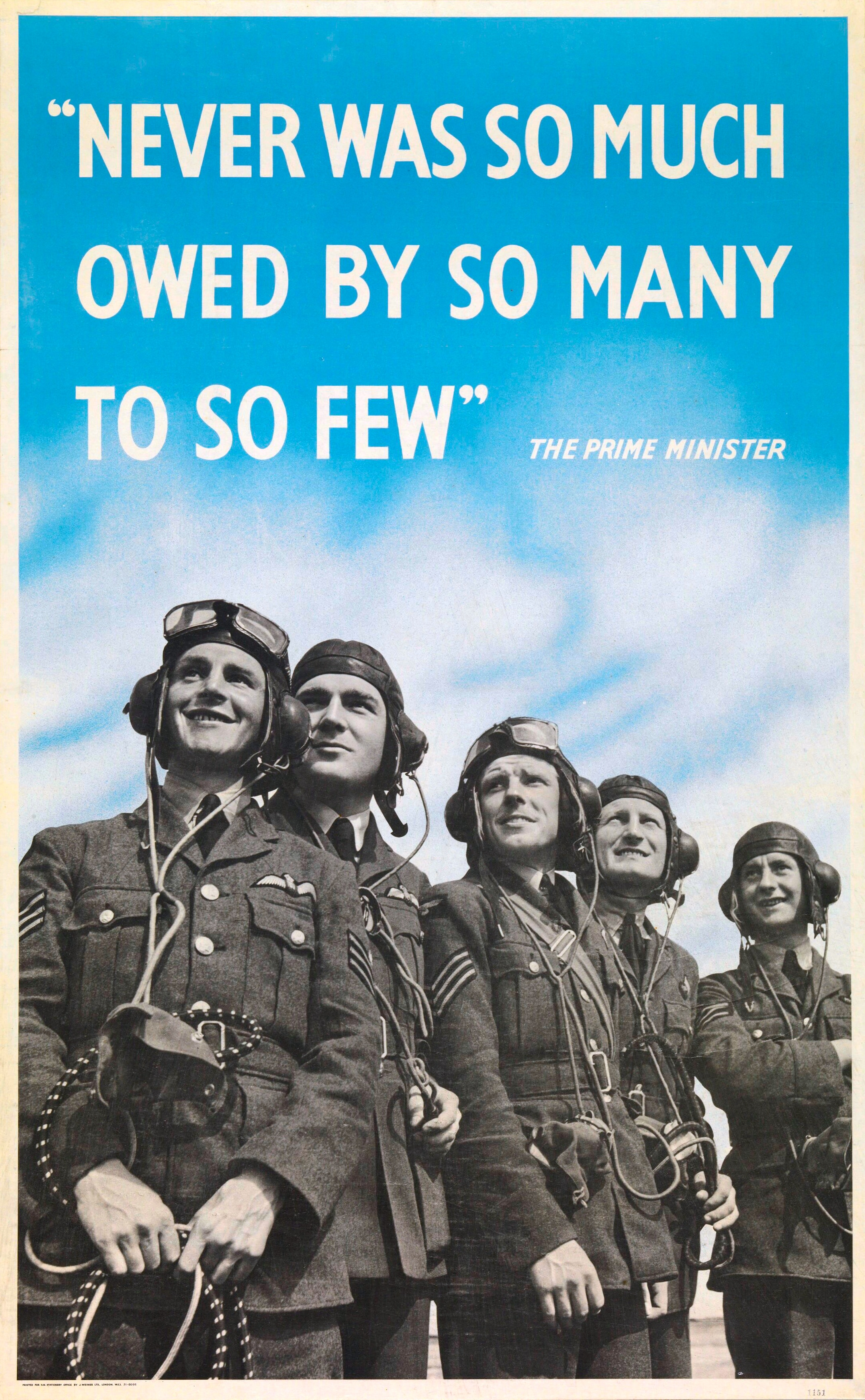
Cartel propagandístico del gobierno británico haciendo alusión al discurso, «Nunca tantos, le debieron tanto a tan pocos», de Churchill.

El 20 de agosto de 1940, en el apogeo de la Batalla de Inglaterra, Churchill se dirigió a la Cámara de los Comunes para delinear la situación de la guerra, con su aclamado discurso «Nunca tantos, le debieron tanto a tan pocos».  En su intervención, hizo un reconocimiento a los pilotos de combate de la fuerza aérea, la RAF, por su intervención crucial para detener a los nazis y evitar la Operación León Marino:

Churchill, en las ruinas de la Catedral de Coventry, después de los bombardeos aéreos del Blitz de la Luftwaffe, en septiembre de 1941.

La gratitud de todos los hogares de nuestra Isla, de nuestro Imperio y, de hecho, de todo el mundo, excepto en las moradas de los culpables, se dirige a los aviadores británicos que, impertérritos ante las adversidades, incansables en su constante desafío y peligro mortal, están cambiando el rumbo de la Guerra Mundial por su destreza y por su devoción. Nunca, en el campo del conflicto humano, tantos le debieron tanto a tan pocos.

#### Creación de la Dirección de Operaciones Especiales (SOE) y de los Comandos británicos: junio a julio de 1940
En otras iniciativas, entre junio y julio de 1940, Churchill ordenó la formación tanto de la Dirección de Operaciones Especiales (por sus siglas en inglés, SOE) como de los Comandos británicos. Se ordenó al SOE que promoviera y ejecutara actividades subversivas en la Europa ocupada por los nazis, mientras que los comandos fueron acusados de redadas en objetivos militares específicos allí. Hugh Dalton, el ministro de Guerra Económica, asumió la responsabilidad política de la SOE y registró en su diario que Churchill le dijo: «Y ahora ve y prende fuego a Europa».

#### Ley de Préstamo y Arriendo, la ayuda de Estados Unidos: marzo de 1941

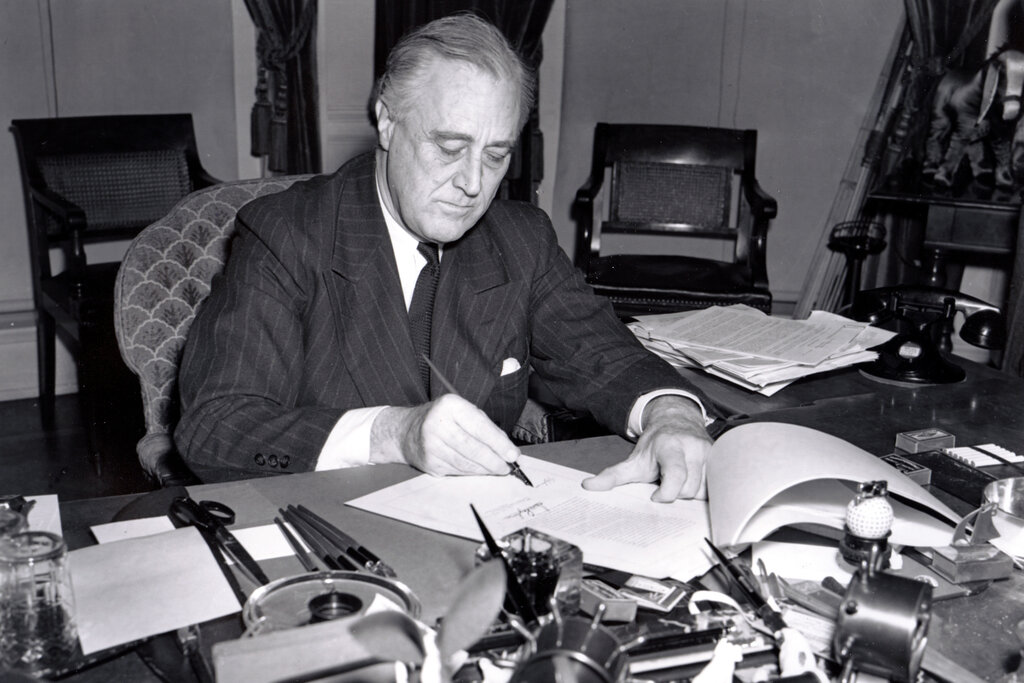
El presidente Franklin Roosevelt firmando la Ley de Préstamo y Arriendo, en marzo de 1941.

En septiembre de 1940, los gobiernos británico y estadounidense concluyeron el Acuerdo de Destructores por Bases, por el cual cincuenta destructores estadounidenses fueron transferidos a la Marina real a cambio de derechos de bases estadounidenses libres en Bermudas, el Caribe y Terranova. Una ventaja adicional para Gran Bretaña fue que sus activos militares en esas bases podrían reasignarse a otros lugares.
Las buenas relaciones de Churchill con el presidente de los Estados Unidos, Franklin D. Roosevelt, ayudaron a asegurar alimentos, petróleo y municiones vitales a través de las rutas marítimas del Atlántico Norte. Debido a esto Churchill se sintió aliviado cuando Roosevelt resultó reelecto en 1940. Tras la reelección, Roosevelt se propuso implementar un nuevo método para satisfacer las necesidades de Gran Bretaña sin necesidad de pago monetario. Convenció al Congreso de que el reembolso de este servicio inmensamente costoso tomaría la forma de defender a Estados Unidos. La política se conoció como Ley de Préstamo y Arriendo y se promulgó formalmente el 11 de marzo de 1941.

#### Inicio Operación Barbarroja: junio de 1941
Hitler lanzó su invasión de la Unión Soviética el domingo 22 de junio de 1941. No fue una sorpresa para Churchill, quien había sabido desde principios de abril, debido a que Enigma lo descifró en Bletchley Park, que el ataque era inminente. Había intentado advertir al secretario general Iósif Stalin a través del embajador británico en Moscú, Stafford Cripps, pero fue en vano, ya que Stalin no confiaba en Churchill. La noche antes del ataque, ya con la intención de dirigirse a la nación, Churchill aludió a sus opiniones hasta ahora anticomunistas diciendo a Colville:

Si Hitler invadiera el infierno, al menos haría una referencia favorable al diablo.

#### Carta del Atlántico: agosto de 1941

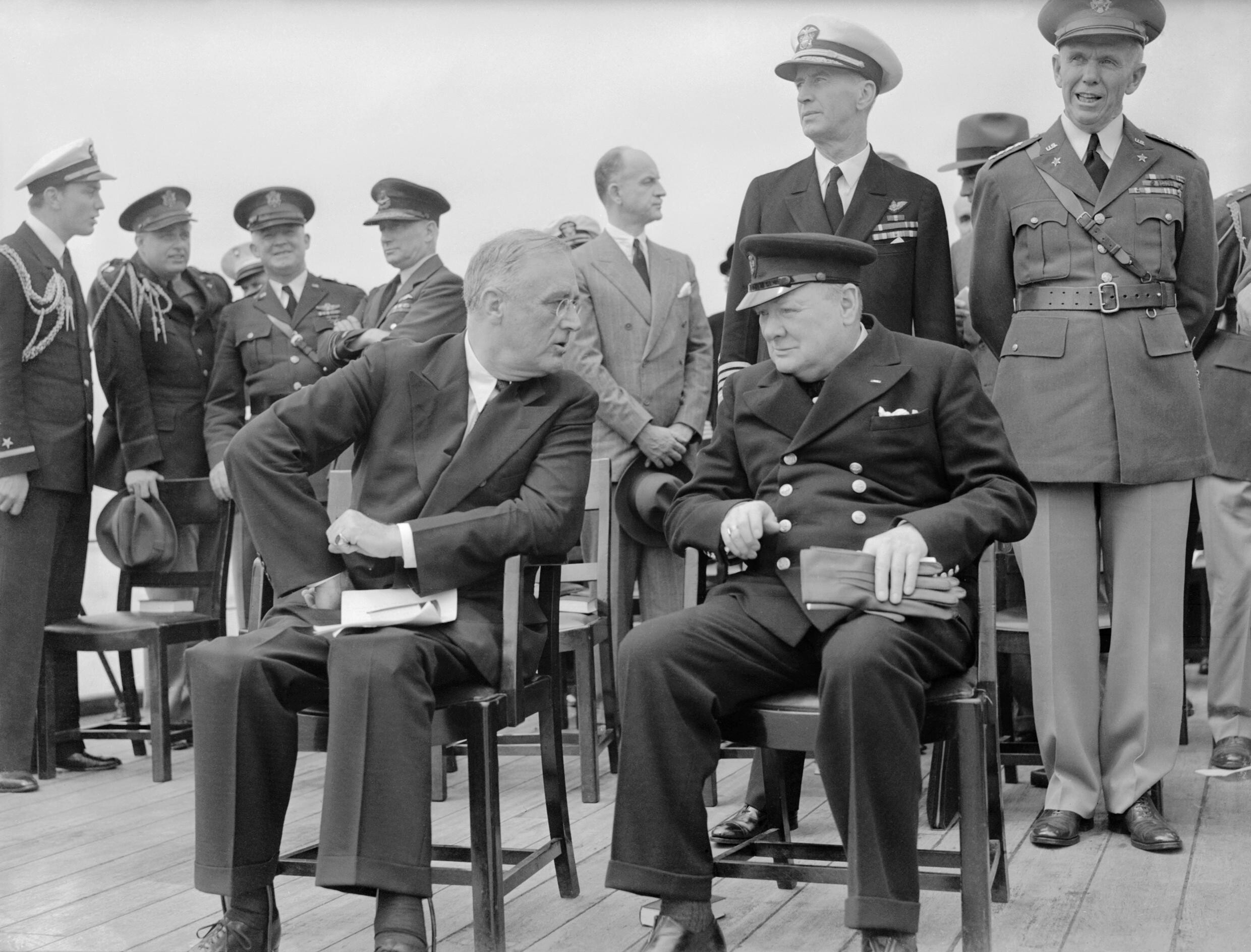
Churchill y Franklin Roosevelt, durante la firma de la Carta del Atlántico, en agosto de 1941, en Bahía de Placentia (Terranova).

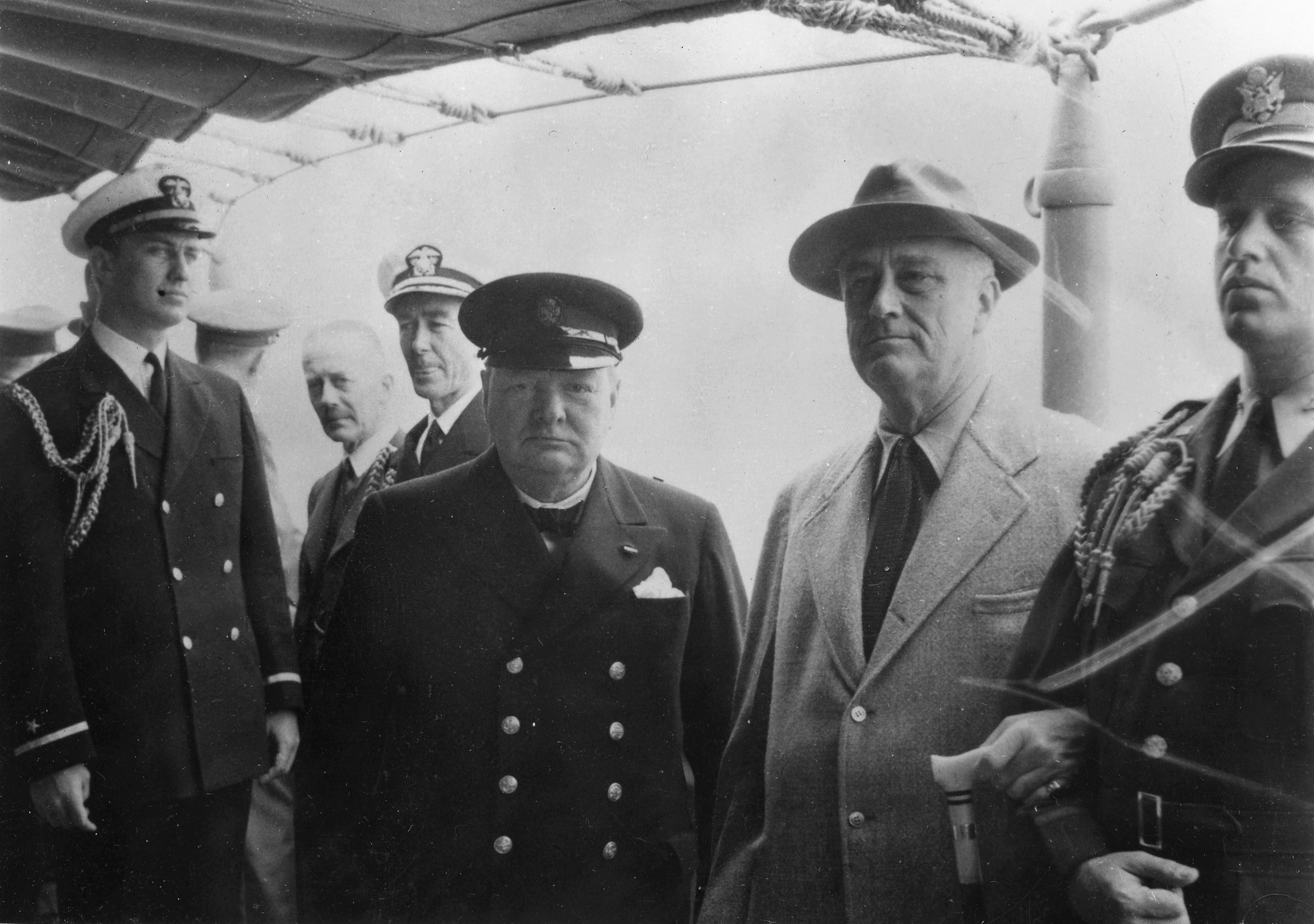
Churchill y Franklin Roosevelt, durante la firma de la Carta del Atlántico, en agosto de 1941.

En agosto de 1941, Churchill hizo su primera travesía transatlántica de la guerra a bordo del HMS Prince of Wales y se reunió con Roosevelt en la bahía de Placentia, Terranova. El 14 de agosto emitieron el comunicado conjunto que se conoce como Carta del Atlántico. Esto delineó los objetivos de ambos países para el futuro del mundo y se ve como la inspiración para la Declaración de 1942 de las Naciones Unidas, en sí misma la base de las Naciones Unidas que se fundó en junio de 1945.

### De Pearl Harbor al Día D: diciembre de 1941 a junio de 1944

#### Pearl Harbor, la entrada de Estados Unidos en la guerra: diciembre de 1941

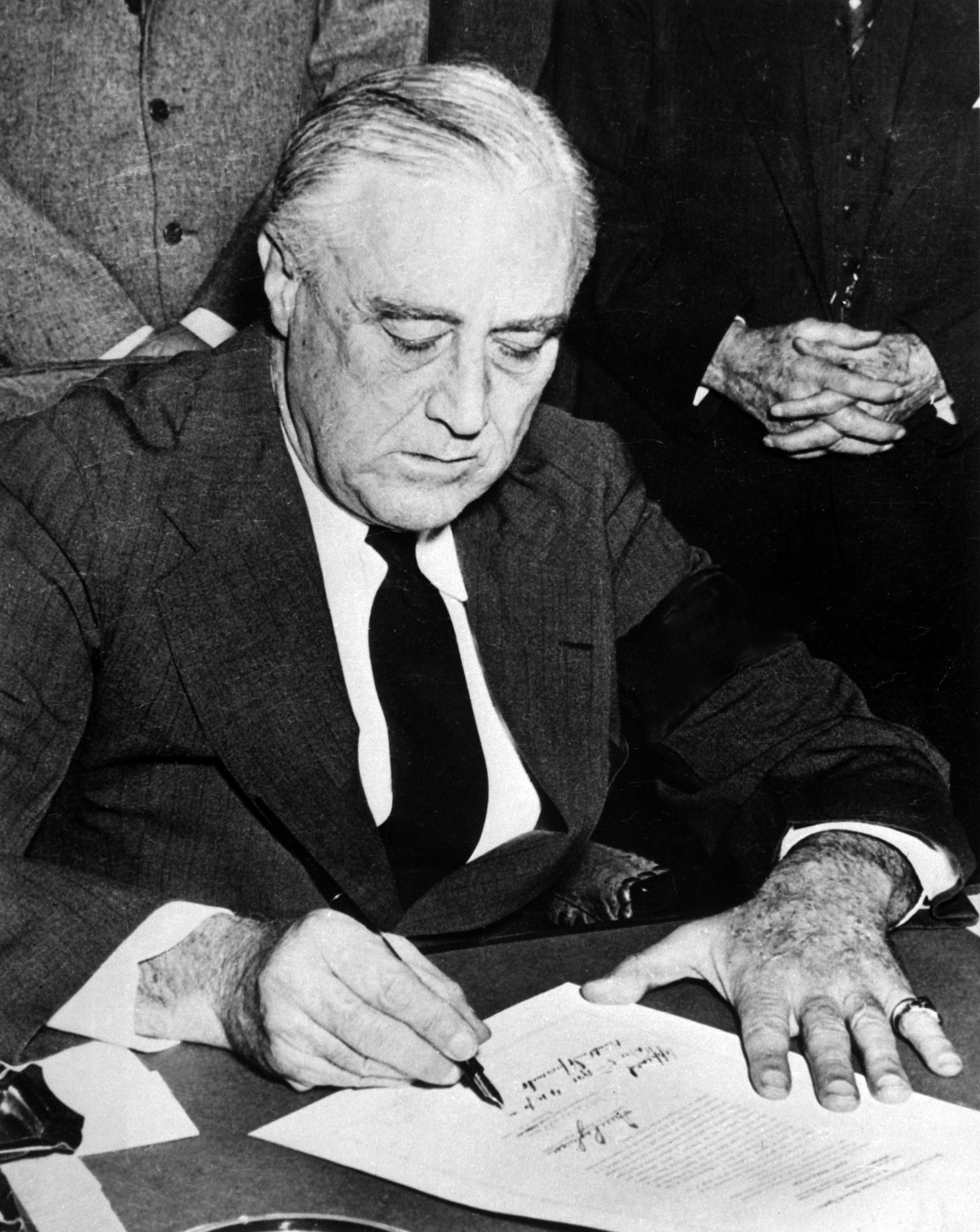
Franklin Roosevelt firmando la declaración de guerra a Japón, el 8 de diciembre de 1941.

El 7 y el 8 de diciembre de 1941 se produjo el ataque japonés a Pearl Harbor, Hawái, en territorio de Estados Unidos. El día 8, el presidente Franklin Roosevelt firmó la declaración de guerra a Japón, después de haber sido aprobada por el Congreso, significando la entrada de los estadounidenses en la contienda bélica, tan largamente esperada y anhelada por Churchill. Simultáneamente, se llevó a cabo la invasión de Malasia y, el 8, Churchill declaró la guerra a Japón. Tres días después se produjo la declaración conjunta de guerra de Alemania e Italia contra Estados Unidos. Churchill visitó Washington a finales de mes para reunirse con Roosevelt para la primera Conferencia de Washington (nombre en clave Arcadia). Esto fue importante para «Europa primero», la decisión de priorizar la victoria en Europa sobre la victoria en el Pacífico, tomada por Roosevelt mientras Churchill todavía estaba en el Atlántico medio. Los estadounidenses estuvieron de acuerdo con Churchill en que Hitler era el principal enemigo y que la derrota de Alemania fue clave para el éxito de los aliados. También se acordó que el primer ataque conjunto angloestadounidense sería la Operación Antorcha, la invasión del África del norte francesa (es decir, Argelia y Marruecos). Originalmente planeado para la primavera de 1942, finalmente se lanzó en noviembre de 1942 cuando la crucial Segunda Batalla de El Alamein ya estaba en marcha.
El 26 de diciembre, Churchill se dirigió a una reunión conjunta del Congreso de los Estados Unidos, pero esa noche sufrió un leve ataque cardíaco que fue diagnosticado por su médico, Sir Charles Wilson (más tarde Lord Moran), como una deficiencia coronaria que necesitaba reposo en cama durante varias semanas. Churchill insistió en que no necesitaba reposo en cama y, dos días después, viajó a Ottawa en tren donde pronunció un discurso ante el Parlamento canadiense que incluyó la línea «Un poco de pollo, algo de cuello» en la que recordaba las predicciones francesas en 1940 de que «Sólo Gran Bretaña tendría el cuello retorcido como un pollo». Llegó a casa a mediados de enero, después de haber volado desde Bermuda a Plymouth en un hidroavión estadounidense, para descubrir que había una crisis de confianza tanto en su gobierno de coalición como en él personalmente, y decidió afrontar un voto de confianza en los Comunes, que ganó fácilmente.
Mientras estaba fuera, el Octavo Ejército, que ya había relevado el Sitio de Tobruk, había llevado a cabo la Operación Crusader contra las fuerzas de Rommel en Libia, conduciéndolas con éxito a una posición defensiva en El Agheila en Cirenaica. El 21 de enero de 1942, sin embargo, Rommel lanzó un contraataque sorpresa que hizo retroceder a los aliados a Gazala.
En otros lugares, el reciente éxito británico en la Batalla del Atlántico se vio comprometido por la introducción por parte de la Kriegsmarine de su Enigma M4 de 4 rotores, cuyas señales no pudo descifrar Bletchley Park durante casi un año. En el Lejano Oriente, las noticias fueron mucho peores con los avances japoneses en todos los teatros, especialmente en el mar y en Malaya. En una conferencia de prensa en Washington, Churchill tuvo que restar importancia a sus crecientes dudas sobre la seguridad de Singapur.

#### Caída de Singapur y pérdida de Birmania: febrero a mayo de 1942
Churchill ya tenía serias preocupaciones sobre la calidad de combate de las tropas británicas después de las derrotas en Noruega, Francia, Grecia y Creta. Tras la caída de Singapur ante los japoneses el 15 de febrero de 1942, sintió que sus recelos se confirmaban y dijo: «(este es) el peor desastre y la mayor capitulación en la historia militar británica». Más malas noticias habían llegado el 11 de febrero cuando la Kriegsmarine llevó a cabo su audaz «Operación Cerberus», un golpe masivo al prestigio naval británico. El efecto combinado de estos eventos fue hundir la moral de Churchill a su punto más bajo de toda la guerra.
Mientras tanto, en mayo l del 1942, se había producido la conquista japonesa de Birmania. Las contraofensivas se vieron obstaculizadas por la temporada de monzones y por las condiciones desordenadas en Bengala y Bihar, así como por un fuerte ciclón que devastó la región en octubre de 1942. Una combinación de factores, en particular la reducción de las importaciones de arroz esencial de Birmania por parte de los japoneses, y una serie de desastres naturales a gran escala como las inundaciones y las enfermedades de los cultivos llevaron a la hambruna de Bengala de 1943, en la que aproximadamente 3 millones de personas fallecido. El gobierno de Churchill había priorizado la distribución de suministros vitales a las fuerzas armadas, pero si bien las políticas británicas en tiempos de guerra pueden haber contribuido e incluso exacerbado la hambruna, su impacto relativo en el número de muertos sigue siendo motivo de controversia. En septiembre de 1943, respondiendo a los primeros informes de la hambruna, Churchill ordenó el transporte inmediato de más de 130 000 toneladas de cereales iraquíes y australianos a Bengala; esto se elevó a 200 000 toneladas a finales de año. En octubre, Churchill nombró a Lord Wavell como virrey de la India y le encargó la responsabilidad de acabar con la hambruna. Se hicieron grandes esfuerzos para aliviar la hambruna, aunque los británicos se vieron seriamente obstaculizados por el ejército japonés. En febrero de 1944, a pesar de las demandas de la Operación Overlord, Churchill cablegrafió a Wavell diciendo: «Sin duda te ayudaré todo lo que pueda, pero no debes pedir lo imposible».

#### Conferencias internacionales de 1942
El 20 de mayo, el ministro de Asuntos Exteriores soviético, Vyacheslav Molotov, llegó a Londres y se quedó hasta el 28 antes de partir hacia Washington. El propósito de esta visita era firmar un tratado de amistad, pero Molotov quería que se hiciera sobre la base de ciertas concesiones territoriales en Polonia y los Estados bálticos. Churchill y Eden trabajaron por un compromiso y, finalmente, se formalizó un tratado de veinte años, pero con la cuestión de las fronteras en suspenso. Molotov también estaba buscando un Segundo Frente en Europa, pero todo lo que Churchill pudo hacer fue confirmar que los preparativos estaban en progreso y no hacer promesas en una fecha.

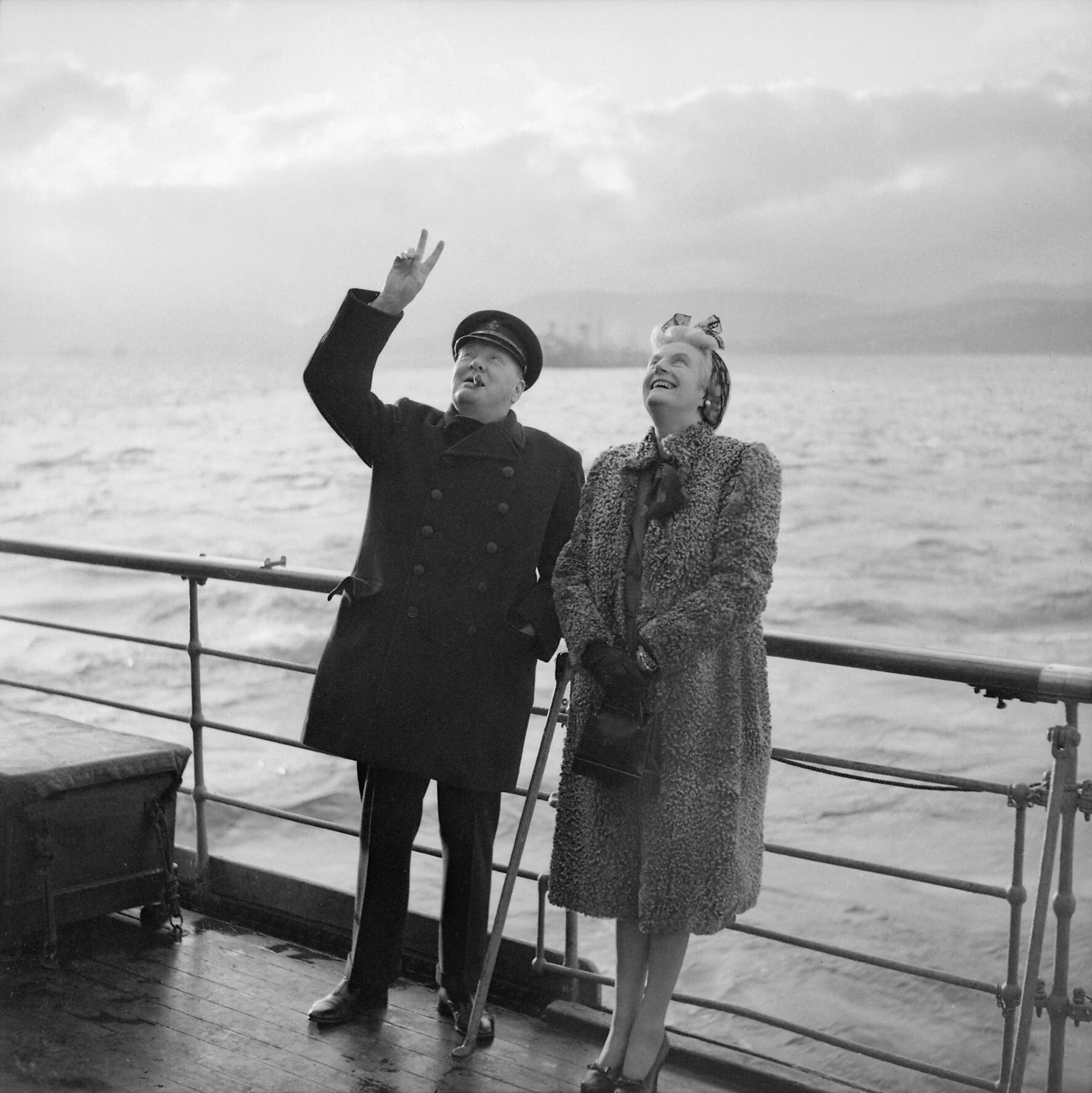
Churchill, haciendo la señal de victoria, y su mujer, Clementine, a bordo del Queen Mary, en septiembre de 1943, de regreso de la Primera Conferencia de Quebec.

Churchill se sintió muy satisfecho con estas negociaciones y lo dijo cuando se puso en contacto con Roosevelt el 27. El día anterior, sin embargo, Rommel había lanzado su contraofensiva, Operación Venecia, para comenzar la Batalla de Gazala. Los aliados fueron finalmente expulsados de Libia y sufrieron una gran derrota con la pérdida de Tobruk el 21 de junio. Churchill estaba con Roosevelt cuando le llegó la noticia de Tobruk. Quedó impactado por la rendición de 35 000 soldados que fue, aparte de Singapur, «el golpe más duro» que recibió en la guerra. El avance del Eje finalmente se detuvo en la Primera Batalla de El Alamein en julio y la Batalla de Alam el Halfa a principios de septiembre. Ambos bandos estaban exhaustos y necesitaban con urgencia refuerzos y suministros.
Churchill había regresado a Washington el 17 de junio. Él y Roosevelt acordaron la implementación de la Operación Antorcha como el precursor necesario de una invasión de Europa. Roosevelt había designado al general Dwight D. Eisenhower como comandante del Teatro de Operaciones Europeo, Ejército de los Estados Unidos (ETOUSA). Habiendo recibido la noticia del norte de África, Churchill obtuvo un envío desde Estados Unidos al Octavo Ejército de 300 tanques Sherman y 100 obuses. Regresó a Gran Bretaña el 25 de junio y tuvo que enfrentar otra moción de censura, esta vez en su dirección central de la guerra, pero nuevamente ganó fácilmente.
En agosto, a pesar de las preocupaciones por la salud, Churchill visitó a las fuerzas británicas en el norte de África, lo que elevó la moral en el proceso, de camino a Moscú para su primera reunión con Stalin. Lo acompañó el enviado especial de Roosevelt, Averell Harriman. Estuvo en Moscú del 12 al 16 de agosto y mantuvo cuatro largas reuniones con Stalin. Aunque se llevaban bastante bien juntos a nivel personal, había pocas posibilidades de un progreso real dado el estado de la guerra con los alemanes aún avanzando en todos los teatros. Stalin estaba desesperado porque los Aliados abrieran el Segundo Frente en Europa, como Churchill había discutido con Molotov en mayo, y la respuesta fue la misma.

#### Cambio de marea, la guerra a favor de los aliados: El Alamein, octubre a noviembre de 1942, y Stalingrado
Mientras estaba en El Cairo a principios de agosto, Churchill decidió reemplazar al mariscal de campo Auchinleck por el mariscal de campo Alexander como comandante en jefe del Teatro de Oriente Medio. El mando del Octavo Ejército se le dio al general William Gott, pero fue asesinado solo tres días después y el general Montgomery lo reemplazó. Churchill regresó a El Cairo desde Moscú el 17 de agosto y pudo comprobar por sí mismo que la combinación Alexander y Montgomery ya estaba surtiendo efecto. Regresó a Inglaterra el día 21, nueve días antes de que Rommel lanzara su ofensiva final.
Cuando 1942 llegó a su fin, la marea de la guerra comenzó a cambiar con la victoria de los Aliados en las batallas clave de la Segunda de Alamein y Stalingrado. Hasta noviembre, los aliados siempre habían estado a la defensiva, pero a partir de noviembre, los alemanes lo estaban. Churchill ordenó que se tocaran las campanas de las iglesias en toda Gran Bretaña por primera vez desde principios de 1940. El 10 de noviembre, sabiendo que El Alamein era una victoria, pronunció uno de sus discursos de guerra más memorables en el Almuerzo del Lord Mayor en la Mansion House de Londres, en respuesta a la victoria aliada en El Alamein: «Este no es el final. Ni siquiera es el principio del fin. Pero quizás sea el fin del principio».

#### Conferencias internacionales de 1943: un año recabando apoyos en el extranjero

##### Conferencia de Casablanca: enero de 1943

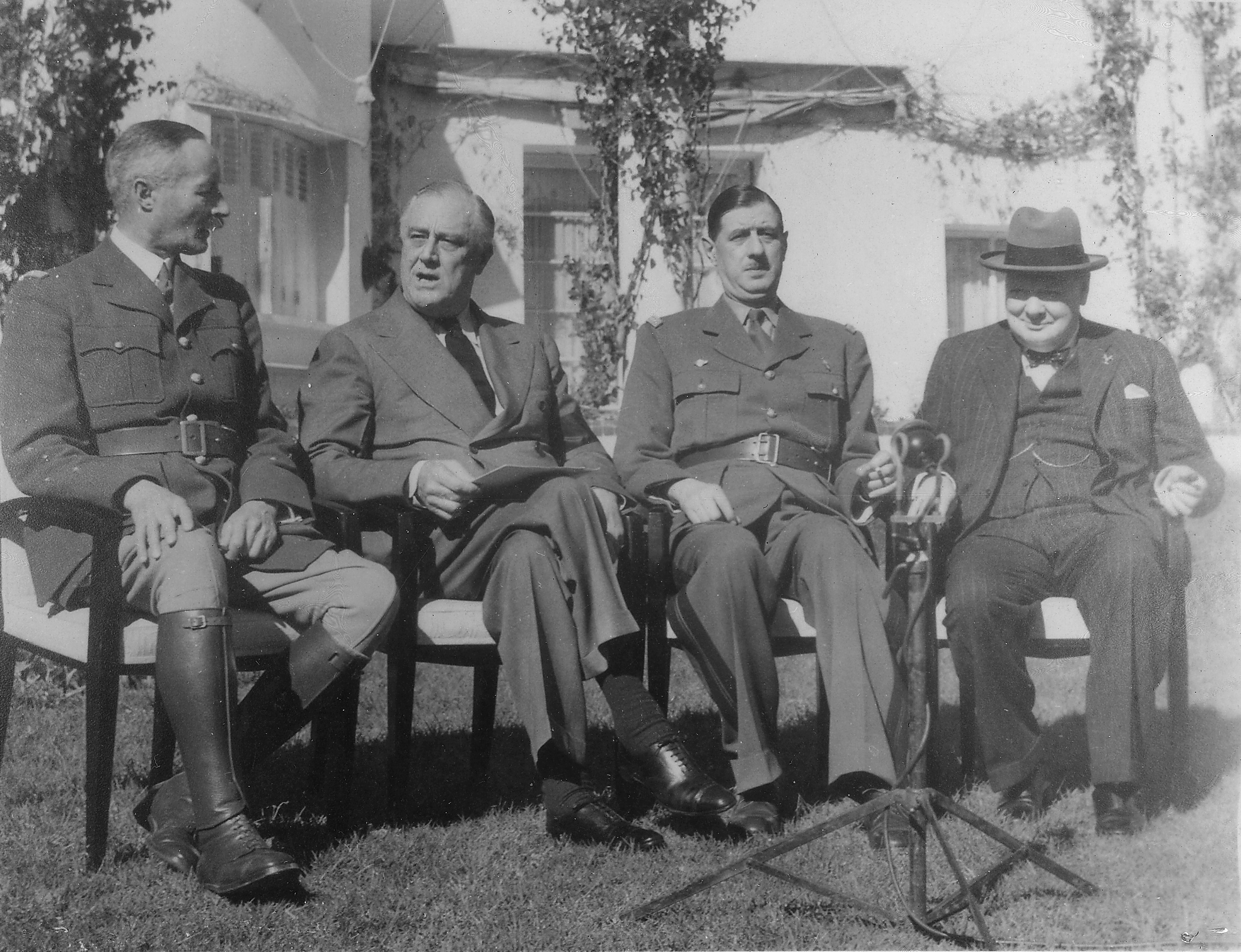
Henri Giraud, Franklin Roosevelt, Charles de Gaulle y Churchill, en la Conferencia de Casablanca, en enero de 1943.

En enero de 1943, Churchill conoció a Roosevelt en la Conferencia de Casablanca (Símbolo en nombre clave), que duró diez días. También asistió el general Charles de Gaulle en nombre de las Fuerzas Francesas Libres. Stalin esperaba asistir, pero se negó debido a la situación en Stalingrado. Aunque Churchill expresó sus dudas al respecto, la llamada Declaración de Casablanca comprometía a los Aliados a asegurar la «rendición incondicional» de las potencias del Eje. Desde Marruecos, Churchill fue a El Cairo, Adana, Chipre, El Cairo de nuevo y Argel con diversos fines. Llegó a casa el 7 de febrero después de haber estado fuera por el campo durante casi un mes. Se dirigió a los Comunes el día 11 y al día siguiente enfermó gravemente de neumonía, lo que requirió más de un mes de descanso, recuperación y convalecencia; para este último, se mudó a Chequers. Regresó a trabajar en Londres el 15 de marzo.

##### Primera Conferencia del Quebec: agosto de 1943

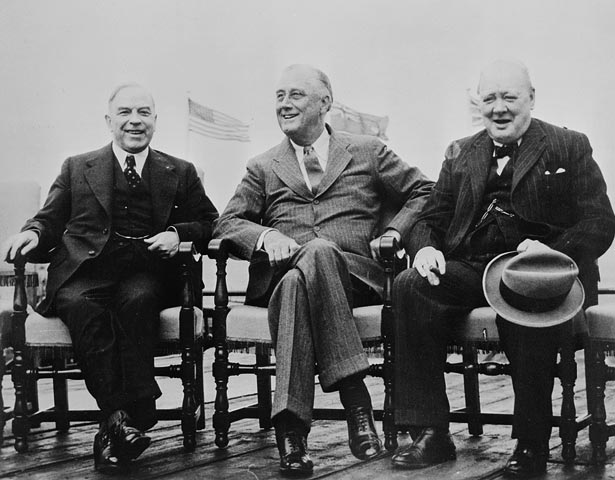
Mackenzie King, Primer ministro de Canadá; Franklin Roosevelt y Churchill, en la Primera Conferencia del Quebec, en agosto de 1943.

Churchill realizó dos cruces transatlánticos durante el año, reuniéndose con Roosevelt en la tercera Conferencia de Washington (Trident en nombre clave) en mayo y en la Primera Conferencia de Quebec (nombre en clave Quadrant) en agosto.

##### Conferencia de El Cairo, noviembre de 1943

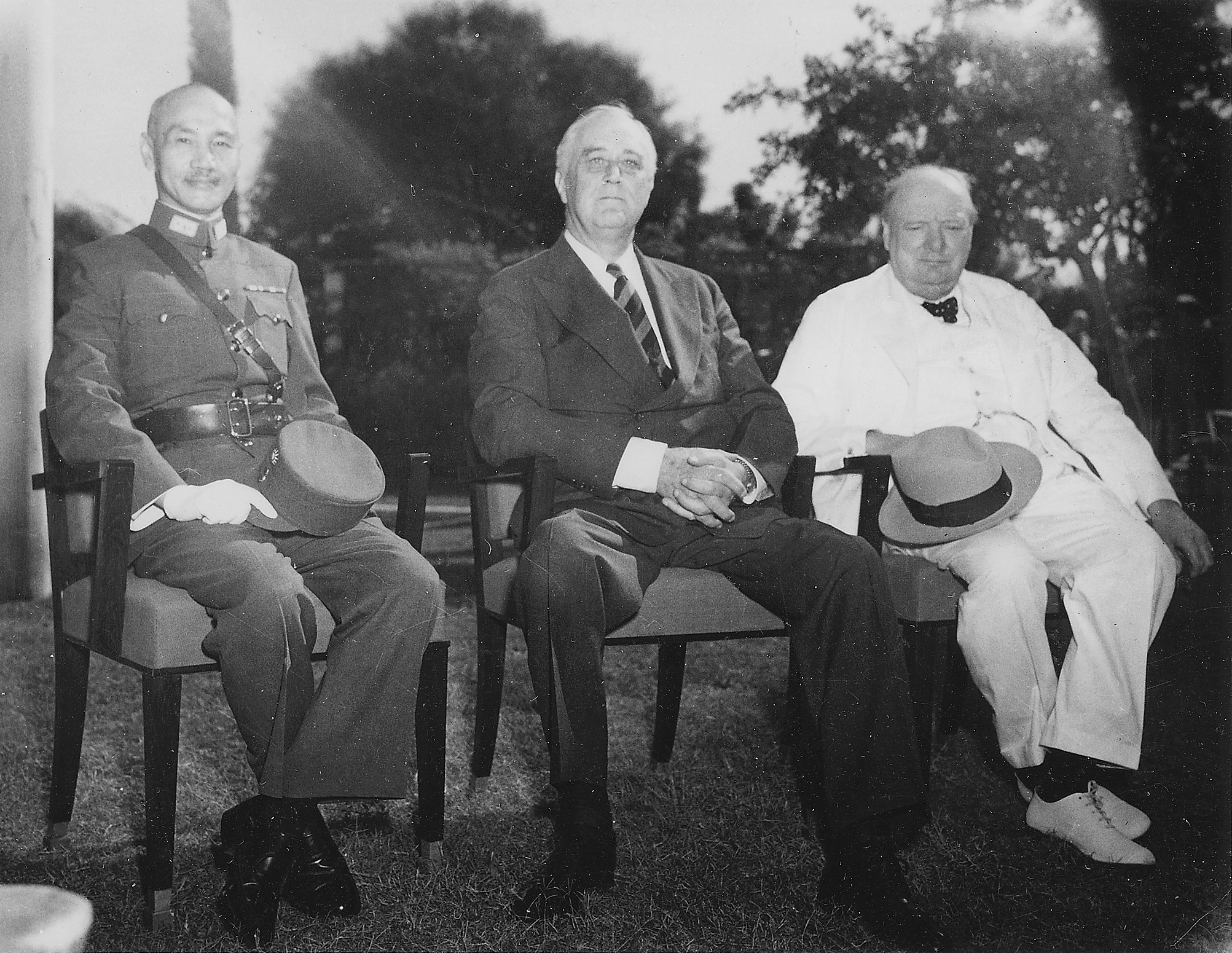
Chiang Kai-shek, Franklin Roosevelt y Churchill en la Conferencia del Cairo, en noviembre de 1943.

En noviembre, Churchill y Roosevelt se reunieron con el generalísimo chino Chiang Kai-shek en la Conferencia de El Cairo (nombre en clave Sextant).

##### Conferencia de Teherán: noviembre y diciembre de 1943

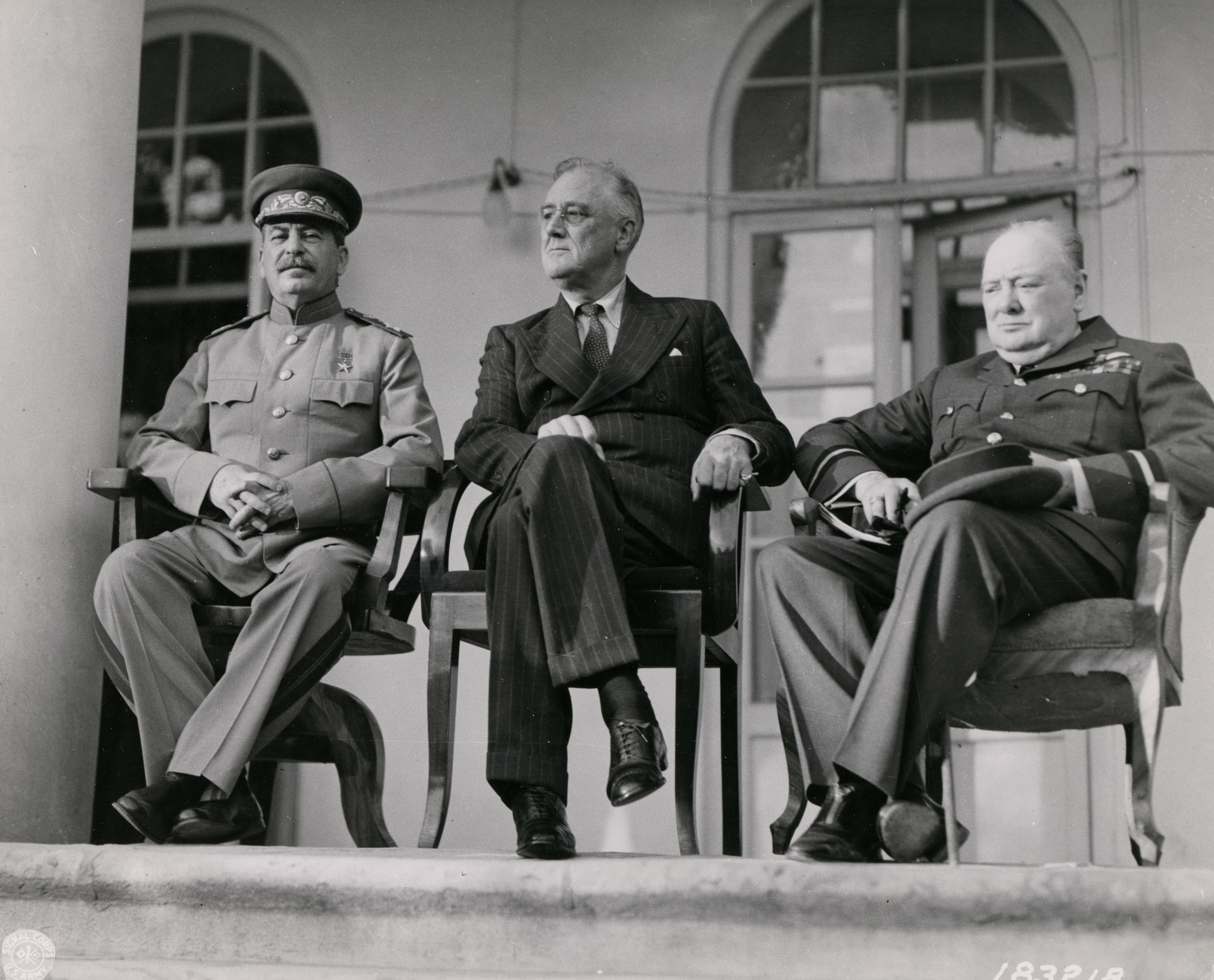
Stalin, Franklin Roosevelt y Churchill, en la Conferencia de Teherán, en noviembre de 1943

La conferencia más importante del año tuvo lugar poco después, del 28 de noviembre al 1 de diciembre, en Teherán (nombre en clave Eureka), donde Churchill y Roosevelt se reunieron con Stalin en la primera de las reuniones de los «Tres Grandes», que precedieron a las de Yalta y Potsdam en 1945. Roosevelt y Stalin cooperaron para persuadir a Churchill de que se comprometiera con la apertura de un segundo frente en Europa occidental y también se acordó que Alemania se dividiría después de la guerra, pero no se tomaron decisiones firmes sobre cómo.

##### Segunda Conferencia de El Cairo: diciembre de 1943

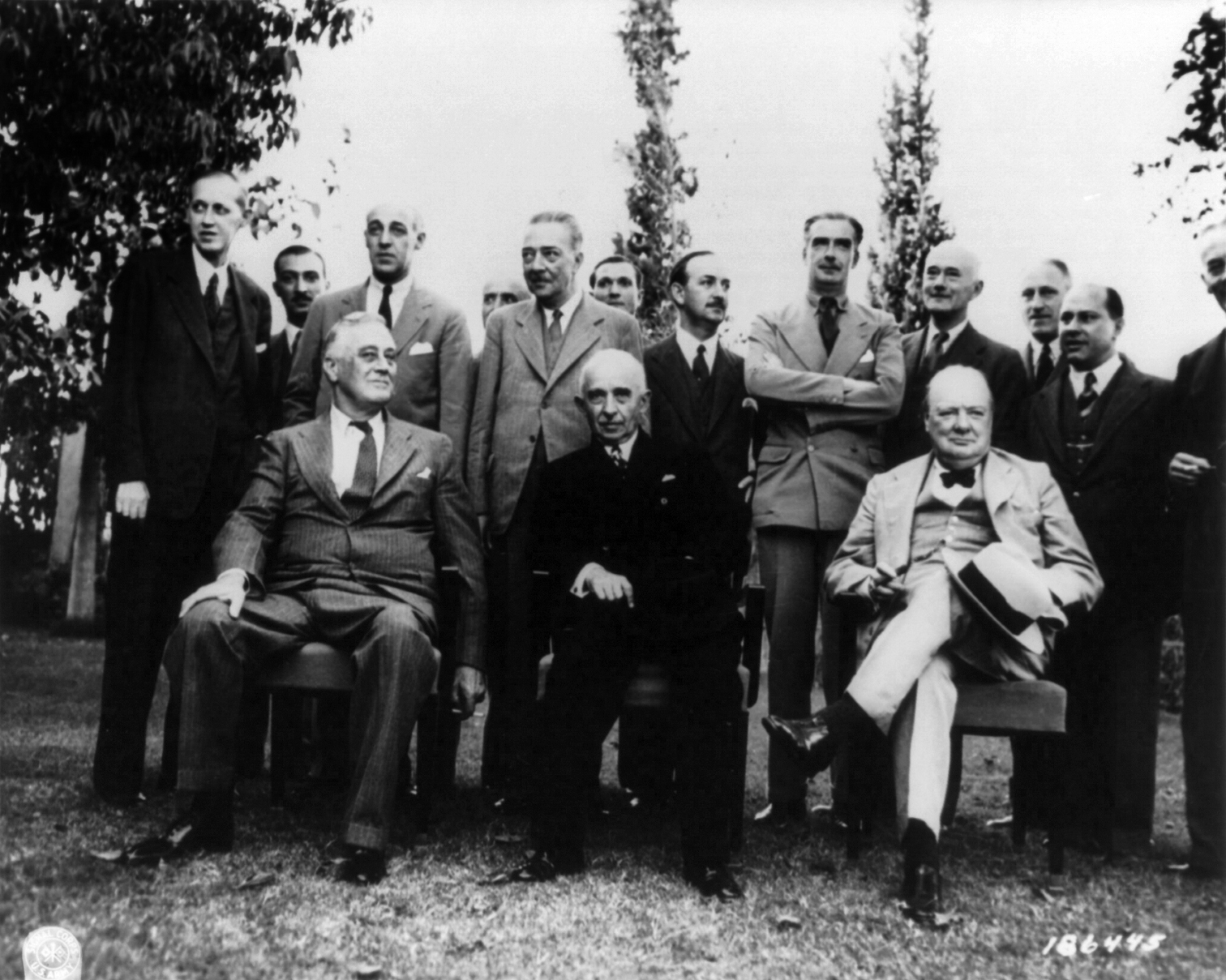
Franklin Roosevelt; Ismet Inönü, presidente de la República de Turquía; y Churchill, en la Segunda Conferencia de El Cairo, en diciembre de 1943.

A su regreso de Teherán, Churchill y Roosevelt celebraron una segunda conferencia en El Cairo con el presidente turco Ismet Inönü, pero no pudieron obtener ningún compromiso de Turquía para unirse a los aliados.

##### Regreso al Reino Unido: enero de 1944
Churchill viajó de El Cairo a Túnez, llegando el 10 de diciembre, inicialmente como invitado de Eisenhower, poco después, Eisenhower asumió el cargo de Comandante Supremo Aliado del nuevo SHAEF que se acababa de crear en Londres. Mientras Churchill estaba en Túnez, enfermó gravemente de fibrilación auricular y se vio obligado a quedarse hasta después de Navidad mientras se reclutaba una sucesión de especialistas para asegurar su recuperación. Su mujer, Clementine, y Colville llegaron para hacerle compañía; Colville acababa de regresar a Downing Street después de más de dos años en la RAF. El 27 de diciembre, el grupo se trasladó a Marrakech para la convalecencia. Sintiéndose mucho mejor, Churchill voló a Gibraltar el 14 de enero de 1944 y regresó a casa en el King George V. Regresó a Londres la mañana del 18 de enero y sorprendió a los parlamentarios asistiendo a las preguntas del primer ministro en los Comunes esa tarde. 
Desde el 12 de enero de 1943, cuando partió hacia la Conferencia de Casablanca, Churchill había estado en el extranjero o estaba gravemente enfermo durante 203 de los 371 días.

#### Invasiones aliadas de Sicilia e Italia: julio de 1943 a junio de 1944.

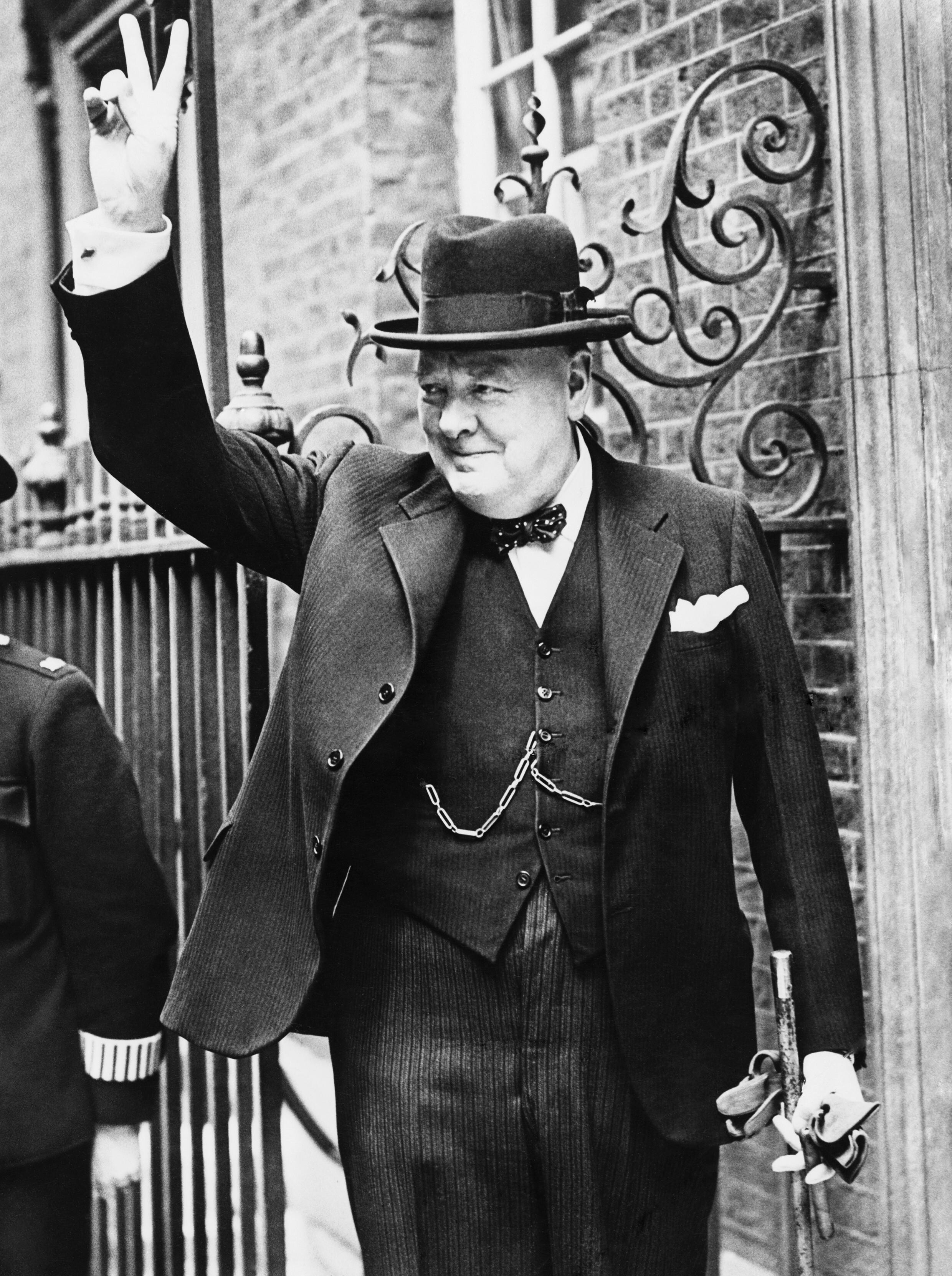
Churchill, haciendo la señal de Victoria, delante del 10 de Downing Street, Londres, en junio de 1943.

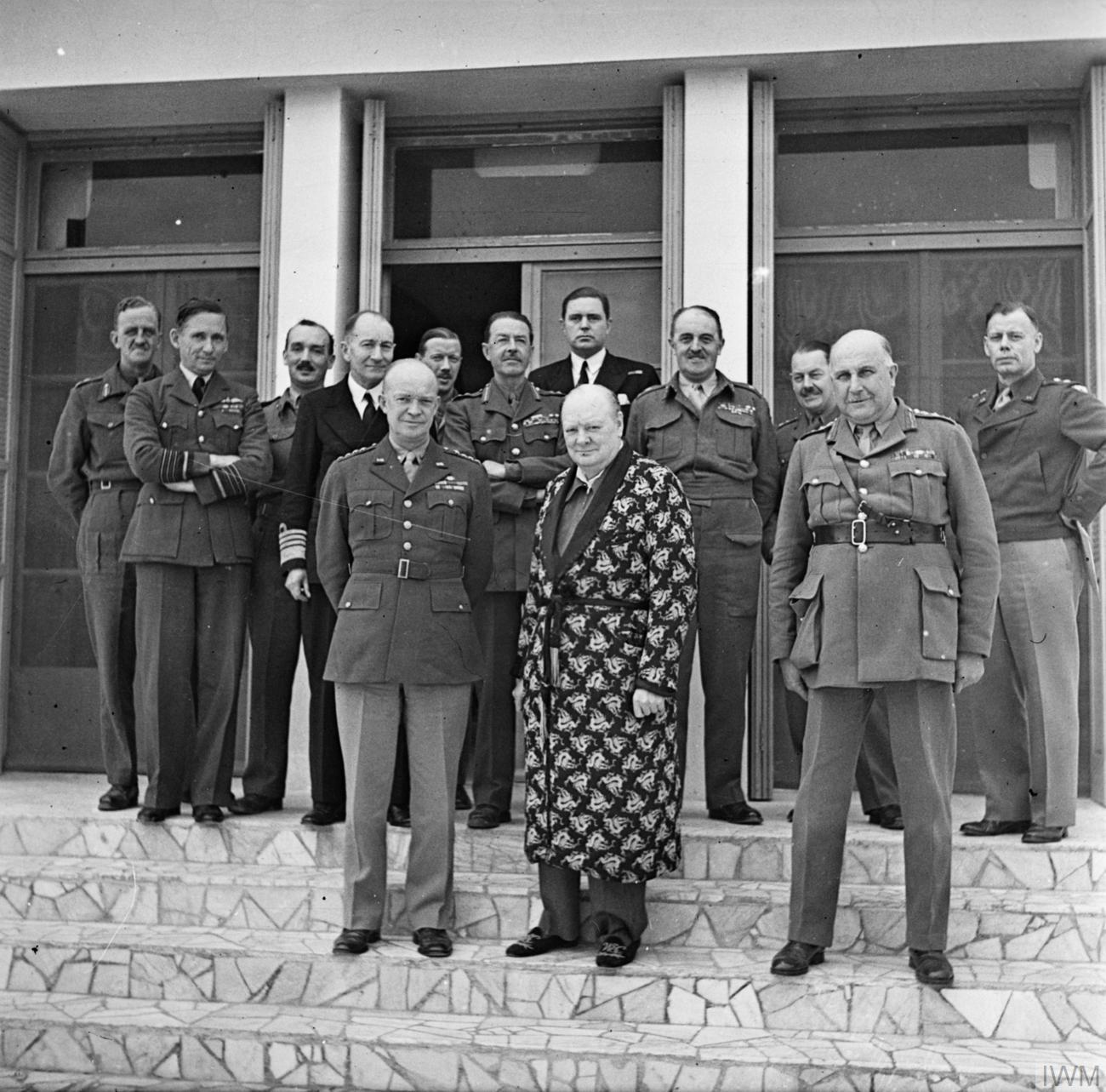
El General Eisenhower y Churchill, en bata y pantuflas recuperándose de una neumonía, el 25 de diciembre de 1943, en Túnez.

En el otoño de 1942, después de la reunión de Churchill con Stalin en Moscú, Eisenhower, al mando del Teatro de Operaciones del Norte de África (NATOUSA), y sus ayudantes hablaron sobre dónde deberían lanzar los aliados occidentales su primer ataque en Europa. Según el general Mark Clark, quien más tarde comandó el Quinto Ejército de los Estados Unidos en la campaña italiana, los estadounidenses admitieron abiertamente que una operación a través del Canal en un futuro cercano era «absolutamente imposible». Como alternativa, Churchill recomendó «cortar el vientre blando del Mediterráneo» y los persuadió de invadir primero Sicilia y luego Italia después de haber derrotado al Afrika Korps en el norte de África. Después de la guerra, Clark todavía estaba de acuerdo en que el análisis de Churchill era correcto, pero agregó que, cuando los aliados desembarcaron en Salerno, descubrieron que Italia era «un duro instinto».
La invasión de Sicilia comenzó el 9 de julio de 1942 y se completó con éxito el 17 de agosto. Churchill estaba entonces a favor de conducir directamente hacia el continente italiano con Roma como objetivo principal, pero los estadounidenses querían retirar varias divisiones a Inglaterra en la acumulación de fuerzas para la Operación Overlord, ahora programada para la primavera de 1944. Churchill todavía no estaba interesado en Overlord, ya que temía que un ejército angloestadounidense en Francia no pudiera competir con la eficiencia de combate de la Wehrmacht. Prefería las operaciones periféricas, incluido un plan llamado Operación Júpiter para una invasión del norte de Noruega. Los acontecimientos de Sicilia tuvieron un impacto inesperado en Italia. El rey Víctor Emmanuel III despidió a Mussolini el 25 de julio y nombró al mariscal Badoglio primer ministro. Badoglio abrió negociaciones con los aliados que resultaron en el Armisticio de Cassibile el 3 de septiembre.  

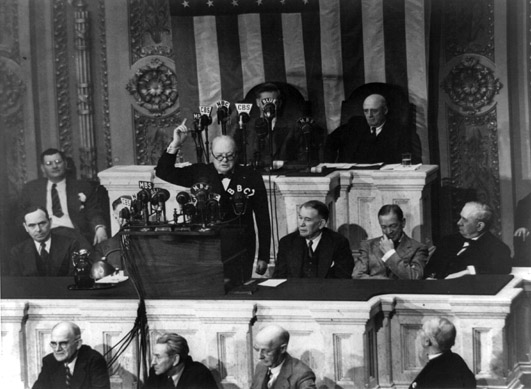
Churchill, interviniendo delante del Congreso de los Estados Unidos, el 19 de mayo de 1943

En respuesta, los alemanes activaron la Operación Achse y tomaron el control de la mayor parte de Italia.
Aunque todavía prefería Italia a Normandía como la ruta principal de los aliados hacia el Tercer Reich, Churchill estaba profundamente preocupado por la fuerte resistencia alemana en Salerno y, más tarde, después de que los aliados obtuvieran con éxito su cabeza de puente en Anzio, pero aún no lograron romper el estancamiento, dijo cáusticamente que en lugar de «arrojar un gato montés a la orilla», la fuerza aliada se había convertido en una «ballena varada». El gran obstáculo fue Montecassino y no fue hasta mediados de mayo de 1944 cuando finalmente fue superado, permitiendo a los aliados avanzar por fin sobre Roma, que fue tomada el 4 de junio.

### Batalla de Normandia, derrota de Alemania: junio de 1944 a mayo de 1945

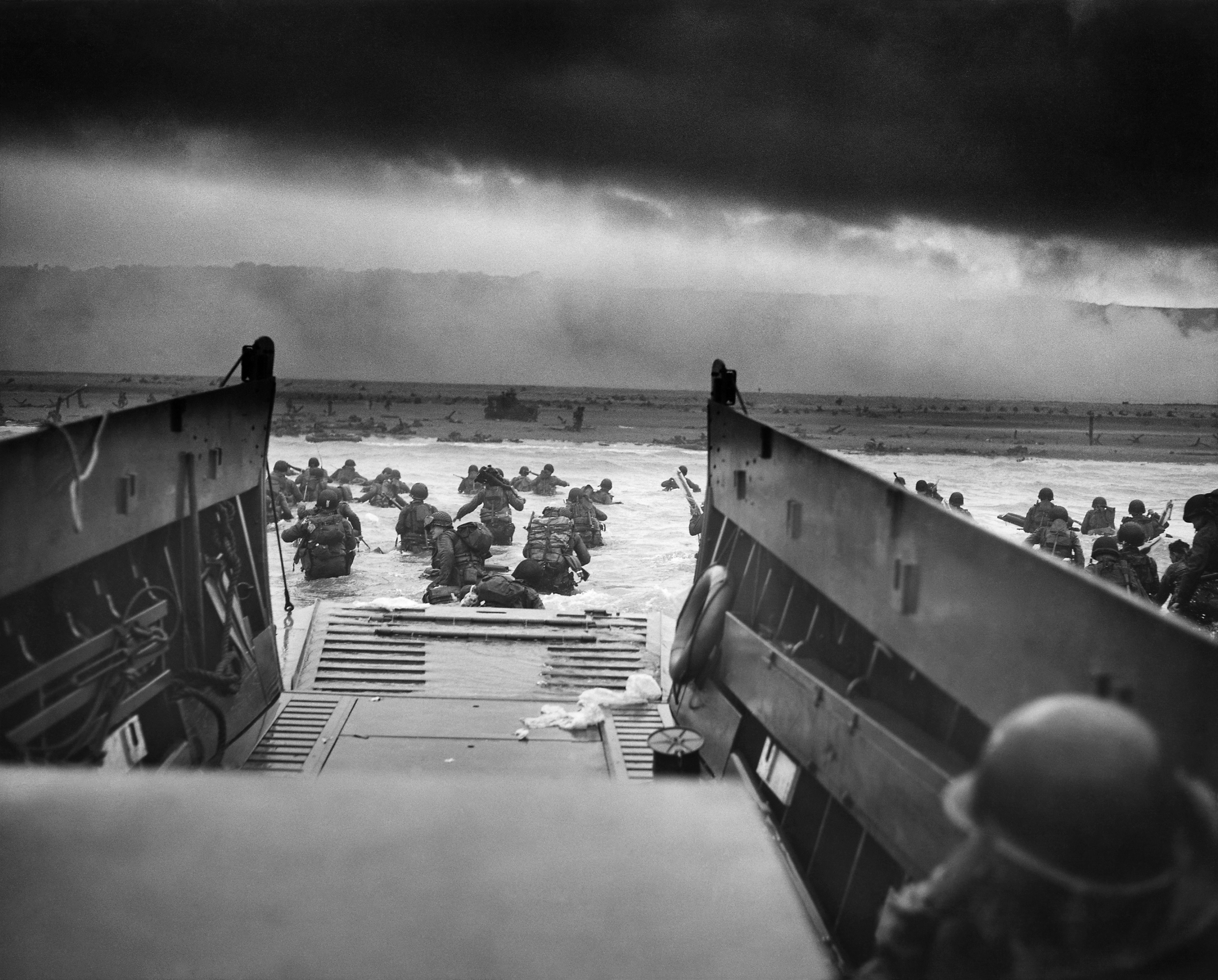
En las fauces de la Muerte, fotografía de Robert F. Sargent que muestra a las tropas estadounidenses en el Desembarco de Normandía, el 6 de junio de 1944, el Día D.

#### Preparativos para el Día D y la Batalla de Normandía.
Las dificultades en Italia hicieron que Churchill cambiara de opinión sobre la estrategia de los Aliados hasta el punto de que, cuando se desarrolló el estancamiento de Anzio poco después de su regreso a Inglaterra desde el norte de África, se dedicó a la planificación de Overlord y organizó una serie de reuniones en curso con SHAEF y los jefes de personal británicos que presidió regularmente. A estos siempre asistía Eisenhower o su jefe de personal, el general Walter Bedell Smith. Churchill se sintió especialmente atraído por el proyecto Mulberry, pero también estaba ansioso por aprovechar al máximo el poder aéreo aliado que, a principios de 1944, se había vuelto abrumador. Sin embargo, Churchill nunca perdió por completo su aprensión por la invasión y experimentó una gran fluctuación de humor a medida que se acercaba el Día D. Jenkins dice que enfrentó la victoria potencial con mucho menos entusiasmo que cuando enfrentó desafiante la perspectiva de la derrota cuatro años antes.

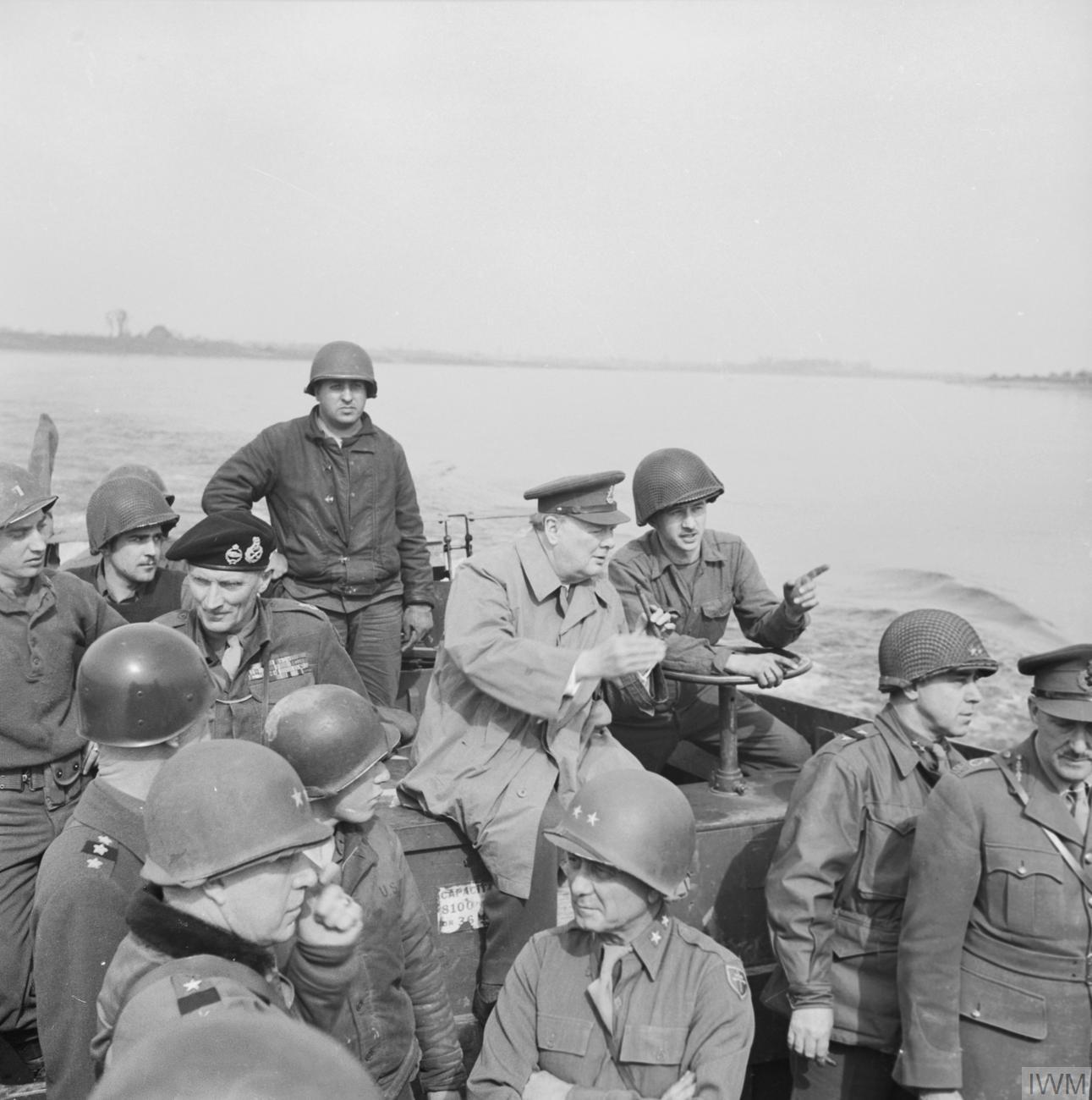
Churchill y Montgomery, a su derecha; cruzando el río Rin, en Alemania, en marzo de 1945.

#### Día D y Batalla de Normandía: 6 de junio de 1944 a agosto de 1944.
Churchill estaba decidido a participar activamente en la Batalla de Normandía y esperaba cruzar el Canal el mismo Día D, 6 de junio de 1944, o al menos el día D+1. Su deseo causó una consternación innecesaria en SHAEF hasta que fue efectivamente vetado por el Rey quien le dijo a Churchill que, como jefe de los tres servicios, él (el Rey) debería ir también. Churchill esperaba un número de muertos aliados de 20 000 el Día D, pero se demostró que era pesimista porque menos de 8000 murieron en todo junio. Hizo su primera visita a Normandía el 12 de junio para visitar Montgomery, cuyo cuartel general estaba entonces a unas cinco millas tierra adentro. Esa noche, cuando regresaba a Londres, se lanzaron las primeras bombas voladoras V-1. En una visita más larga a Normandía del 22 al 23 de julio, Churchill fue a Cherburgo y Arromanches, donde vio el puerto de Mulberry.

#### Segunda Conferencia de Quebec: septiembre de 1944

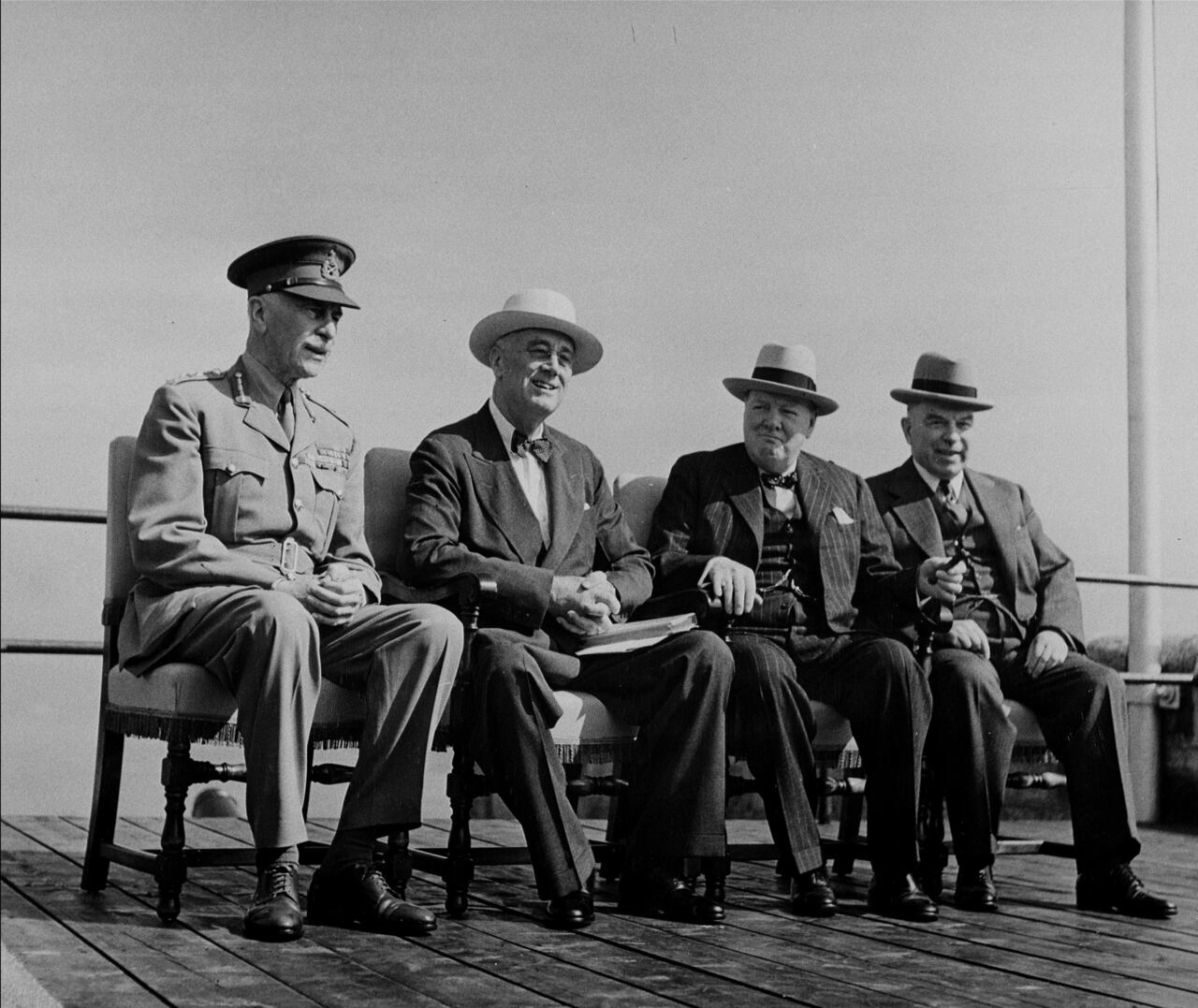
Alexander Cambridge, Gobernador General de Canadá; Franklin Roosevelt; Churchill y Mackenzie King, Primer ministro de Canadá, en la Segunda Conferencia de Quebec, en septiembre de 1944.

Churchill se entrevistó con Roosevelt en la Segunda Conferencia de Quebec (nombre en clave Octagon) del 12 al 16 de septiembre de 1944. Entre ellos, llegaron a un acuerdo sobre el Plan Morgenthau para la ocupación aliada de Alemania después de la guerra, cuya intención no era solo desmilitarizar, sino también desindustrializar Alemania. Eden se opuso firmemente a él y más tarde pudo persuadir a Churchill para que lo repudiara. El secretario de Estado estadounidense, Cordell Hull, también se opuso y convenció a Roosevelt de que era inviable.

#### Conferencia de Moscú: octubre de 1944
En la cuarta conferencia de Moscú (nombre en clave Tolstoi) del 9 al 19 de octubre de 1944, Churchill y Eden se reunieron con Stalin y Molotov. Esta conferencia ha ganado notoriedad por el llamado «acuerdo de porcentajes» en el que Churchill y Stalin acordaron efectivamente el destino de los Balcanes en la posguerra. En ese momento, los ejércitos soviéticos estaban en Rumania y Bulgaria. Churchill sugirió una escala de predominio en toda la región para no, como él mismo dijo, «entrar en propósitos contradictorios en pequeñas formas». Escribió algunos porcentajes de influencia sugeridos por país y se los dio a Stalin, quien los marcó. El acuerdo era que Rusia tendría el control del 90 % de Rumania y el control del 75 % de Bulgaria. El Reino Unido y los Estados Unidos tendrían un control del 90 % de Grecia. Hungría y Yugoslavia serían del 50 % cada una. En 1958, cinco años después de la publicación del relato de esta reunión (en The Second World War de Churchill), las autoridades soviéticas negaron que Stalin hubiera aceptado tal «propuesta imperialista».

#### Conferencia de Yalta: febrero de 1945

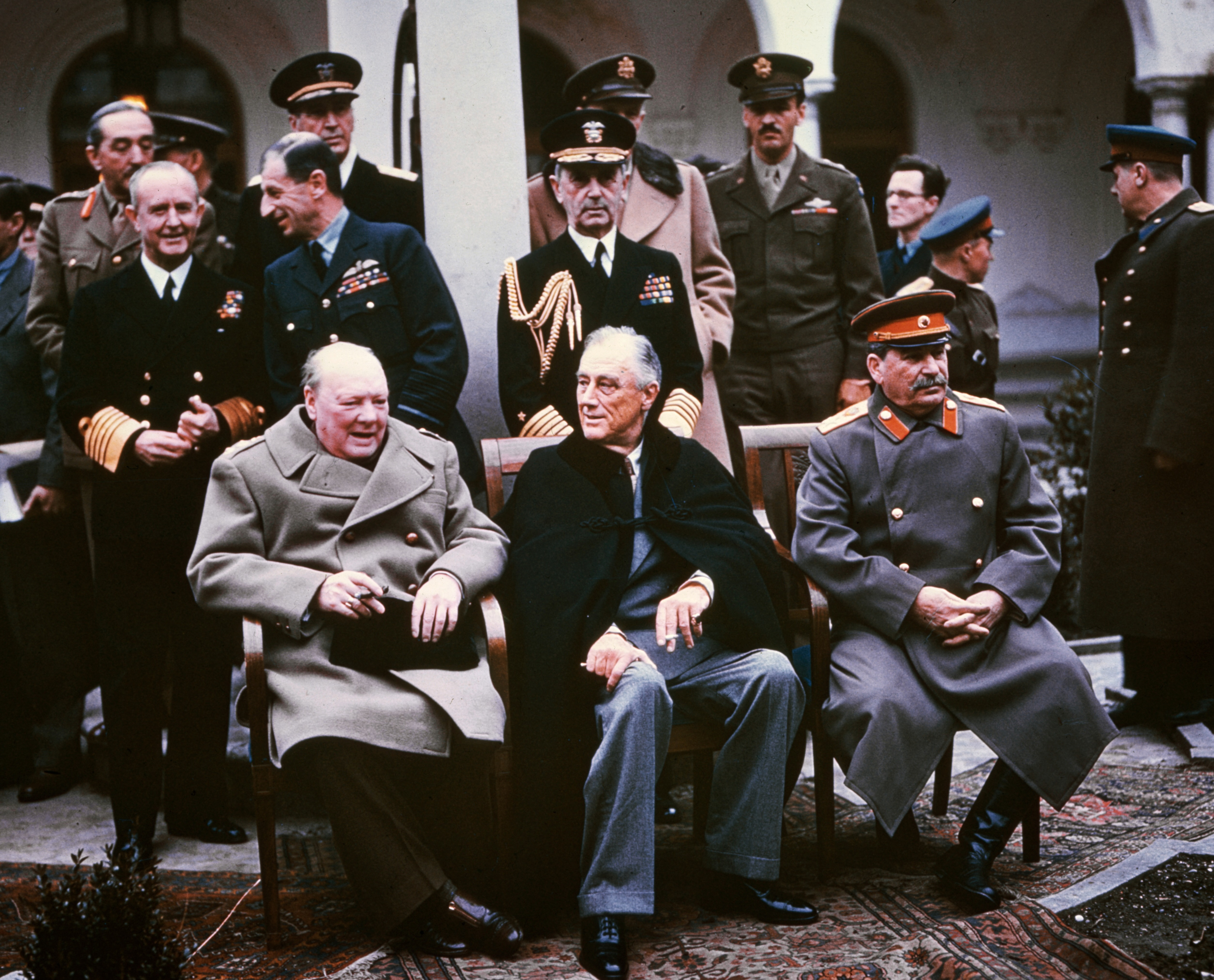
Churchill, Franklin Roosevelt y Stalin, en la Conferencia de Yalta, en febrero de 1945.

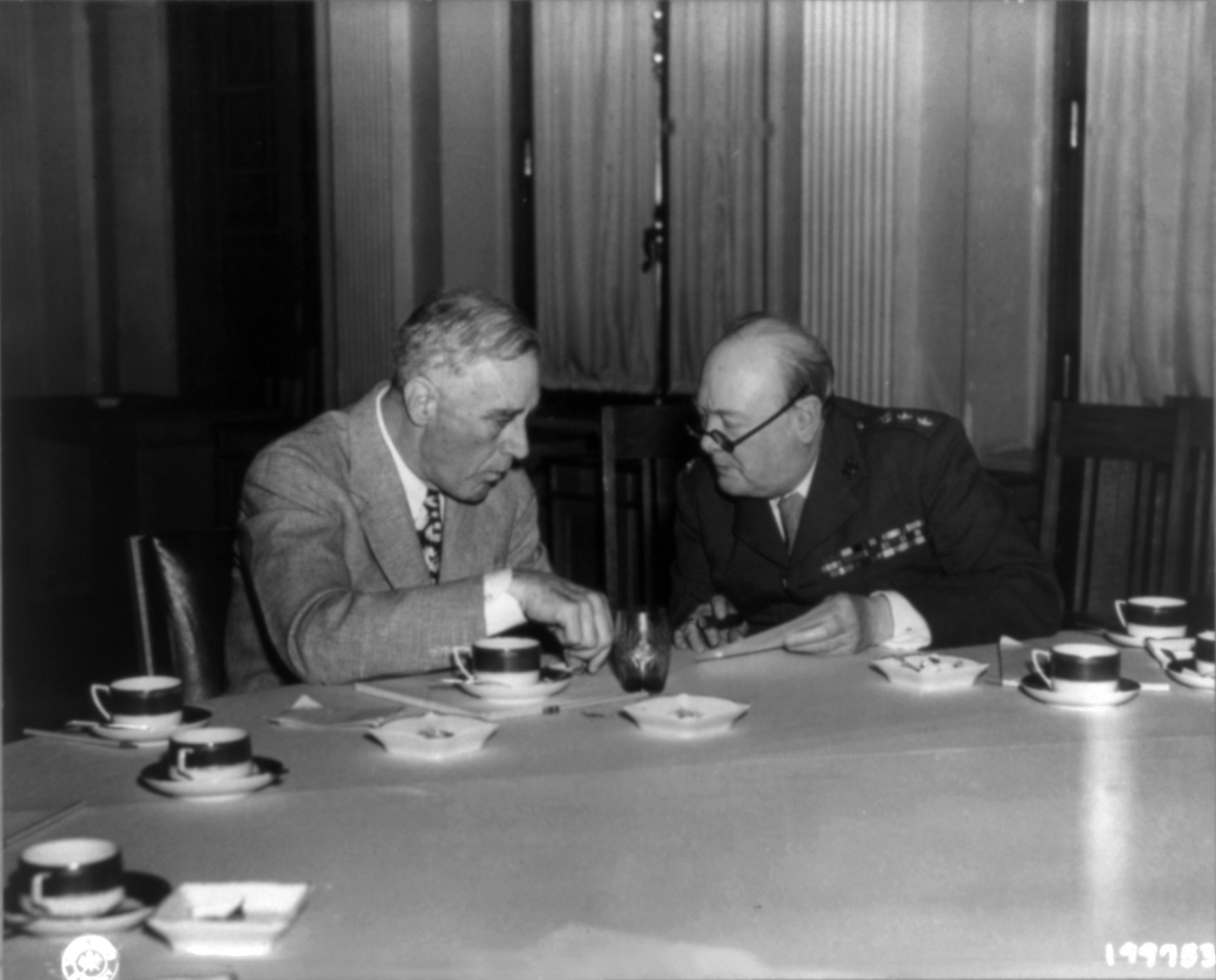
Franklin Roosevelt y Churchill, en la Conferencia de Yalta, en febrero de 1945.

Del 30 de enero al 2 de febrero de 1945, Churchill y Roosevelt se reunieron para su Conferencia de Malta antes del segundo evento de los «Tres Grandes» en Yalta del 4 al 11 de febrero. Yalta tuvo enormes implicaciones para el mundo de la posguerra. Había dos cuestiones predominantes: la cuestión de la creación de la Organización de las Naciones Unidas después de la guerra, en la que se avanzó mucho; y la cuestión más controvertida del estatus de Polonia en la posguerra, que Churchill vio como un caso de prueba para el futuro de Europa del Este. Churchill enfrentó fuertes críticas por el acuerdo de Yalta sobre Polonia. Por ejemplo, 27 diputados conservadores votaron en su contra cuando el asunto se debatió en los Comunes a finales de mes. Jenkins, sin embargo, sostiene que Churchill lo hizo tan bien como podría haberlo hecho en circunstancias muy difíciles, entre otras cosas el hecho de que Roosevelt estaba gravemente enfermo y no pudo brindarle a Churchill un apoyo significativo.
Otro resultado de Yalta fue la llamada Operación Keelhaul. Los aliados occidentales acordaron la repatriación forzosa de todos los ciudadanos soviéticos en las zonas aliadas, incluidos los prisioneros de guerra, a la Unión Soviética y la política se extendió posteriormente a todos los refugiados de Europa del Este, muchos de los cuales eran anticomunistas. Keelhaul se implementó entre el 14 de agosto de 1946 y el 9 de mayo de 1947.

#### Controversia de los bombardeos de Dresde: febrero de 1945

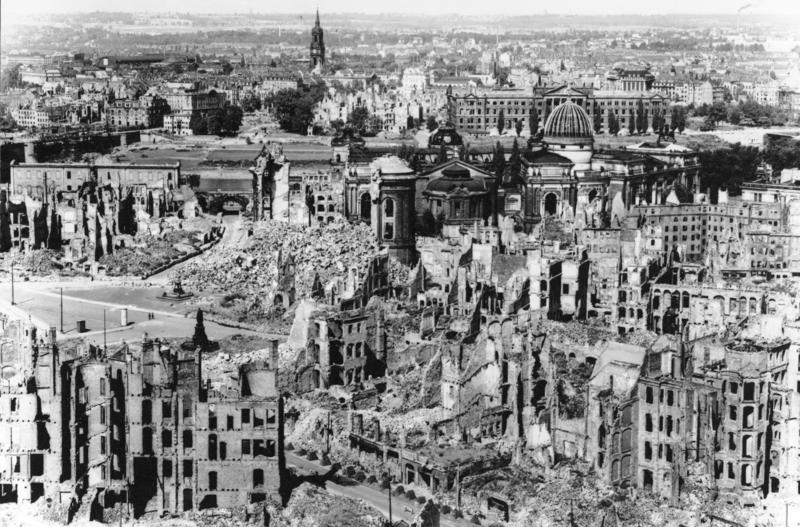
La destrucción de Dresde, después de los bombardeos aéreos de la RAF y de los Estados Unidos, en febrero de 1945.

En las noches del 13 al 15 de febrero de 1945, unos 1200 bombarderos británicos y estadounidenses atacaron la ciudad alemana de Dresde, que estaba abarrotada de heridos y refugiados del frente oriental. Los ataques fueron parte de una campaña de bombardeos de área que fue iniciada por Churchill en enero con la intención de acortar la guerra. Churchill llegó a lamentar el bombardeo porque los informes iniciales sugerían un número excesivo de víctimas civiles cerca del final de la guerra, aunque una comisión independiente en 2010 confirmó un número de muertos entre 22 700 y 25 000. El 28 de marzo, decidió restringir los bombardeos de área y envió un memorando al general Ismay para el Comité de jefes de Estado Mayor:

La destrucción de Dresde sigue siendo una cuestión seria contra la conducta de los bombardeos aliados [...]. Siento la necesidad de concentrarnos más precisamente en los objetivos militares ... en lugar de meros actos de terror y destrucción desenfrenada, por impresionante que sea.

El historiador británico Frederick Taylor ha señalado que el número de ciudadanos soviéticos que murieron a causa de los bombardeos alemanes fue aproximadamente equivalente al número de ciudadanos alemanes que murieron en las incursiones aliadas. Jenkins pregunta si Churchill se sintió más conmovido por el presentimiento que por el arrepentimiento, pero admite que es fácil criticar con la perspectiva de la victoria. Agrega que la campaña de bombardeos en el área no fue más reprobable que el uso por parte del presidente Truman de la segunda bomba atómica en Nagasaki seis meses después. Andrew Marr, citando a Max Hastings, dice que el memorando de Churchill fue un «intento político calculado ... para distanciarse ... de la creciente controversia que rodea la zona ofensiva».

#### Día de la Victoria en Europa: 8 de mayo de 1945

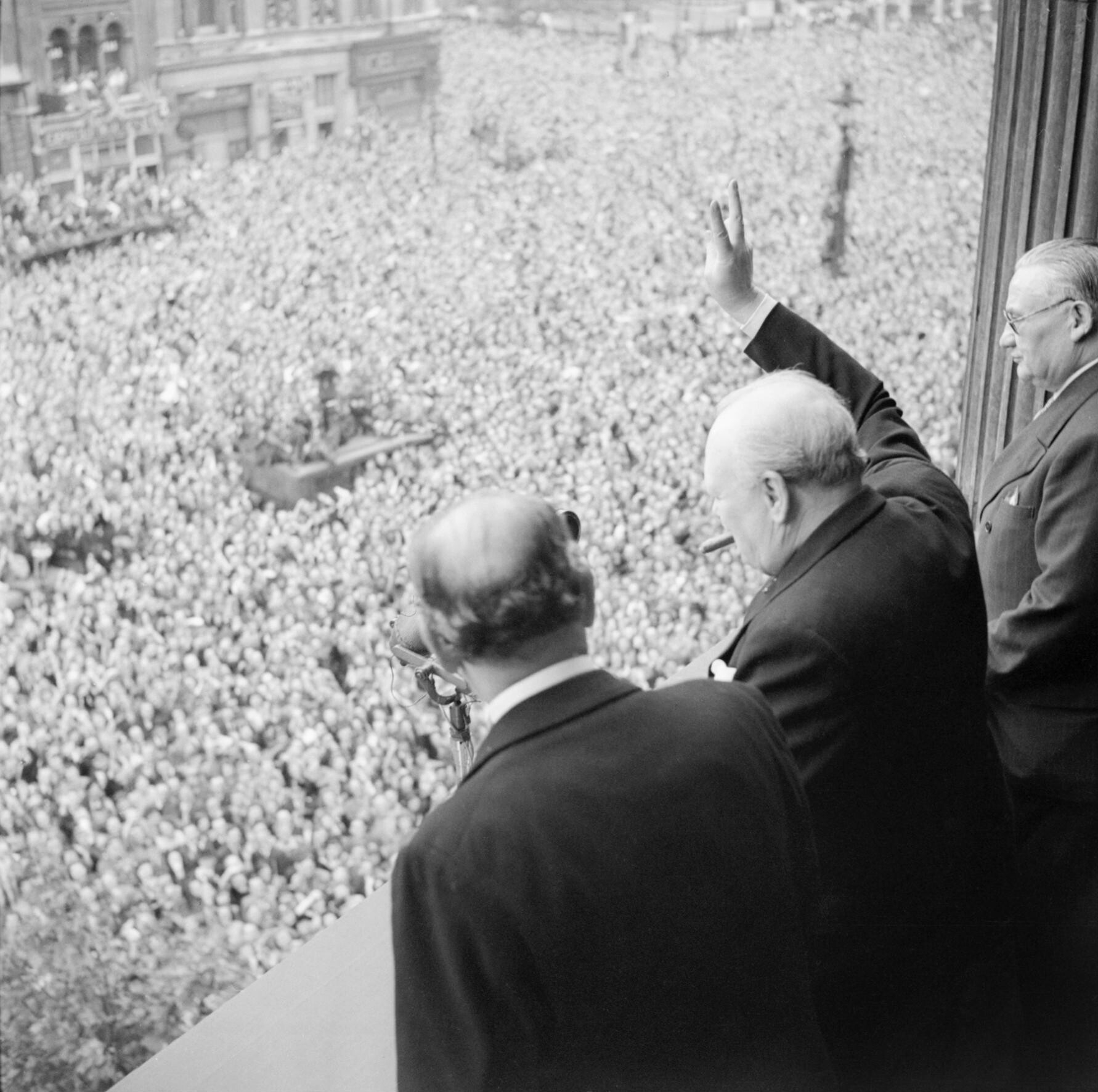
Churchill, haciendo la señal de la Victoria a la ciudadanía, el Día de la Victoria en Europa, el 8 de mayo de 1945, en Londres. Ernest Bevin, del Partido Laborista, a su derecha.

El 7 de mayo de 1945, en la sede de SHAEF en Reims, los aliados aceptaron la rendición de Alemania. El día siguiente fue el Día de la Victoria en Europa (Día VE) cuando Churchill transmitió a la nación que Alemania se había rendido y que un alto el fuego final en todos los frentes de Europa entraría en vigor un minuto después de la medianoche de esa noche (es decir, el día 9). Posteriormente, Churchill fue al Palacio de Buckingham, donde apareció en el balcón con la Familia Real ante una gran multitud de ciudadanos celebrantes. Fue del palacio a Whitehall donde se dirigió a otra gran multitud: «Dios los bendiga a todos. Esta es tu victoria. En nuestra larga historia, nunca hemos visto un día mejor que este. Todos, hombres o mujeres, han hecho todo lo posible».
En este punto le pidió a Ernest Bevin que se adelantara y compartiera los aplausos. Bevin dijo: «No, Winston, este es tu día», y procedió a dirigir a la gente en el canto de For He's a Jolly Good Fellow. Por la noche, Churchill hizo otra transmisión a la nación afirmando que la derrota de Japón seguiría en los próximos meses (los japoneses se rindieron el 15 de agosto de 1945).

### Gobierno provisional: mayo de 1945 a julio de 1945
Terminada la guerra en Europa, desplazándose el frente hacia el Japón y el Pacífico, y después de que las últimas elecciones generales se hubieran celebrado en noviembre de 1935, hacia prácticamente diez años, el Partido Laborista de Attlee retiró el apoyo al gobierno de coalición, solicitando la celebración de elecciones. Por ello, Churchill renunció como primer ministro el 23 de mayo de 1945. Sin embargo, ese mismo día, aceptó la invitación del Rey Jorge VI a formar un nuevo gobierno de carácter transitorio con ministros y con miembros de la órbita del Partido liberal e independientes como Sir John Anderson y Lord Woolton. En cualquier caso, sin los laboristas o los cuadros del Partido liberal como Archibald Sinclair. Aunque Churchill continuó desempeñando las funciones de primer ministro, incluido el intercambio de mensajes con la administración estadounidense sobre la próxima Conferencia de Potsdam, no se le reeligió formalmente, por el Parlamento, hasta el 28 de mayo. Si bien quedaba claro que era una solución circunstancial hasta que se celebraran las elecciones, finalmente, el 5 de julio.

#### Conferencia de Potsdam: julio de 1945

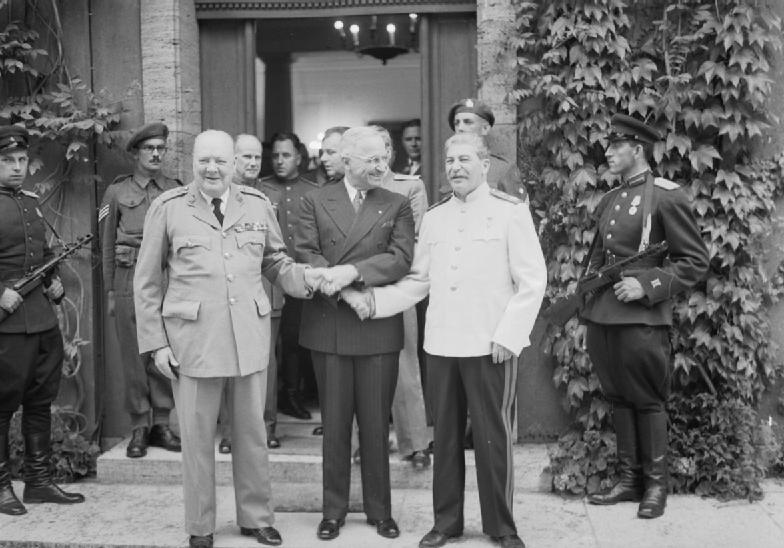
Churchill, Truman y Stalin, en la Conferencia de Potsdam, en julio de 1945.

Churchill era el representante de Gran Bretaña en la Conferencia de Potsdam, de la posguerra, cuando se inauguró el 17 de julio y estuvo acompañado en sus sesiones no solo por Eden como secretario de Relaciones Exteriores, sino también, en espera del resultado final de las elecciones generales de ese mismo mes, por el líder del Partido Laborista, Clement Attlee. 

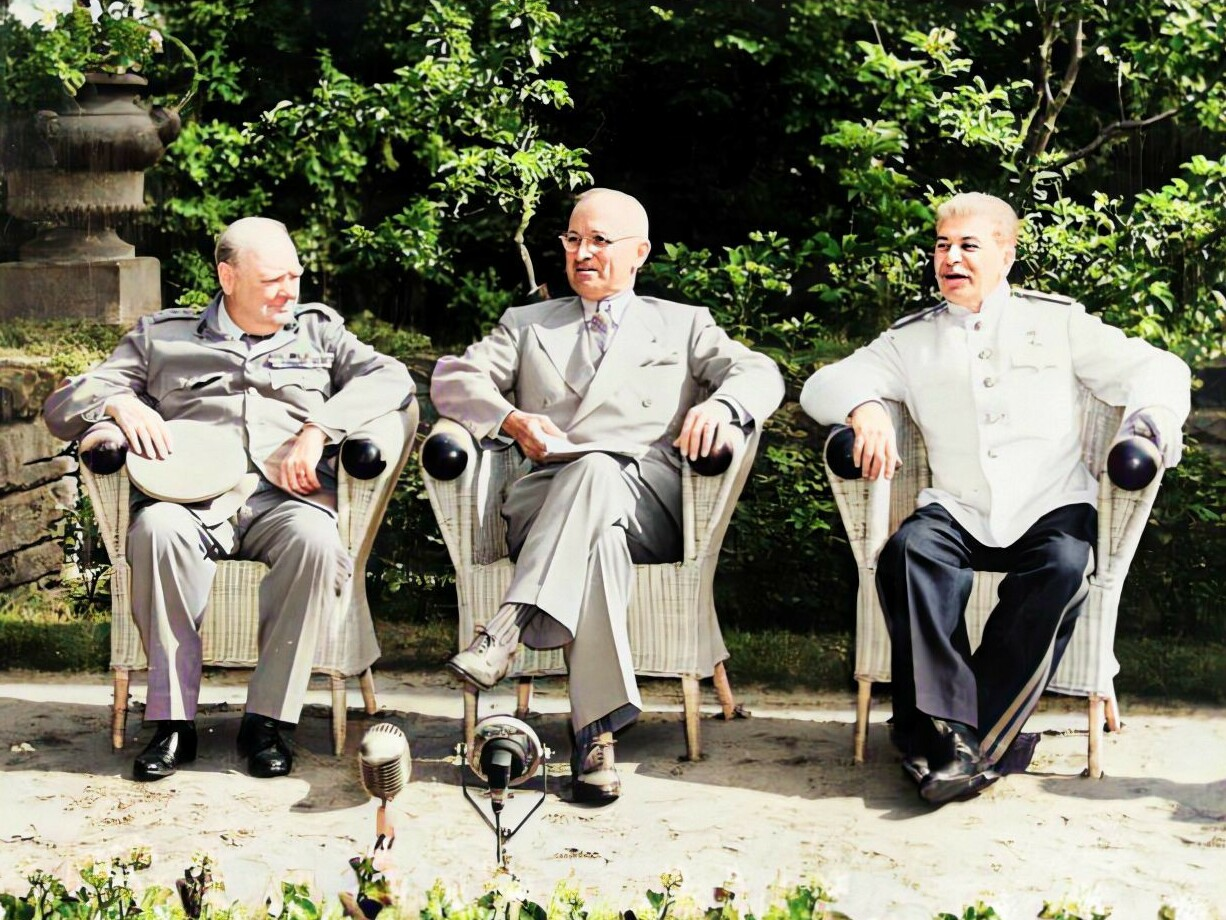
Churchill, Truman y Stalin, en la Conferencia de Potsdam, en julio de 1945.

Asistieron a nueve sesiones en nueve días antes de regresar a Inglaterra para conocer el desenlace final del recuento electoral.. 
Después de la victoria, por mayoría absoluta, el nuevo primer ministro, el laborista Attlee regresó con Ernest Bevin como el nuevo Secretario de Relaciones Exteriores y hubo otros cinco días de discusión.
Potsdam no resultó beneficioso para Churchill; Eden luego describió su actuación como «espantosa», al decir que no estaba preparado y era prolijo. Churchill molestó a los chinos, exasperó a los estadounidenses y fue fácilmente dirigido por Stalin, a quien se suponía que debía resistir.

Al conocerse que los resultados de las elecciones generales de julio 1945 otorgaban la victoria a Clement Attlee, provocó que Churchill fuera sustituido por éste al final de la Conferencia de Potsdam

#### Necesidad de reformas sociales y estructurales en la posguerra.
Churchill no podía ignorar la necesidad de reformas de posguerra que cubrieran una amplia gama de áreas como agricultura, educación, empleo, salud, vivienda y bienestar. El Informe de William Beveridge con sus cinco «Giant Evils» se publicó en noviembre de 1942 y adquirió gran importancia en medio de la aclamación popular generalizada. Arthur Greenwood había iniciado su investigación anterior sobre el seguro social y los servicios aliados en junio de 1941
Aun así, Churchill no estaba realmente interesado porque estaba concentrado en ganar la guerra y vio la reforma en términos de poner orden después. Su actitud quedó demostrada en una transmisión de radio del domingo por la noche el 26 de marzo de 1944. Se vio obligado a dedicar la mayor parte al tema de la reforma y mostró una clara falta de interés. En sus respectivos diarios, Colville dijo que Churchill había transmitido «con indiferencia» y Harold Nicolson dijo que, para muchas personas, Churchill parecía «un anciano cansado y petulante».
Al final, sin embargo, fue la demanda de reforma de la población lo que decidió las elecciones generales del 5 de julio de 1945. Se percibía al laborismo como el partido que desarrollaría los planteamientos formulados por William Beveridge. La ciudadanía percibió que Clement Attlee, Ernest Bevin y los otros ministros laboristas de la coalición de gobierno de Churchill durante la guerra estaban trabajando hacia la reforma y se ganaron la confianza mayoritaria del electorado.

## Derrota en las elecciones generales de julio de 1945
Churchill fue considerado tras finalizar, la Segunda Guerra Mundial en Europa, un gigante político, pero a pesar de su popularidad no contaba con la fidelidad incondicional del electorado británico. Aunque la importancia de Churchill durante la guerra era indiscutible, lo cierto es que también tenía bastantes detractores en su país. Su desacuerdo con ideas como mejorar el sistema de salud, la educación pública y reformas estructurales, produjo descontento entre amplios sectores de la población, particularmente entre aquellos que habían luchado en la guerra. Algunos historiadores opinan que los británicos creían que aquel que los había guiado con éxito en la guerra, no era el mejor hombre para liderarlos en la paz. Otros piensan que fue más bien el Partido Conservador, y no Churchill, el que fue derrotado debido a la actuación de Neville Chamberlain y Stanley Baldwin en los años treinta. Al mismo tiempo, motivado por las circunstancias excepcionales de guerra, durante prácticamente 10 años, tampoco se habían celebrado elecciones generales desde noviembre de 1935, cuando la periodicidad es de cinco años, siendo el Partido laborista de Attlee, el que forzara la celebración de los comicios al retirar su apoyo al gobierno de coalición, una vez acabada la guerra en Europa. Sin embargo, en Estados Unidos, ya estando en guerra, se celebraron, en plazo y sin postergaciones, las elecciones presidenciales de 1944, en las que fue reelegido Franklin Roosevelt por cuarta vez consecutiva. Añadiendo que la participación de los laboristas en el gobierno no había causado tensiones ni conflictos destacados, realizando una gestión satisfactoria y favorable, facilitando, desde el principio, la creación del gobierno de coalición. 

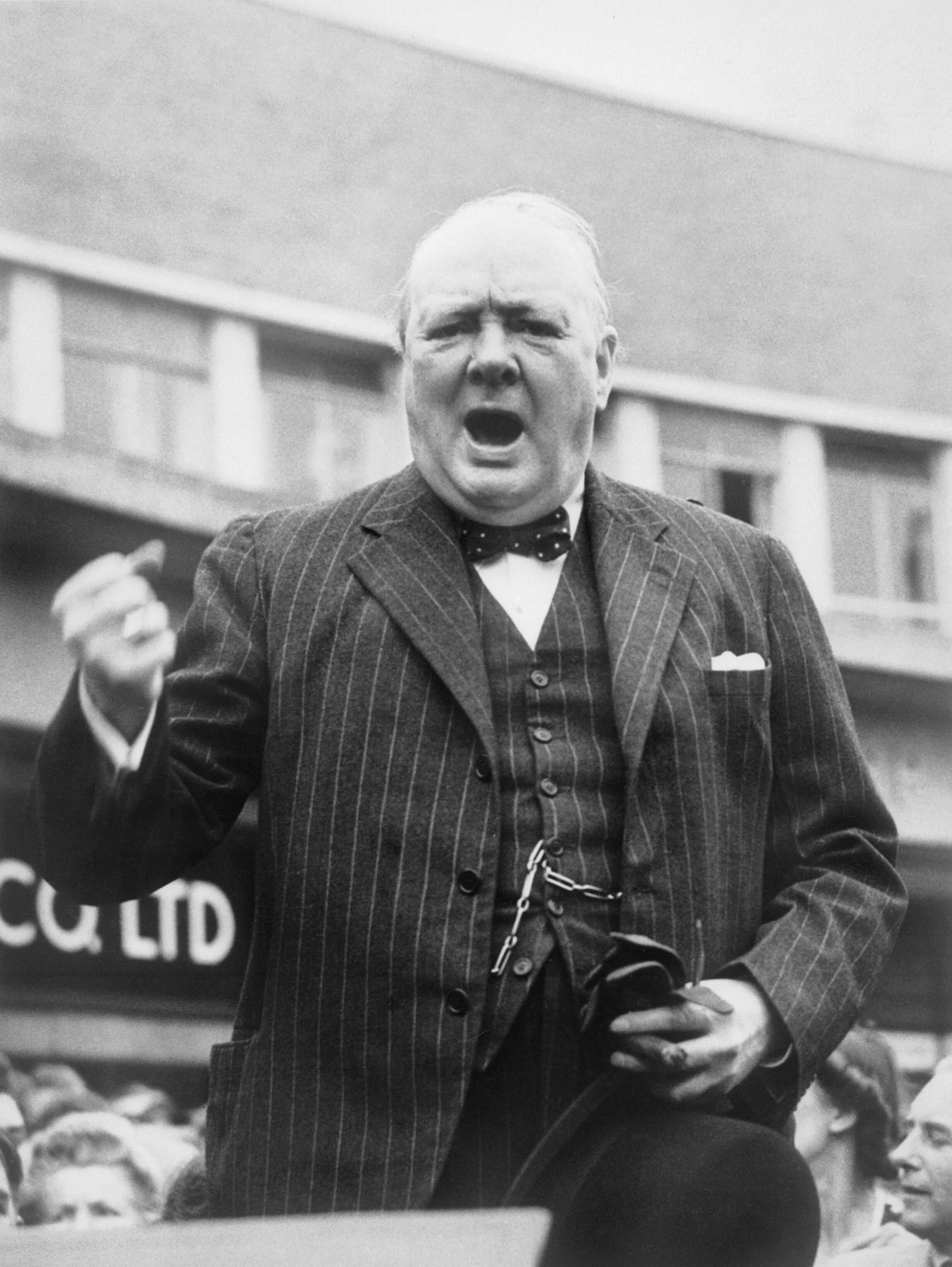
Churchill en la campaña electoral de las elecciones generales de 1945, el 27 de junio, en Uxbridge, cerca de Londres.

Además Churchill manejó mal la campaña electoral recurriendo a la política de partidos y tratando de denigrar al laborismo. El 4 de junio, cometió un grave error político al decir en una transmisión de radio que un gobierno laborista requeriría «alguna forma de Gestapo» para hacer cumplir su agenda. Fue contraproducente, y Attlee capitalizó el error político al decir en su respuesta, transmitida al día siguiente,: «La voz que escuchamos anoche era la del Sr. Churchill, pero la mente era la de Lord Beaverbrook». Jenkins dice que esta transmisión fue «la realización de Attlee».
Finalmente, las elecciones generales se celebraron el 5 de julio de 1945, sin embargo los resultados no se conocieron hasta el 26 de julio, debido a la necesidad de recoger los votos de los que prestan servicios en el extranjero. Clementine y su hija Mary habían estado en el condado de Woodford, el nuevo distrito electoral de Churchill en Essex, y habían regresado a Downing Street para reunirse con él para almorzar. Churchill no tuvo oposición de los principales partidos en Woodford, pero su mayoría sobre un único candidato independiente fue mucho menor de lo esperado. Por ello, anticipó la derrota del Laborismo y Mary describió más tarde el almuerzo como «una ocasión de tristeza estigia». A la sugerencia de Clementine de que la derrota electoral podría ser «una bendición disfrazada», Churchill respondió: «Por el momento parece disfrazada de manera muy eficaz».
Esa tarde, el médico de Churchill, Lord Moran, así lo registró más tarde en su libro The Struggle for Survival, se compadeció de él por la «ingratitud» del pueblo británico, a lo que Churchill respondió: «Yo no lo llamaría así. Lo han pasado muy mal».
Churchill perdiendo las elecciones, al haber obtenido la mitad de parlamentarios que el Partido Laborista de Atllee, y a pesar de disfrutar de mucho apoyo personal entre la población británica, dimitió como primer ministro esa noche. Fue sucedido por Attlee quien formó el primer gobierno laborista con mayoría absoluta en el Parlamento en la historia del país. Churchill continuó dirigiendo el Partido Conservador y, durante seis años, se desempeñó como líder de la oposición.

## Líder de la oposición: julio de 1945 a octubre de 1951

### Integración europea y relaciones internacionales

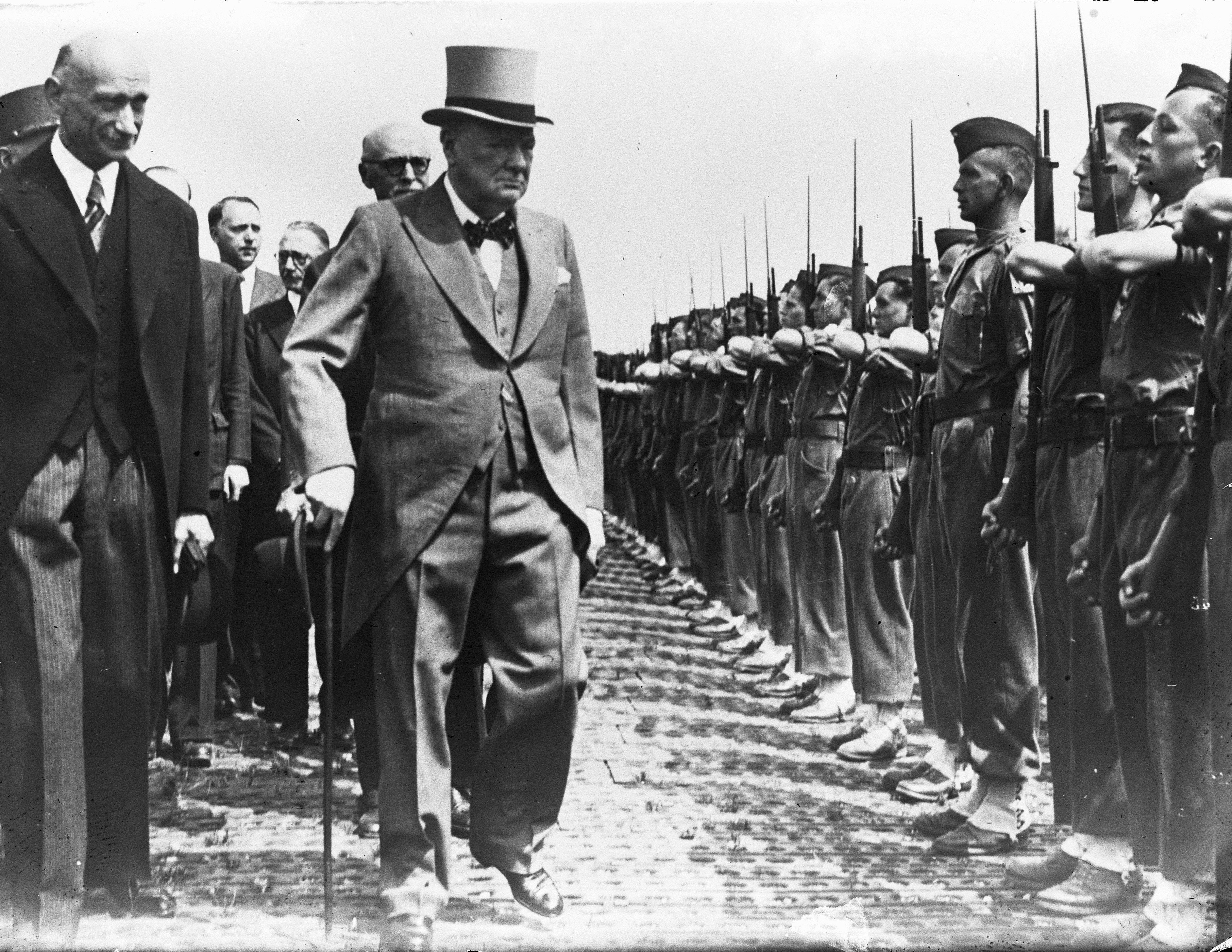
Churchill y Robert Schuman (izquierda), uno de los principales impulsores de la integración europea, en Metz (Francia), en julio de 1946.

En su nuevo papel de líder de la oposición, Churchill se centró, principalmente, en aportar sus puntos de vista y posicionamientos en las relaciones internacionales de la posguerra, especialmente, en lo que a Europa se refería, mediante la estancia constante en distintos estados extranjeros.
Fue uno de los primeros y principales defensores del paneuropeismo y de la integración europea. Apoyó las creaciones del Consejo de Europa, en cuya primera reunión, el 5 de mayo de 1949, contó con su presencia, y la Comunidad Europea del Carbón y del Acero en 1951, germen de la actual Unión Europea, lo que él concebía como unos «Estados Unidos de Europa» a formular. No obstante, cabe resaltar que su respaldo fue siempre con la firme condición de que Gran Bretaña no debía unirse a ninguna agrupación federal europea, sino que su futuro estaba ligado al de los Estados Unidos y al atlantismo.

#### Discurso «para la juventud académica»: 19 de septiembre de 1946

Churchill, en la Universidad de Zúrich, realizando el «Discurso para la juventud académica», en septiembre de 1946.

El 19 de septiembre de 1946, en la Universidad de Zúrich, formuló, en su famoso discurso «Discurso para la juventud académica», su idea de integración europea, bajo la de nominación de  «Estados Unidos de Europa», como garantía para la paz, la seguridad y la libertad, para, así, evitar futuros conflictos entre Francia y Alemania, proclamó:

«Existe un remedio que [...] en pocos años podría hacer a toda Europa [...]
libre y [...] feliz. Consiste en volver a crear la familia europea, o al menos la parte de ella que podamos, y dotarla de una estructura bajo la cual pueda vivir en paz, seguridad y libertad. Debemos construir una especie de Estados Unidos de Europa».

En esa época defendió la idea de la creación de un Tribunal Europeo de Derechos Humanos, siendo establecido, una década después, el 21 de enero de 1959. Además de formular, por primea vez, la creación «ejército europeo» destinado a proteger el continente y dotar de cierta fuerza a la diplomacia europea.
También abogó por darle a Francia un asiento permanente en el Consejo de Seguridad de las Naciones Unidas, lo cual añadía otra poderosa nación europea a dicho consejo, para contrarrestar el poder de la Unión Soviética, que también tenía un asiento permanente.

#### Discurso del «Telón de acero»: 5 de marzo de 1946
Al principio de la Guerra Fría acuñó el término del telón de acero, la cual originalmente había sido mencionada por Joseph Goebbels, e incluso antes por el escritor ruso Vasili Rózanov en 1917. 

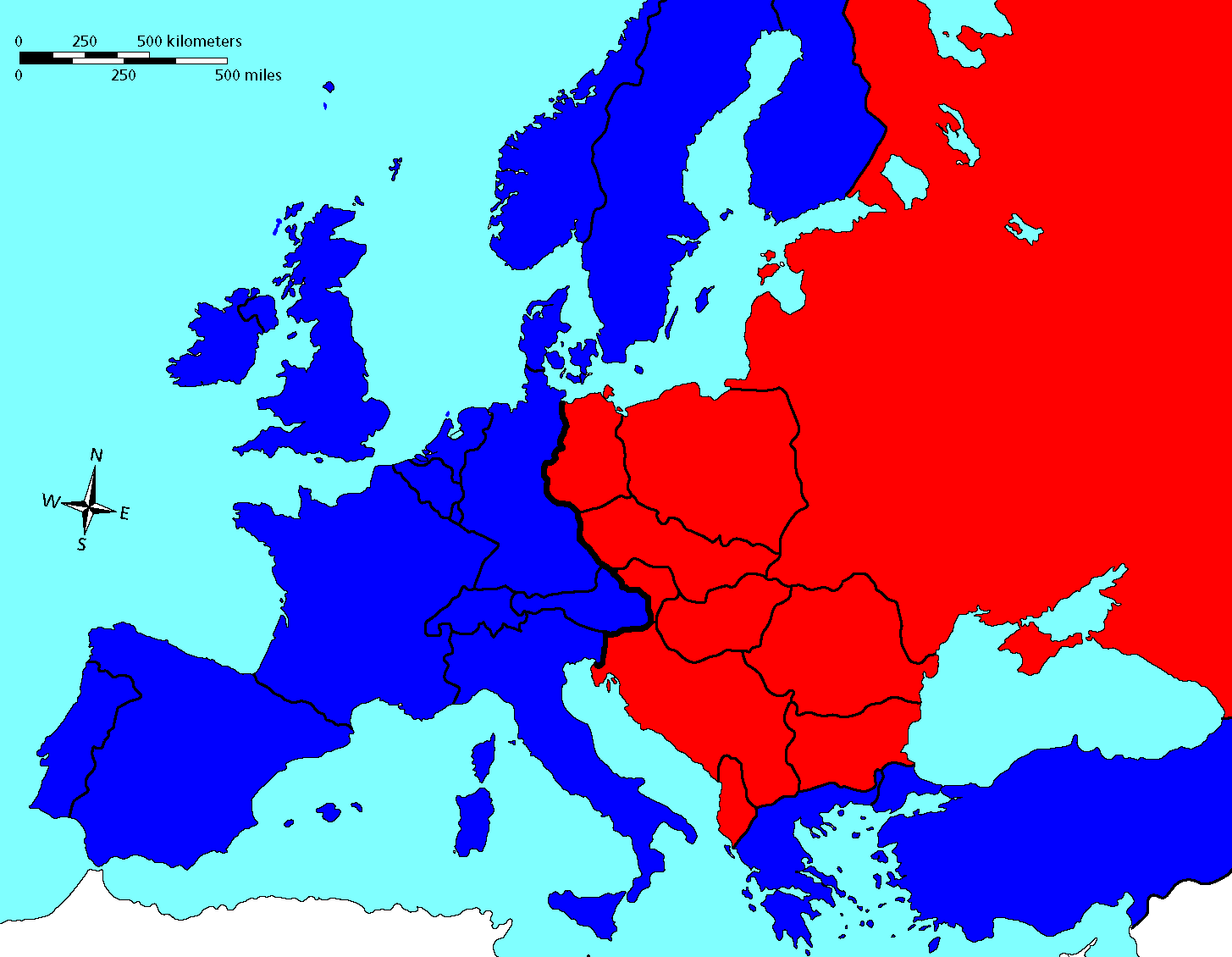
Mapa de la Europa del Telón de acero que nombró Churchill en marzo de 1946. En azul, los países del bloque Occidental; en rojo, los países del Bloque del Este.

En 1946, estuvo en Estados Unidos durante casi tres meses, desde principios de enero hasta finales de marzo. Fue en este viaje que pronunció su discurso Telón de acero, sobre la URSS y su creación del Bloque del Este. Hablando el 5 de marzo, en compañía del presidente Harry Truman, en Westminster College, en Fulton (Misuri), Churchill declaró:

"Desde Stettin en el Báltico hasta Trieste en el  Adriático, un telón de acero ha descendido por todo el continente (europeo). Detrás de esa línea se encuentran todas las capitales de los antiguos estados de Europa Central y  Oriental. Varsovia, Berlín, Praga, Viena, Budapest, Belgrado, Bucarest y Sofía, todas estas ciudades famosas y las poblaciones que las rodean se encuentran en lo que debo llamar la esfera soviética."

La esencia de su opinión era que, aunque la Unión Soviética no quería la guerra con los aliados occidentales, su posición atrincherada en Europa del Este había hecho imposible que las tres grandes potencias proporcionaran al mundo un «liderazgo triangular». El deseo de Churchill era una colaboración mucho más estrecha entre Gran Bretaña y Estados Unidos. En el mismo discurso, pidió «una relación especial entre la Commonwealth británica y el Imperio y los Estados Unidos», pero enfatizó la necesidad de cooperación en el marco de la Carta de las Naciones Unidas.

#### Reunificación de Irlanda
Habiendo vivido en Irlanda cuando era niño, siempre se opuso a su partición (República de Irlanda e Irlanda del Norte). Como ministro en 1913 y nuevamente en 1921, sugirió que el Úlster debería ser parte de una Irlanda unida, pero con cierto grado de autonomía de un gobierno irlandés independiente. Siempre se opuso a esto por los unionistas del Úlster. Mientras era líder de la oposición, le dijo a John W. Dulanty y Frederick Boland, sucesivos embajadores irlandeses en Londres, que todavía esperaba la reunificación.

### Nueva derrota en las elecciones generales de febrero de 1950
Finalizada la legislatura de cinco años, el Partido laborista, de la mano del primer ministro Clement Attlee, volvió a ganar las elecciones generales del 23 de febrero de 1950, obteniendo la mayoría absoluta, si bien solo por tres diputados. Churchill y el Partido conservador perdieron las elecciones por segunda vez consecutiva, por una diferencia de 17 parlamentarios. Al haber puesto la atención en a la política internacional, durante esos años en la oposición, descuidó el foco de la política nacional e interna, flanco que supieron atender, con políticas sociales y reformistas, los laboristas de Attlee desde el gobierno. Churchill decidió continuar ejerciendo como líder de la oposición en una legislatura que resultaría ser muy efímera.

## Segundo periodo de Primer ministro: octubre de 1951 a abril de 1955

### Victoria en las elecciones generales de octubre de 1951
Tan solo dieciocho meses después de haberse celebrado las elecciones y a pesar de disponer de una mayoría absoluta en la Cámara de los Comunes, el Primer ministro Attlee convocó elecciones anticipadas, con la intención de ampliar esa mayoría absoluta que era ajustadísima y gobernar con mayor comodidad. 
Sin embargo, el desenlace de las elecciones del 25 de octubre de 1951 fue otro: si bien el Partido laborista ganó en voto popular, el Partido Conservador de Churchill obtuvo la mayoría absoluta de los parlamentarios. Churchill fue así elegido Primer ministro, por un segundo periodo, que ejercería hasta su renuncia el 5 de abril de 1955.

#### Nombramientos del Gabinete
En su gobierno figuró Anthony Eden, su eventual sucesor, como ministro de Asuntos Exteriores, la cartera con la que Churchill le dio más trascendencia y relevancia durante su mandato. Otro futuro Primer ministro, Harold Macmillan, sucesor de Eden, fue nombrado por Churchill ministro de Vivienda y Gobierno Local con la misión de construir 300 000 casas nuevas por año, la única gran preocupación nacional interna real de Churchill. Macmillan logró el objetivo y, en octubre de 1954, fue ascendido a ministro de Defensa.

### Relaciones exteriores
Sus prioridades internas fueron, no obstante, dejadas de lado por una serie de crisis políticas en el extranjero, que eran resultado del continuo declive del poderío y prestigio militar británico. Al mismo tiempo, trató de inmiscuirse en la formación del orden de posguerra.

#### Retener un Imperio británico en estado de desintegración
Acérrimo defensor de Gran Bretaña como gran potencia mundial, Churchill optó a menudo por las acciones directas. Intentando retener lo máximo posible de un Imperio británico que se estaba descomponiendo a marchas forzadas, reconvirtiéndose en la Commonwealth actual. Afirmó una vez: «No presidiré un desmembramiento».

#### Relación especialcon los Estados Unidos, el gran aliado
Durante este tiempo, renovó lo que él mismo denominó la «relación especial» con los Estados Unidos para lo que realizó cuatro viajes transatlánticos desde enero de 1952 hasta julio de 1954.
Churchill temía una conflagración global y creía firmemente que la única forma de preservar la paz y la libertad era construir sobre una base sólida de amistad y cooperación entre Gran Bretaña y Estados Unidos.

##### Presidencia de Harry Truman

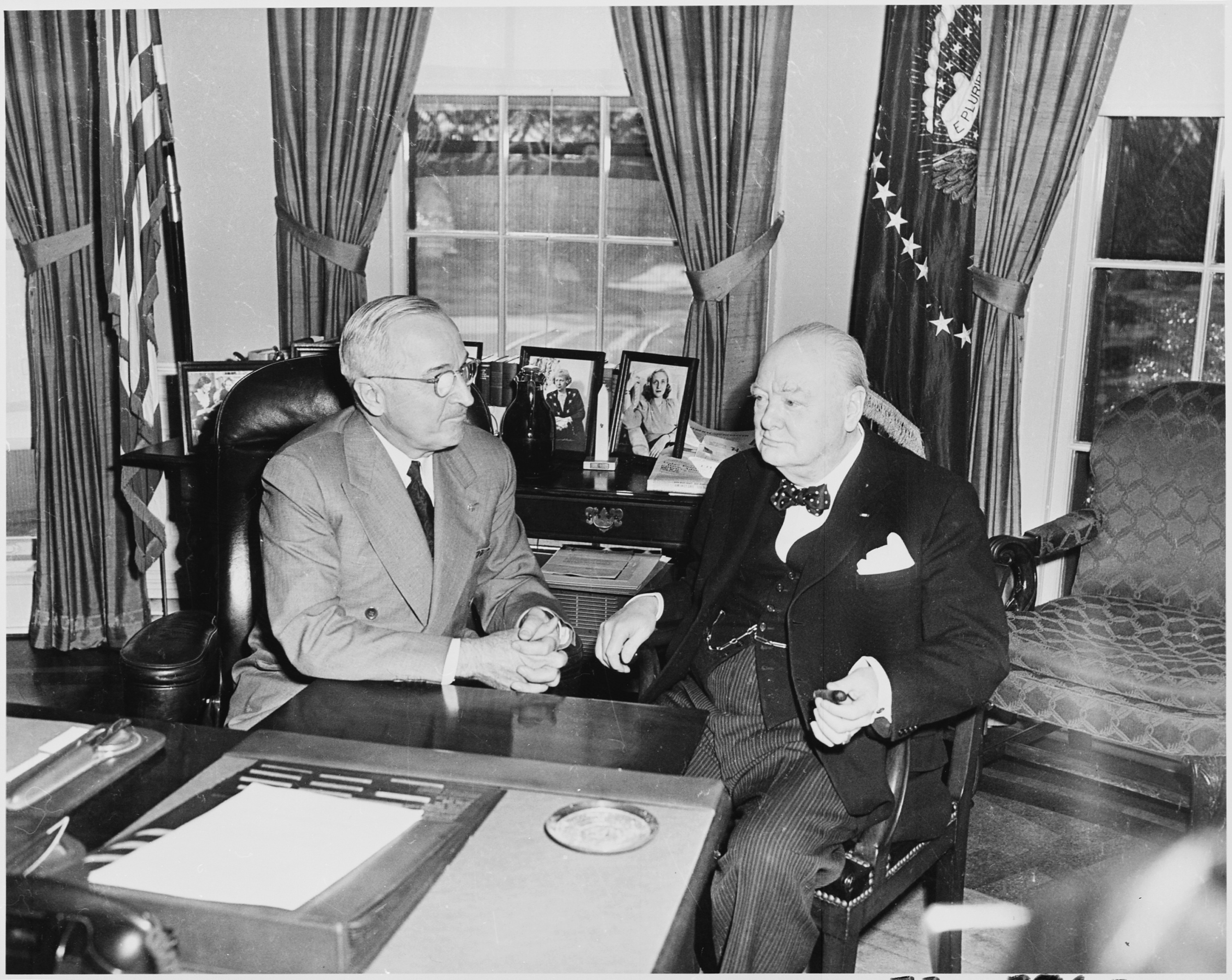
Truman y Churchill, en el Despacho Oval de la Casa Blanca, en enero de 1952.

Disfrutó de una buena relación con Harry Truman, pero surgieron dificultades sobre la planificada Comunidad Europea de Defensa (EDC), mediante la cual Truman esperaba reducir la presencia militar de Estados Unidos en Alemania Occidental; Churchill se mostró escéptico sobre la EDC.Él quería el apoyo militar de Estados Unidos a los intereses británicos en Egipto y Oriente Medio, pero eso fue rechazado. Si bien Truman esperaba la participación militar británica en Corea, consideraba que cualquier compromiso de Estados Unidos con Oriente Medio era un mantenimiento del imperialismo británico. Los estadounidenses reconocieron que el Imperio británico estaba en decadencia terminal y habían acogido con satisfacción la política de descolonización del gobierno de Attlee. Churchill creía que la posición de Gran Bretaña como potencia mundial dependía de la existencia continua del imperio.

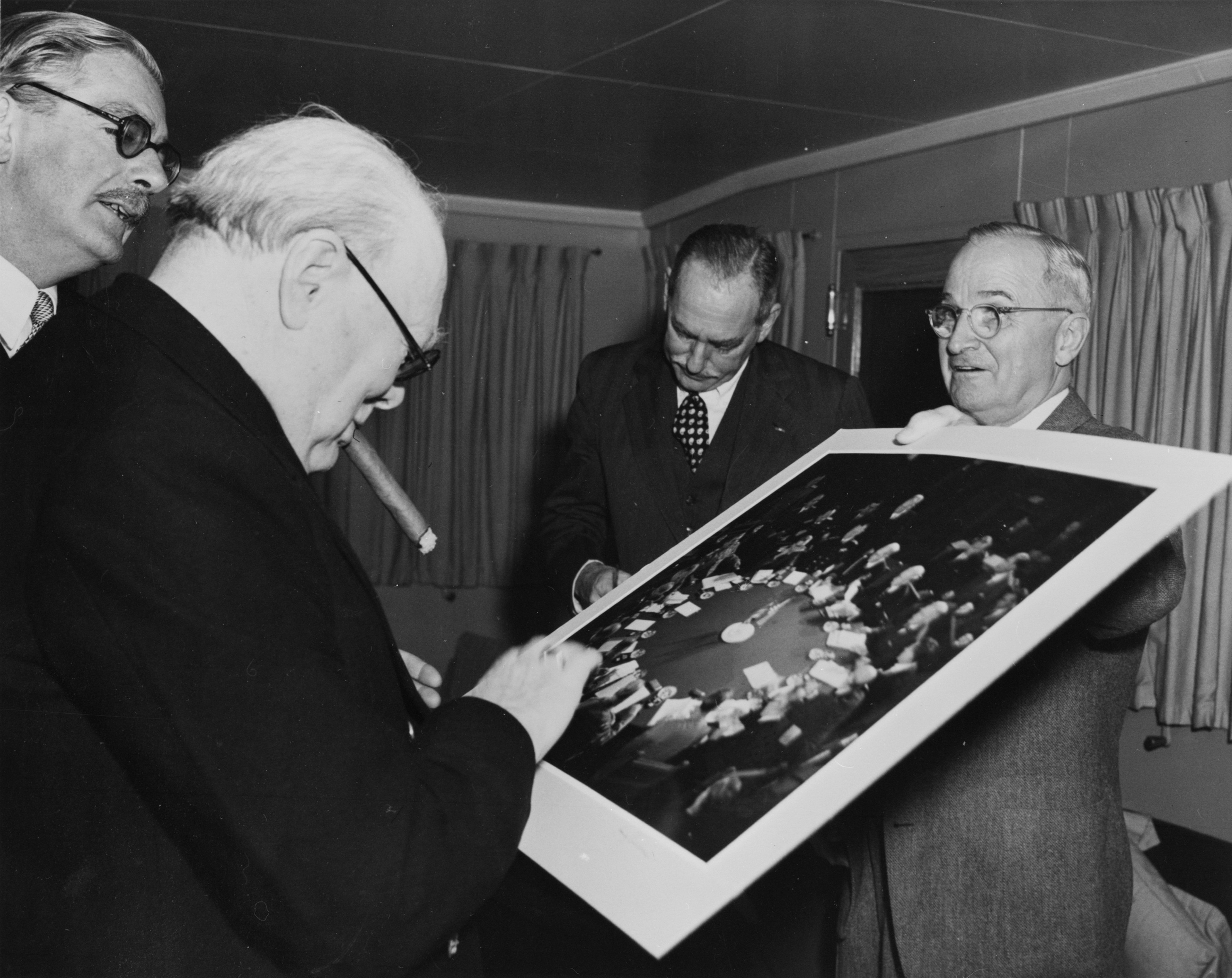
Churchill y el Presidente Truman regalándole una fotografía de la Conferencia de Potsdam (1945), en enero de 1952. En segundo plano, Eden y Dean Acheson.

##### Presidencia de Dwight Eisenhower

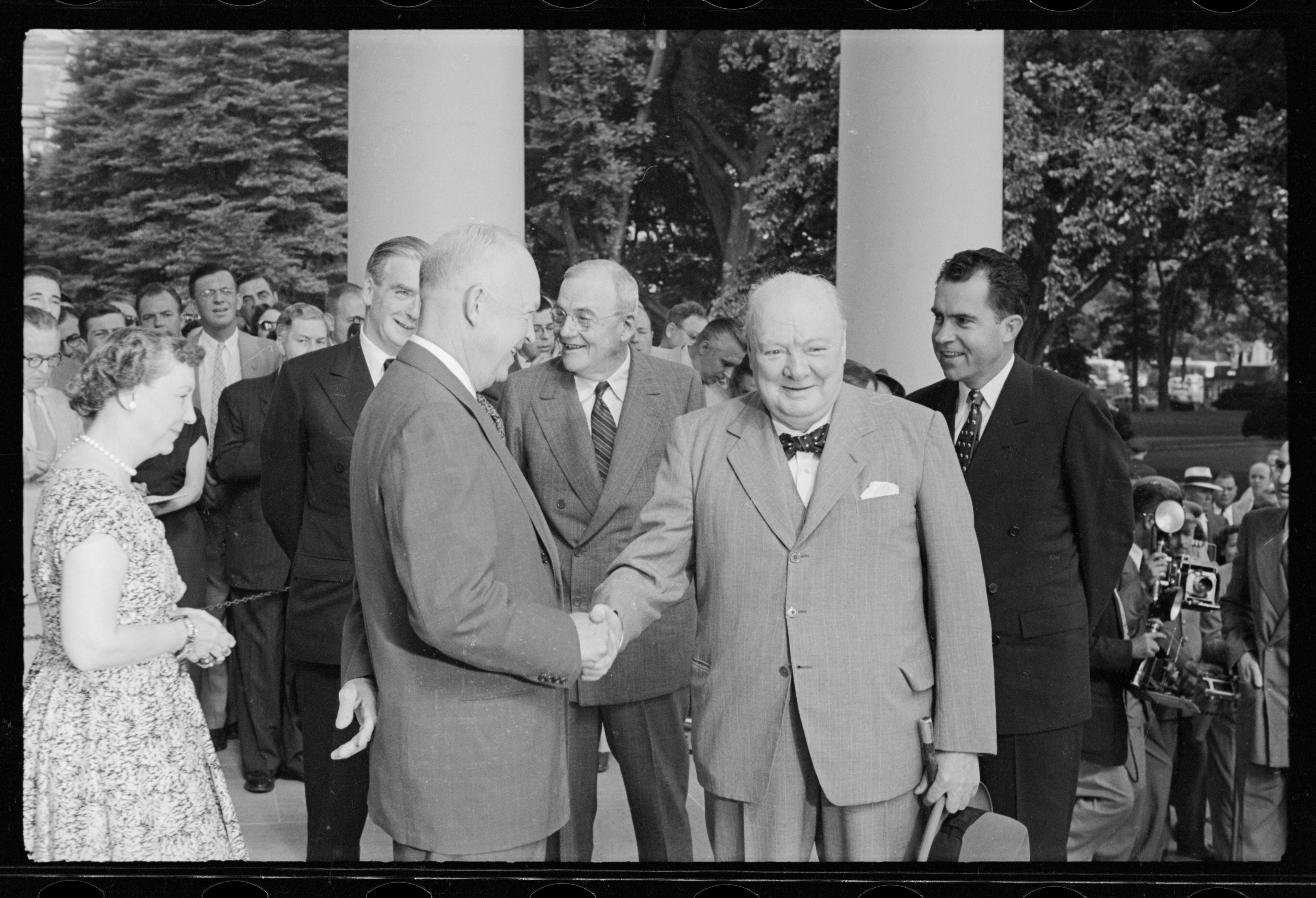
Visita de Churchill al Presidente Eisenhower a la Casa Blanca, con el vicepresidente, Richard Nixon (en segundo plano, derecha), y la primera dama, Mamie Eisenhower (izquierda), en junio de 1954.

Churchill estaba inquieto por la elección de Dwight Eisenhower como sucesor de Truman. Después de la muerte de Stalin el 5 de marzo de 1953, Churchill buscó una reunión cumbre con los soviéticos, pero Eisenhower se negó por temor a que los soviéticos la usaran para propaganda. En julio de ese año, lamentaba profundamente que los demócratas no hubieran sido reelegidos. Le dijo a Colville que Eisenhower como presidente era «a la vez débil y estúpido». Creía que Eisenhower no comprendía completamente el peligro que representaba la bomba H y desconfiaba mucho del Secretario de Estado de Eisenhower, John Foster Dulles. Se reunió con Eisenhower en vano en la Conferencia de las Bermudas de las Tres Potencias (el primer ministro francés Joseph Laniel fue el tercer participante) en diciembre de 1953 con Churchill como anfitrión, ya que la conferencia se llevó a cabo en territorio británico) y en junio/julio de 1954 en la Casa Blanca. Al final, fueron los soviéticos quienes propusieron una cumbre de cuatro potencias, pero no se reunió hasta el 18 de julio de 1955, tres meses después de la jubilación de Churchill.

#### La disputa anglo-iraní
Esta crisis se inició bajo el gobierno de Clement Attlee. En marzo de 1951, el Parlamento iraní votó por nacionalizar la petrolera Anglo-Iranian Oil Company a propuesta del primer ministro Mohammad Mosaddeq, elegido en abril de 1951. La Corte Internacional de Justicia fue convocada para mediar en la disputa, pero la oferta de repartir las ganancias a medias con reconocimiento de la nacionalización no fue aceptada por Mossadeq. Las negociaciones entre el gobierno británico y el iraní cesaron y el gobierno británico comenzó a fraguar un golpe de Estado. El Presidente estadounidense Harry S. Truman no estaba muy de acuerdo con dicho golpe, dedicándole mayor atención a la guerra de Corea que se estaba llevando a cabo. Los británicos, sin embargo, procedieron con un bloqueo y un embargo que prácticamente cerraron las exportaciones de petróleo iraní.
Churchill intensificó la política de socavar al gobierno de Mosaddeq. Ambas partes lanzaban propuestas que eran rechazadas bajo la creencia que el tiempo estaba de su parte. Las negociaciones cesaron y el bloqueo económico y político comenzó a poner presión sobre Irán, produciéndose varios intentos de golpes militares por facciones probritánicas de la Asamblea Consultiva Nacional de Irán.
Churchill y su ministro de relaciones exteriores perseguían dos objetivos. Por una parte querían el desarrollo y la reforma en Irán, sin embargo, no querían perder el control sobre las ganancias derivadas del petróleo. Inicialmente respaldaron a Seyyed Ziaoddín Tabatabaí como el individuo con quién podían tratar, pero a medida que el embargo se extendía en el tiempo, los británicos se inclinaron más y más a lograr alianzas con los militares. Churchill había completado el círculo iniciado con los planes de Attlee de dar un golpe de Estado, con la idea de elaborar un plan similar al mismo.
La crisis se extendió hasta 1953. Churchill, apoyado por el presidente Dwight D. Einsehower, aprobó un plan para dar un golpe de Estado en Irán. El plan contaba con colocar en el poder a un contendiente de Mosaddeq llamado Fazlollah Zahedí. En el verano de 1953, las manifestaciones callejeras comenzaron a intensificarse en Irán y tras el fracaso de un plebiscito, el gobierno de Mosaddeq quedó desestabilizado. Zahedí, con ayuda de financiación extranjera, tomó el poder el 19 de agosto de 1953.
Este golpe de Estado indicaba la tensión existente en los años de la postguerra: la democracias industrializadas, hambrientas por recursos para reedificar Europa tras la Segunda Guerra Mundial y con la necesidad de enfrentarse a la Unión Soviética en la Guerra Fría, lidiaron con los países emergentes, tales como Irán, en la misma forma que lo hicieron con sus antiguas colonias. La idea de una posible tercera guerra mundial contra la Unión Soviética les obligaba a perder los escrúpulos en la manipulación de la política en países emergentes. Por otra parte los gobiernos de estos países eran frecuentemente inestables y corruptos. Estos factores creaban un círculo vicioso que consistía en una intervención que llevaba a la toma de poder por un gobierno dictatorial, el cual rápidamente degeneraba en corrupción, lo cual a su vez requería nuevas intervenciones.

#### La rebelión del Mau Mau
En 1951, se produjo un enfrentamiento entre el gobierno británico y la Unión Africana de Kenia en relación con la distribución de la tierra en esta colonia. Cuando las demandas de la Unión no fueron aceptadas por los británicos, se produjo en 1952 la rebelión de los Mau Mau, un grupo terrorista. El 17 de agosto de 1952 se declaró el estado de emergencia y tropas británicas fueron enviadas a Kenia para acabar con la rebelión. A medida que ambos bandos intensificaron la ferocidad de sus ataques, la rebelión se convirtió en una guerra civil.
En 1953, tras las matanza de Lari perpetrada por los rebeldes Mau Mau contra los kikuyos, quienes eran leales a los británicos, la situación política en Kenia cambió en el sentido de que los británicos obtuvieron una ventaja política a los ojos del mundo, dada la crueldad demostrada por los Mau Mau en dicha masacre. La estrategia de Churchill fue la de enfrentar militarmente con mano dura la rebelión, mientras implementaba algunas de las concesiones que el gobierno de Attlee había bloqueado en 1951. Incrementó la presencia militar de los británicos nombrando al general sir George Erskine como jefe de las tropas en Kenia, quien implementó la llamada «Operación Anvil» en 1954, la cual derrotó a la rebelión en la ciudad de Nairobi. Otra operación denominada «Hammer» fue llevada a cabo para eliminar a los rebeldes en el resto del país. Churchill ordenó iniciar negociaciones de paz con políticos de Kenia, pero estas colapsaron poco después de que él se retirase del gobierno.

#### La emergencia de Malasia
En Malasia, la rebelión contra los británicos se venía fraguando desde 1948. Nuevamente Churchill heredó una crisis y nuevamente eligió tomar acciones militares contra los rebeldes, al mismo tiempo que trataba de lograr alianzas con sectores leales a los británicos. Inició una campaña para ganarse la buena voluntad de la población y aprobó la creación de aldeas fortificadas, una táctica militar que impondrían posteriormente las potencias occidentales en sus guerras en el Sudeste de Asia.
La emergencia de Malasia era un movimiento de guerrillas que si bien estaba centrada en un grupo étnico, había sido promovida por la Unión Soviética. Es por esto que la lucha de los británicos en este caso, tuvo mucho más respaldo que las confrontaciones de Kenia e Irán. En su punto culminante, los británicos contaban con 35 000 soldados en Malasia. La rebelión comenzó a perder fuerza y soporte de la población.
Si bien la rebelión se iba extinguiendo, era claro que el régimen colonial británico no podía mantenerse. En 1953 se hicieron planes para dar la independencia a Singapur y otras colonias en la región. Las primeras elecciones se llevaron a cabo en 1955, apenas unos días antes de la renuncia de Churchill al gobierno. En 1957, siendo primer ministro Anthony Eden, Malasia fue declarada independiente.

La Emergencia malaya, una guerra de guerrillas librada por combatientes comunistas contra las fuerzas de la Commonwealth, había comenzado en 1948 y continuó hasta 1960. Su gobierno mantuvo la respuesta militar a la crisis y adoptó una estrategia similar para el Levantamiento de Mau Mau en la Kenia británica (1952-1960). 

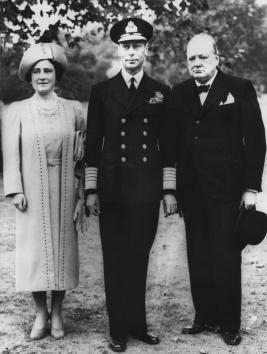
Churchill con el rey Jorge VI y la Reina, en octubre de 1940.

#### El Egipto de Nasser
Churchill se había visto obligado a reconocer el gobierno revolucionario de Egipto del coronel Nasser, que tomó el poder en 1952. Para gran consternación suya, en octubre de 1954 se llegó a un acuerdo sobre la evacuación gradual de las tropas británicas de su base de Suez. Además, Gran Bretaña acordó poner fin a su gobierno en el Sudán anglo-egipcio en 1956, aunque esto fue a cambio del abandono de Nasser de los reclamos egipcios sobre la región.

### Fallecimiento de Jorge VI y coronación de Isabel II

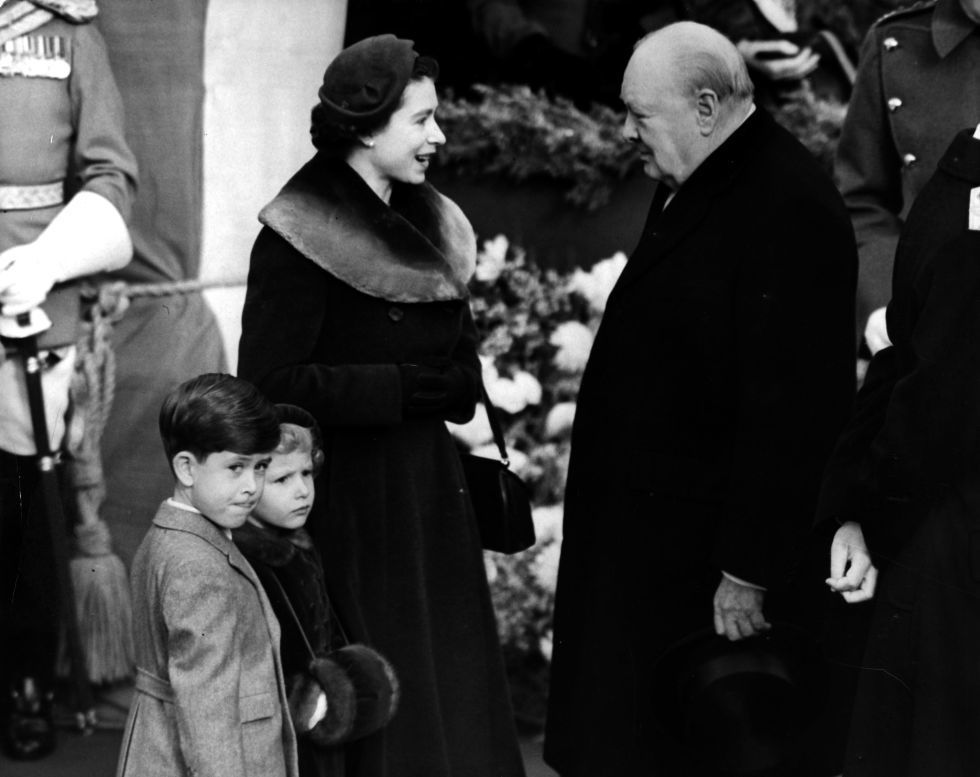
Churchill con la reina Isabel II, el Príncipe Carlos y la Princesa Ana, el 10 de febrero de 1953.

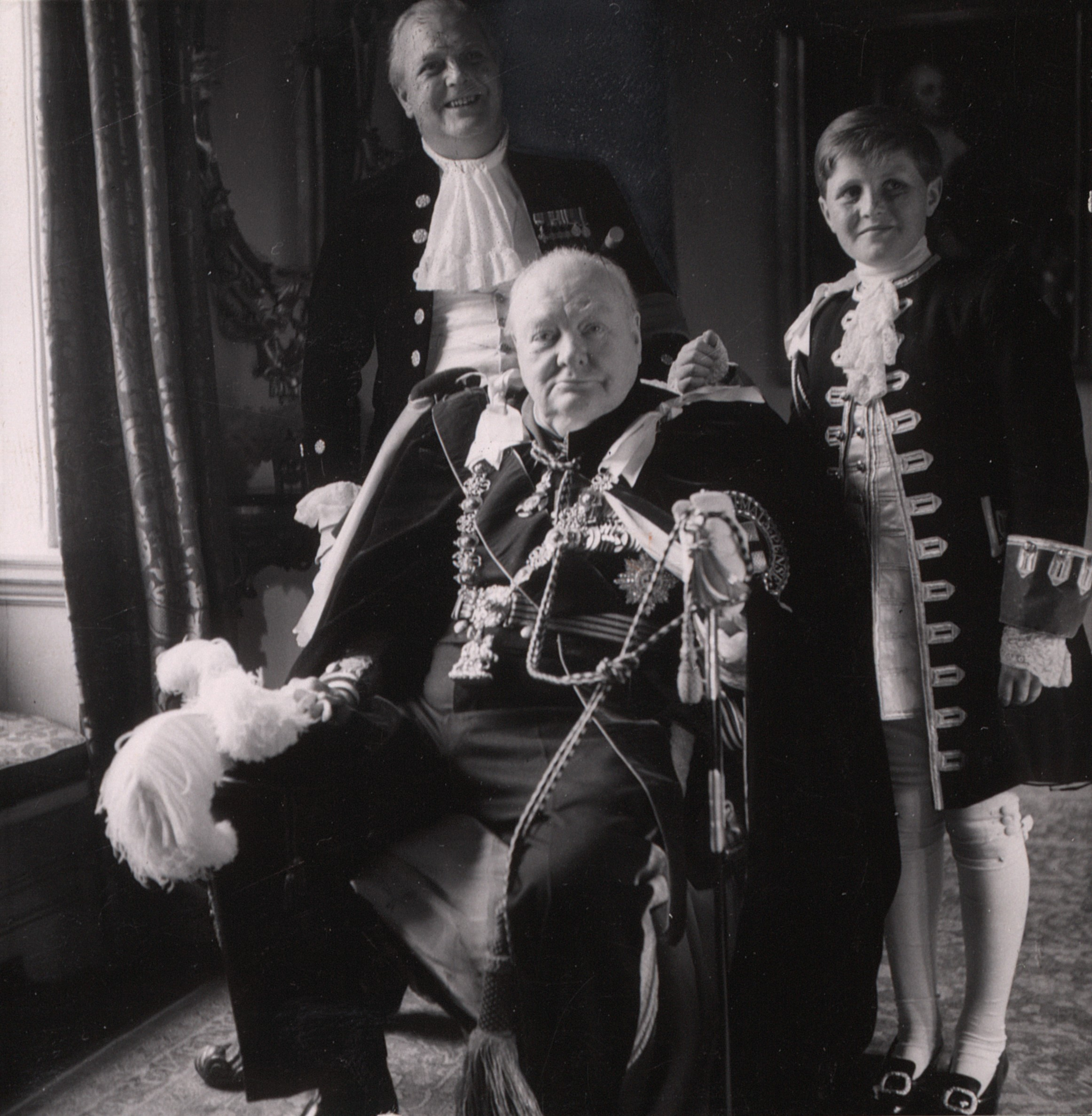
Winston Churchill, su hijo Randolph y su nieto Winston, vestidos para la ceremonia de coronación de Isabel II, en junio de 1953.

En este periodo se produjo, el 6 de febrero de 1952, la muerte prematura del rey Jorge VI, la sucedió en el cargo su hija Isabel II, siendo coronada el 2 de junio de 1953, si bien llevaba ejerciendo de monarca desde la muerte de su padre.

### Cuestiones raciales e inmigración
En las cuestiones raciales, Churchill era todavía un victoriano. Trató en vano de restringir la llegada de inmigrantes del oeste de la India. «Mantener Gran Bretaña blanca» sería un buen eslogan, dijo al gabinete en enero de 1955. Ian Gilmour recuerda que Churchill le dijo, en 1955, sobre la inmigración: «Creo que es el asunto más importante al que se enfrenta este país, pero no podré lograr que ninguno de mis ministros llegue a darse cuenta».

### Problemas de salud y renuncia como Primer ministro

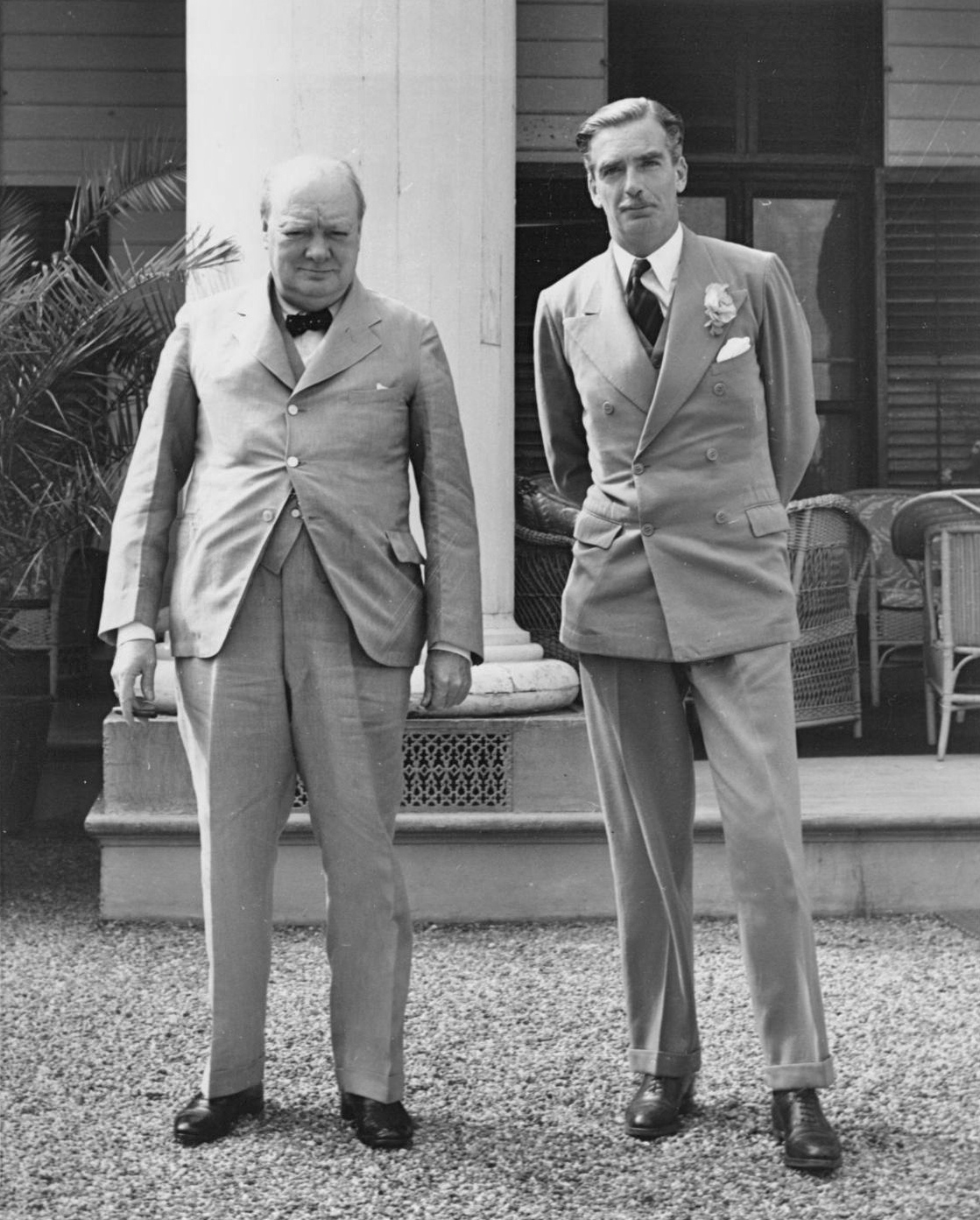
Churchill y, su sucesor en el cargo, Anthony Eden, Primer ministro (1955-1957), en agosto de 1943, en Quebec (Canadá).

Churchill tenía casi 77 años cuando asumió el cargo y no gozaba de buena salud después de varios accidentes cerebrovasculares menores. En diciembre, Jorge VI se había preocupado por el declive de Churchill y tenía la intención de pedirle que se retirara a favor de Eden, pero el rey tenía sus propios problemas graves de salud y murió el 6 de febrero sin hacer la solicitud. Churchill desarrolló una estrecha amistad con la nueva reina, Isabel II. Se creía que se jubilaría tras la coronación en mayo de 1953 pero, después de que Eden enfermase gravemente, Churchill aumentó sus propias responsabilidades al asumir el cargo de ministro de Relaciones Exteriores. Eden estuvo incapacitado hasta fin de año y nunca se recuperó del todo.
En la noche del 23 de junio de 1953, Churchill sufrió un derrame cerebral grave que le dejó un lado del cuerpo parcialmente paralizado. El incidente se mantuvo en secreto y Churchill regresó a Chartwell para recuperarse. Para noviembre se había recuperado por completo.
Viendo que estaba disminuyendo su capacidad física e intelectual a marchas forzadas, Churchill renunció al cargo de Primer ministro el 6 de abril de 1955 y fue sucedido por Anthony Eden, quien por muchos años había sido su ambicioso protegido. Tres años antes, Eden se había casado en segundas nupcias con la sobrina de Churchill, Anna Clarissa Churchill.

## Retirada y ancianidad: abril de 1955- enero de 1965

### Retirada del Parlamento y de la política
Tras su dimisión, la reina le ofreció un ducado, pero declinó la oferta. En los años siguientes Churchill pasaba cada vez menos tiempo en el parlamento, ocasionalmente asistía a votaciones decisivas, pero nunca más volvió a hablar en la cámara. Sobre la crisis de Suez dijo, en privado, que «nunca lo habría hecho sin consultar con los estadounidenses, y una vez que lo hubiera empezado no me habría atrevido a pararlo». Churchill pasaba la mayor parte del tiempo en Chartwell House en Kent, tres kilómetros al sur de Westerham.
En 1959 se convirtió en Father of the House, el miembro del parlamento con el servicio continuo más prolongado; por aquella época ya había logrado ser el único parlamentario en haber servido bajo los reinados de Victoria I a Isabel II. Continuó sirviendo como miembro del parlamento por Woodford hasta que se retiró después de las elecciones generales de 1964. 

### Empeoramiento de su salud
Con la decadencia de sus facultades físicas y mentales, Churchill comenzó a perder la batalla que llevaba librando por largo tiempo con su bestia negra, la depresión. Encontró consuelo en el clima y la luminosidad del Mediterráneo. Tomó largas vacaciones con su asesor literario Emery Reves y con su esposa, Wendy Russell, en La Pausa, su villa en la costa mediterránea francesa. La esposa de Churchill, Clementine, lo acompañó en raras ocasiones. Viajó en ocho cruceros a bordo del yate Christina como huésped de Aristóteles Onassis. Una vez, cuando el Christina tenía que atravesar los Dardanelos, Onassis ordenó que esperaran a que se hiciera de noche, para así no traerle a su huésped amargos recuerdos a la mente.

### Fallecimiento y funeral
El 15 de enero de 1965, Churchill sufrió un segundo ataque cardíaco que le ocasionó una severa trombosis cerebral. Falleció nueve días después, a los 90 años, en su casa del número 28 de Hyde Park Gate en Londres, el 24 de enero de 1965, el mismo día en que había fallecido su padre setenta años antes. Las últimas palabras que se le oyeron pronunciar fueron: «¡Es todo tan aburrido!». Para el activísimo Churchill, esos últimos diez años de vejez y retiro habían sido más insoportables que los conflictos militares y diplomáticos. 

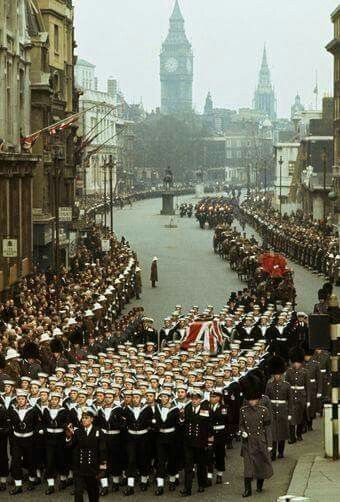
Marinos de la Royal Navy llevando en procesión el ataúd de Churchill por Londres.

El funeral de Estado duró cuatro días, habiendo sido planeado bajo el nombre de Operación Hope Not. Su cuerpo permaneció en la capilla ardiente en Westminster Hall, por orden de la reina Isabel II, durante tres días, desde el 26 de enero. El 30 de enero se celebró el funeral en la catedral de San Pablo de Londres, que fue el primero celebrado en dicha catedral a un hombre no perteneciente a la realeza desde que se le hiciera al mariscal de campo Frederick Sleigh Roberts en 1914. Cuando el féretro de Churchill fue transportado por el río Támesis, todas las grúas estaban inclinadas en saludo, la artillería real hizo diecinueve disparos en su honor, como se hace con los jefes de Estado, y dieciséis aviones de la RAF sobrevolaron Londres. Por la tarde fue enterrado, a petición de Churchill, en la iglesia de San Martín en Blandon, el lugar de descanso de sus antepasados y su hermano

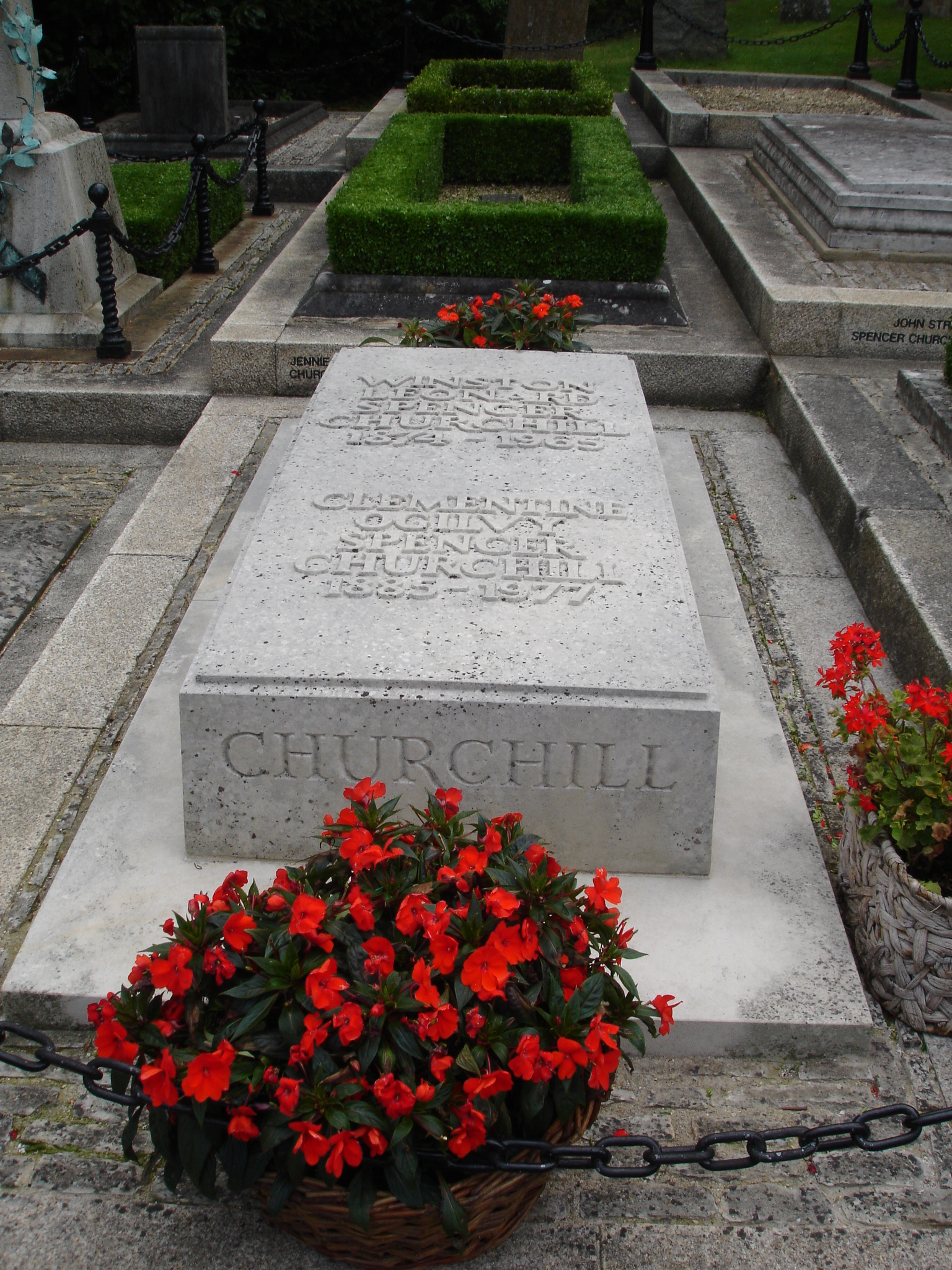
Tumba de Winston y Clementine Churchill, en Blandon.

El funeral propició la asistencia de un elevadísimo número de dignatarios, contando representantes de 120 países. Se calcula que lo vieron 321 360 personas en las calles y más de 350 millones por televisión, siendo uno de los funerales de Estado más seguidos de la historia.
Se dice que fue deseo de Churchill que, si el general De Gaulle le llegara a sobrevivir, la procesión debería pasar por la estación de Waterloo, aunque no hay evidencia de que este hecho sea cierto. El general De Gaulle asistió al funeral y la procesión partió hacia Blandon desde la estación de Waterloo.

## Resultados electorales
El sistema de gobierno del Reino Unido es el parlamentarismo, por ello, en las elecciones generales, el electorado elige a los diputados que formarán la Cámara de los Comunes. Una vez constituida, ésta escogerá, con base en las mayorías que se puedan establecer, al Primer ministro. Referente al sistema electoral, hay tantas circunscripciones, con el nombre de distritos electorales, como miembros tiene la Cámara, por lo tanto, en cada una de ellas sólo se elige a uno: el que ha obtenido más número de votos. Por consiguiente, es un sistema electoral de escrutinio mayoritario uninominal.

### Elecciones para escaño en la Cámara de los Comunes
A continuación, en la siguiente tabla se recogen todas aquellas contiendas electorales en las que Churchill se presentó para optar a un puesto en la Cámara de los Comunes a lo largo de su extensa carrera política.
| Elecciones                                            | Circunscripción (distrito electoral) | Partido | Partido                 | Votos absolutos | % voto | Resultado |
| ----------------------------------------------------- | ------------------------------------ | ------- | ----------------------- | --------------- | ------ | --------- |
| Parciales de 1899                                     | Oldham                               |         | Conservador             | 11 477          | 23,6   | No electo |
| Generales de 1900                                     | Oldham                               |         | Conservador             | 12 931          | 25,3   | Electo    |
| Generales de 1906                                     | Manchester North West                |         | Liberal                 | 5639            | 56,2   | Electo    |
| Parciales de 1908                                     | Manchester North West                |         | Liberal                 | 4988            | 46,7   | No electo |
| Parciales de 1908                                     | Dundee                               |         | Liberal                 | 7079            | 43,9   | Electo    |
| Generales de enero de 1910                            | Dundee                               |         | Liberal                 | 10 747          | 34,1   | Electo    |
| Generales de diciembre de 1910                        | Dundee                               |         | Liberal                 | 9240            | 30,1   | Electo    |
| Parciales de 1917                                     | Dundee                               |         | Liberal                 | 7302            | 78,2   | Electo    |
| Generales de 1918                                     | Dundee                               |         | Liberal                 | 25 788          | 37,5   | Electo    |
| Generales de 1922                                     | Dundee                               |         | Nacional-Liberal        | 20 466          | 17,3   | No electo |
| Generales de 1924                                     | Epping                               |         | Constitucionalista      | 19 843          | 58,9   | Electo    |
| Generales de 1929                                     | Epping                               |         | Unionista (Conservador) | 23 972          | 48,5   | Electo    |
| Generales de 1931                                     | Epping                               |         | Conservador             | 35 956          | 63,8   | Electo    |
| Generales de 1935                                     | Epping                               |         | Conservador             | 34 849          | 59,0   | Electo    |
| En este periodo no se convocaron elecciones generales |                                      |         |                         |                 |        |           |
| Generales de 1945                                     | Woodford                             |         | Conservador             | 27 688          | 72,5   | Electo    |
| Generales de 1950                                     | Woodford                             |         | Conservador             | 37 239          | 59,6   | Electo    |
| Generales de 1951                                     | Woodford                             |         | Conservador             | 40 938          | 63,0   | Electo    |
| Generales de 1955                                     | Woodford                             |         | Conservador             | 25 069          | 73,0   | Electo    |
| Generales de 1959                                     | Woodford                             |         | Conservador             | 24 815          | 71,2   | Electo    |

### Elecciones en las que se postulaba, además, a primer ministro
A su vez, del conjunto de las elecciones anteriores, en tres de ellas, las de 1945, 1950 y 1951, Churchill también se postulaba para ocupar el cargo de primer ministro, no siendo elegido en las dos primeras, al ser investido el laborista Clement Attlee, y obteniendo el puesto en las terceras. Cabe recordar que en el primer periodo que consiguió ser Primer ministro, en mayo de 1940, las últimas elecciones se habían celebrado en noviembre de 1935, llevando, los conservadores, a Stanley Baldwin como líder para el cargo y obteniendo una mayoría absoluta en la Cámara. Durante, prácticamente, los siguientes diez años no se celebrarían elecciones generales en el país, hasta julio de 1945, siendo perdidas por Churchill. Por lo tanto, pudo ser elegido y mantenerse en el cargo de primer ministro de mayo de 1940 a julio de 1945 con el soporte de la mayoría absoluta obtenida por el Partido Conservador en las mencionadas elecciones de 1935.
|  | 36,2 % |

|  | 40,0 % |

|  | 48,0 % |

## Posicionamientos políticos más controvertidos
Como político, Churchill ha sido considerado por algunos como una persona motivada más bien por la ambición personal antes que por principios políticos. En los inicios de su carrera, solía mantener posiciones desafiantes y polémicas llevadas al extremo; y su estilo dialéctico mordaz le ganó enemigos en el parlamento. Por otro lado, era visto como un político honesto que se mostraba especialmente leal con su familia y amigos cercanos. Robert Rhodes James comentó que «carecía de habilidad para conspirar y era encantadoramente directo y sin doblez».
Hasta el advenimiento de la Segunda Guerra Mundial, las incursiones de Churchill en la política habían generado una amplia «desconfianza y antipatía», en buena medida motivadas por sus dos deserciones de partido.  Sus biógrafos lo han calificado, en términos de ideología política, alternativamente como «esencialmente conservador», «(siempre) con una perspectiva liberal», o «nunca circunscrito a ninguna afiliación de partido».

### Imperialismo y opiniones raciales
Churchill fue un imperialista y monárquico acérrimo, que mantuvo siempre una «visión romántica» del Imperio británico y de su monarca, especialmente durante su última legislatura como primer ministro. Se mostró contrario al autogobierno de negros e indígenas en África, Australia, el Caribe, América e India,y fue particularmente hostil a Mathatma Gandhi. Ha sido considerado un «imperialista liberal» que veía el imperialismo británico como una especie de altruismo que beneficiaba a sus súbditos. Según Philip Murphy, tras la independencia de la India en 1947, Churchill adoptó una postura más pragmática sobre el imperio, aunque continuó empleando una retórica imperial. En su segunda legislatura como primer ministro, su influencia fue considerada como moderadora durante la represión hacia los movimientos de insurgencia armada en Malasia y Kenia; en este sentido, opinaba que las políticas agresivas eran contrarias a los valores británicos y a la opinión internacional.
Churchill realizó durante toda su vida comentarios despectivos hacia los grupos étnicos no caucásicos. Consideraba a los protestantes blancos la raza superior, por encima de los católicos blancos, indios y negros. Una vez declaró, por ejemplo, que no había nada malo en que a los «pieles rojas» y a los aborígenes australianos les hubiese quitado su sitio «una raza más fuerte, de mayor categoría, más lista». También reconoció odiar a «la gente con ojos rasgados y coletas». Murphy atribuye en parte dicha hostilidad a «un deseo casi infantil de escandalizar» a sus allegados.Churchill se opuso a la inmigración a Gran Bretaña de personas no blancas provenientes de la Commonwealth,pero también se opuso en 1904 al proyecto de ley de extranjería que quería restringir la inmigración. Según Addison, Churchill nunca habría tratado de «avivar el odio racial contra los inmigrantes o perseguir a las minorías». Su reacción a la hambruna de Bengala recibió críticas de sus contemporáneos por su lentitud, controversia que posteriormente aumentó cuando se publicaron las notas privadas del secretario de Estado para la India, Leo Amery, según las cuales Churchill habría dicho que la ayuda hubiera sido inadecuada porque «los indios [se] reproducían como conejos».
Existe controversia sobre si Churchill manifestó o no actitudes antisemitas, que eran lo habitual en la alta sociedad británica a la que pertenecía. En los años 20, apoyó decididamente el sionismo y rechazó la petición de los árabes de Palestina de que se prohibiera la inmigración judía allí.. Churchill creía que el comunismo era producto de una conspiración judía internacional, opinión que no era exclusiva suya pero en la que pocos alcanzaron su intensidad. Un artículo que escribió al respecto, en el que cargaba contra los «judíos internacionales» fue criticado por The Jewish Chronicle.

### Actitud ante el socialismo y el comunismo
Churchill fue un acérrimo anticomunista, desde antes de la Revolución Rusa de 1917 hasta su muerte, incluyendo su apoyo al envío de tropas británicas contra los bolcheviques en la guerra civil rusa. También fue casi siempre fue contrarío al socialismo debido a la tendencia de este a la planificación estatal y a la fe de Churchill en el libre mercado. Una excepción a esto se dio en el periodo de coalición durante la guerra, cuando dependía del apoyo de sus socios laboristas. Su respuesta militar a movimientos obreros en Tonypandy, Liverpool y Glasgow entre 1910 y 1919, así como su discurso antisocialista, motivaron su reprobación por parte de los socialistas, quienes vieron en él a un reaccionario y un enemigo de la clase trabajadora. En la huelga general de 1926 se ganó la enemistad de la mayor parte del movimiento obrero. Paradójicamente, Churchill decía apoyar al sindicalismo, al que veía como la «antítesis del socialismo».
Sus detractores, por contra, no tuvieron en consideración las acciones reformistas de Churchill, por las cuales fue en buena medida un radical y un reformador, pero siempre con la intención de preservar la estructura social existente y mostrando lo que Addison ha denominado una actitud de «paternalismo benevolente». Jenkins, ministro laborista, ha destacado que Churchill tenía «un notable historial como reformador social» durante su carrera ministerial. Boris Johnson ha afirmado que Churchill mercería el título de fundador del estado del bienestar británico junto a Lloyd George.

### Actitud ante el fascismo y el nacionalsocialismo
En sus memorias, escritas tras el fin de la Segunda Guerra Mundial, Churchill afirmó que «En el conflicto entre el Fascismo y el Bolchevismo, no hay duda sobre dónde quedan mis simpatías y mis convicciones». Así, su radical oposición al comunismo le llevó a alabar al régimen fascista de Benito Mussolini en una visita a Italia en 1927 y a defender a los sublevados del general Francisco Franco en la guerra civil española como «el menor de dos males».Churchill solo cambió su actitud hacia Franco tras la anexión de Austria por la Alemania nazi en 1938, a partir de la cual retiró su apoyo a todos los posibles aliados de Adolf Hitler.

## Sus facetas artísticas

### Pintura artística

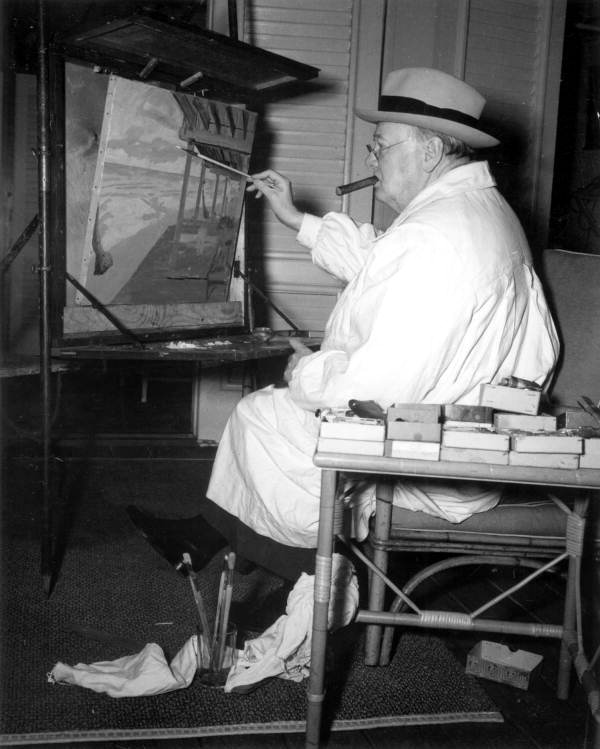
Churchill pintando en The Surf Club, en Miami Beach (Estados Unidos), en 1946.

Winston Churchill se dedicó también a la pintura. Realizó unos 500 cuadros, algunos de los cuales aún se exponen en su estudio de Chartwell. Se entregó a esta actividad especialmente después de su dimisión del cargo de primer lord del Almirantazgo en 1915. Churchill encontró en la pintura un refugio en periodos de depresión. Sin embargo, en sus decenas de paisajes y bodegones no hay signo alguno que muestre este hecho.Se le conoce sobre todo por sus escenas paisajísticas impresionistas, muchas de las cuales pintó estando de vacaciones en el sur de Francia, en Madeira y en Marruecos. Póstumamente subastados, han alcanzado cifras astronómicas, teniendo en cuenta, sobre todo, su carácter amateur.

#### Pintura diplomática
De los 500 lienzos que plasmó a lo largo de su vida, algunos los escogió como regalo singular a figuras políticas, especialmente estadounidenses, como profunda muestra de amistad, gratitud y reconocimiento. A destacar, la obra titulada Torre de la Mezquita Koutoubia, que fue el único que completó durante la Segunda Guerra Mundial y se lo obsequió a Roosevelt después de la Conferencia de Casablanca de enero de 1943. Inmortalizando uno de los preciosos  paisajes que, ambos, habían observado durante el encuentro.  Ha sido el cuadro de Churchill que mayor precio ha alcanzado, 8,3 millones de libras, al cambio del momento 9,6 millones de euros, en marzo de 2021, cuando la actriz Angelina Jolie, a quien se lo había regalado Brad Pitt, lo subastó, a través de Christie's. Como guiño a esta pintura y a su significado, en 1948, realizaría una reproducción, en este caso bajo el título de Marrakech, si bien cambiando ligeramente el enfoque y el encuadre, para dárselo, en 1951, al sucesor de Roosevelt después de acontecer su muerte, Truman. Siendo subastado, por la hija de éste, Margaret, en diciembre de 2007, mediante Sotheby's, y alcanzando la cifra de 468.500 libras. 
En 1953, le entregó como presente uno al que fuera Jefe del Estado Mayor del Departamento de Guerra de Roosevelt, y Secretario de Estado y de Defensa de Truman, George Marshall, impulsor del Plan Marshall, titulado Vista de Tinerhir, datado en 1951, siendo otro paisaje marroquí. En este caso, subastado en Sotheby's, en diciembre de 2006, por 612.800 libras, equivalente, al cambio de ese instante, a 904.367 euros. Churchill también le regalaría una de sus pinturas, nuevamente una vista marroquí, del Valle del Ourika y la cordillera del Atlas, a Eisenhower

### Historiador y escritor
Churchill fue un prolífico escritor durante toda su vida y en los periodos que estuvo fuera del gobierno se consideraba a sí mismo como un escritor miembro del Parlamento. La literatura le proprcionaba unos ingresos que le ayudaban a mantener su lujoso tren de vida.

No fue un historiador profesional, sino autodidacta. Las mayores influencias en su prosa y estilo fueron la historia de la Guerra Civil Inglesa de Clarendon, La Historia del Declive y Caída del Imperio Romano de Gibbon y la Historia de Inglaterra de Macaulay. Churchill tenía muy poco interés por la historia social o económica, ya que creía que el factor decisivo en todo proceso histórico eran las acciones de los individuos, no los procesos sociales y económicos.

Escudo de armas de Winston Churchill, con el lema en español: «Fiel pero desdichado», asociado al Ducado de Marlborough.

Churchill fue el último y más influyente exponente de la historia según el concepto "Whig", el cual se basaba en la creencia de que el pueblo británico tenía una grandeza única y especial y un destino imperial y que, por tanto, la historia de Gran Bretaña debía verse como el progreso para alcanzar dicho destino. Esta creencia inspiró su obra tanto literaria como política. Sin embargo, este punto de vista era considerado como anacrónico, inclusive en la época de la juventud de Churchill. No obstante, nunca modificó su punto de vista o mostró interés alguno por otras escuelas de pensamiento.
Los libros históricos de Churchill caben en tres categorías: biografías, trabajos autobiográficos e historia narrativa. En sus inicios se centró en obras biográficas, sobre todo de miembros de su familia. Es el caso de la biografía de su padre, Life of Randolph Churchill (1906), y la de su antepasado, Marlborough: His Life and Times (1933-38). En ocasiones, sus trabajos pecan de subjetividad. En la biografía de su padre suavizó ciertos rasgos y acciones de Randolph Churchill que resultaban poco atrayentes, a pesar de que existía información que lo señalaba en los archivos de la familia. La biografía de Marlborough se ha considerado una obra maestra literaria.

Sus trabajos autobiográficos incluyen sus experiencias como corresponsal en las guerras coloniales británicas en la India, Sudán y Sudáfrica, que plasmó en libros como Makaland Field Force (1898), The River War (1899), London to Ladysmith vía Pretoria (1900) y Ian Hamilton's March (1900). Estos últimos fueron reeditados en el libro My Early Life (1930).

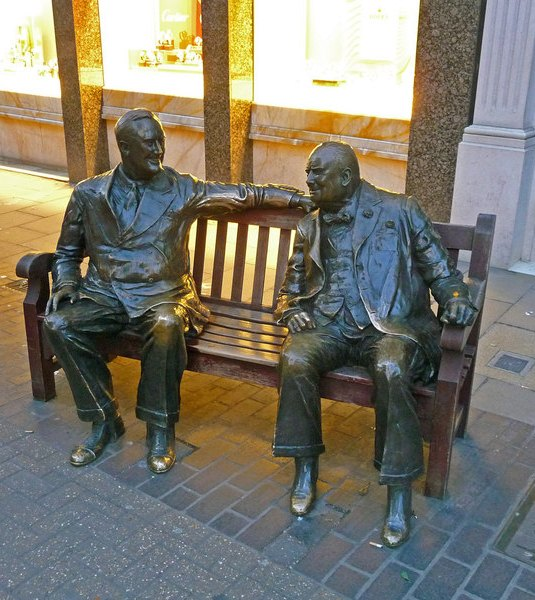
Aliados, 1995, de Lawrence Holofcener, retrata a Franklin Roosevelt y a Churchill, en Bond Street, en Londres.

De historia narrativa escribió tres trabajos: la historia de la Primera Guerra Mundial, The World Crisis (seis volúmenes, 1923-1931); The Second World War (seis volúmenes, 1948-1953); y, por último, History of the English-Speaking People (cuatro volúmenes, 1956-1958). La historia narrada por Churchill sobre las dos guerras mundiales no es convencional, por cuanto el autor fue un partícipe central en ellas y por ello son más memorias que historia objetiva. Aunque Churchill incluyó eventos en los cuales no participó, como la guerra entre Alemania y la Unión Soviética, inevitablemente situó el centro de la narrativa en Gran Bretaña y en él mismo. Arthur Balfour dijo de The World Crisis que era «una brillante autobiografía, disfrazada de historia del universo». También se ha acusado a Churchill de haber usado The World Crisis para justificar sus propias acciones durante la guerra y saldar venganzas personales. 
Como miembro del gobierno en parte de la Primera Guerra Mundial y como primer ministro en la Segunda, Churchill tuvo acceso a secretos oficiales, planes militares, y correspondencia entre los líderes de las potencias mundiales. Como en la época existían muy pocos límites al uso de esta documentación, Churchill tomó estos documentos cuando se retiró del gobierno e hizo uso libre de ellos en sus libros. Como resultado de esto, surgieron una serie de reglas estrictas que evitaron en adelante que documentos oficiales fueran utilizados para escribir narrativas históricas o memorias una vez que los ministros abandonasen el gobierno.
Churchill recibió el Premio Nobel de Literatura en 1953 por, según la Fundación Nobel, «su dominio de las descripciones biográficas e históricas así como por su brillante oratoria en defensa de los valores humanos exaltados».

## En la cultura popular
El personaje de Churchill ha aparecido en muchas producciones de cine y televisión. Entre otros, ha sido interpretado por John Lithgow en The Crown, por Timothy Spall en El discurso del rey y por Gary Oldman en Darkest Hour.

## Honores y reconocimientos recibidos

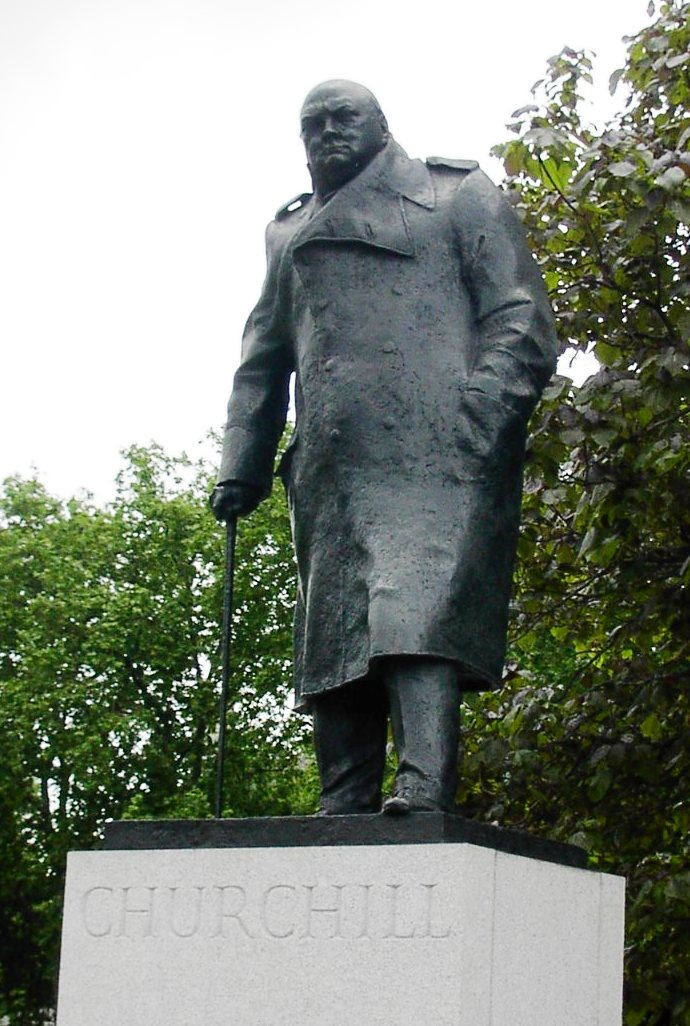
Estatua de Churchill, junto al Parlamento Británico, en Londres.

### Distinciones
En 1953 le fueron otorgadas dos distinciones importantes: la Orden de la Jarretera y, como se ha comentado, el Premio Nobel de Literatura. En 1955 se le otorgó el título de duque de Londres, cuyo nombre él mismo eligió. Sin embargo, más tarde declinó aceptar tal título, persuadido por su hijo Randolph. Desde entonces no se le ha ofrecido un título de duque en el Reino Unido a nadie que no formase parte de la familia real. En 1956 Churchill recibió el Premio Carlomagno, el cual otorga la ciudad alemana de Aquisgrán a aquellos que más han contribuido a la causa de la paz en Europa. 

En 1959 se convirtió en Father of the House (Padre de la Casa), es decir, el parlamentario con más años de servicios continuos en el Parlamento. Mantuvo esta posición hasta 1964, cuando se retiró de la Cámara de los Comunes. 

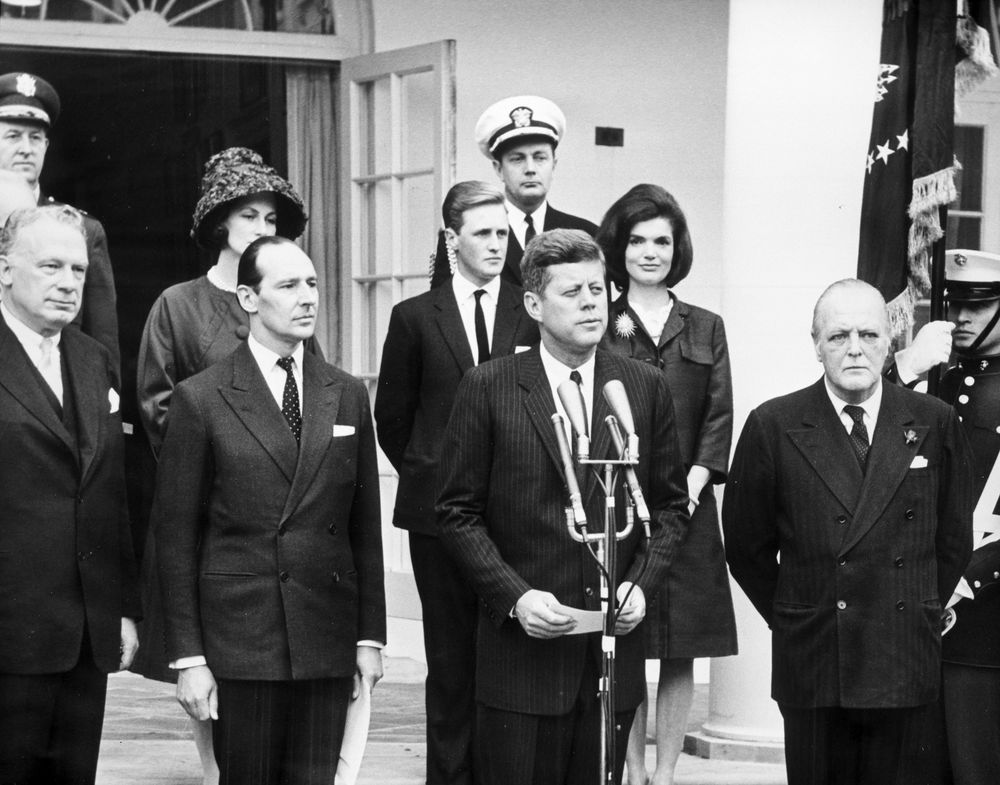
El presidente Kennedy declarando a Churchill ciudadano honorario, en abril de 1963.

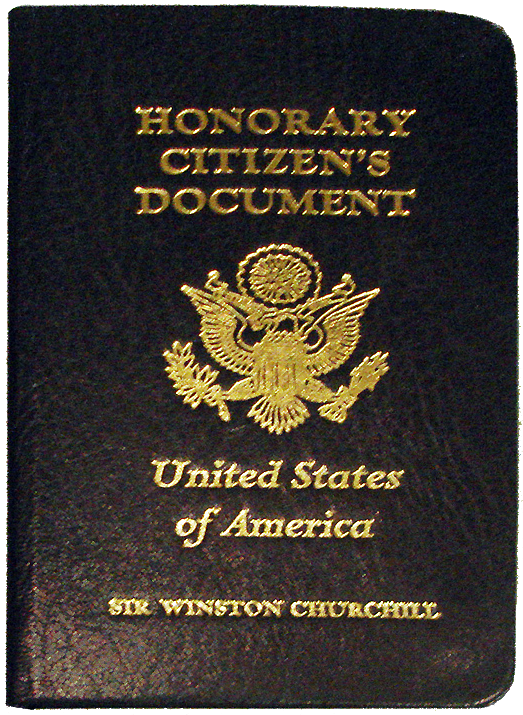
Documento identificativo de Churchill como ciudadano honorario de los Estados Unidos.

El 9 de abril de 1963, el presidente estadounidense John F. Kennedy, con la autorización del Congreso, nombró a Churchill ciudadano honorario de los Estados Unidos. Churchill estaba ya muy enfermo para asistir a la ceremonia, a la cual acudieron, en su representación, su hijo Randolph y su nieto Winston. En el acto, Kennedy llamó a Churchill "amigo firme y tenaz del pueblo estadounidense".Fue la primera persona a la que se le hizo este reconocimiento en vida, en igual forma que, años más tarde, en 1996, se haría con la Madre Teresa de Calcuta. Históricamente la concesión de dicho estatus ha sido muy restringida y rigurosa. Hasta 2023 sólo le ha sido otorgada, en vida o a título póstumo, a un total de 8 personas.
Fue también galardonado a título póstumo con el World Peace & Liberty Award que otorga la World Jurist Association, reconocimiento que también han recibido Nelson Mandela, René Cassin, el Rey Felipe VI y Ruth Bader Ginsburg.

### Dedicación de espacios públicos, estatuas y esculturas

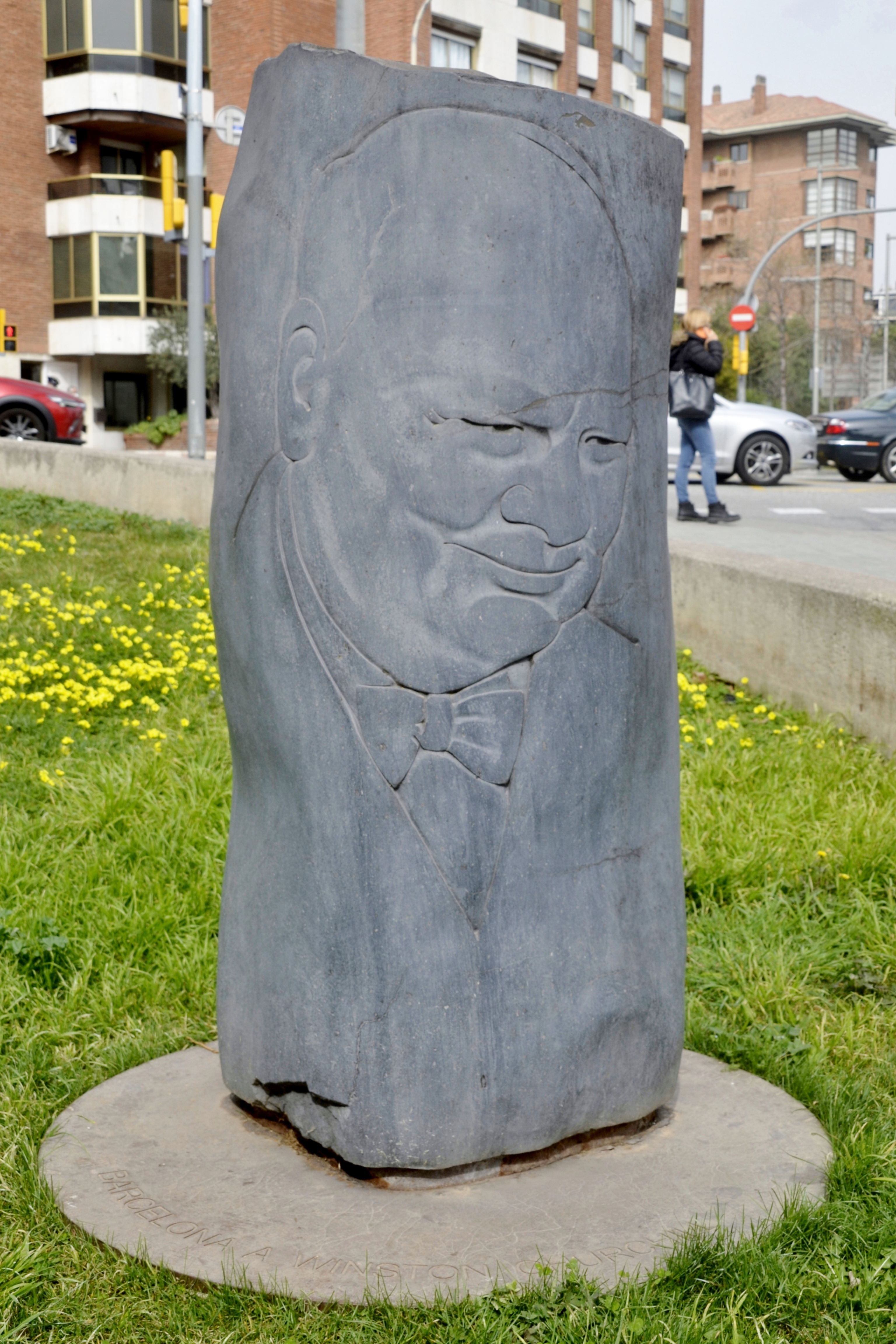
Escultura de Churchill en los Jardines de Winston Churchill, en Barcelona.

Hay una extensa lista de ciudades, poblaciones e instituciones alrededor del mundo, sobre todo en Europa, que han honrado su memoria dedicándole calles, plazas, avenidas, estatuas, esculturas y equipamientos, entre otros. 
En España le han sido dedicadas calles, espacios públicos como los Jardines de Winston Churchill de Barcelona (inaugurado, en 2012, por el alcalde Xavier Trias) y un colegio bilingüe castellano-inglés, el CEIP Winston Churchill de Madrid, inaugurado en 2008 por la presidenta de la Comunidad, Esperanza Aguirre.
| Predecesor: Herbert Gladstone   | Ministro del Interior del Reino Unido 1910-1911                  | Sucesor: Reginald McKenna         |
| Predecesor: Reginald McKenna    | Primer lord del Almirantazgo 1911-1915                           | Sucesor: Arthur Balfour           |
| Predecesor: Edwin Montagu       | Canciller del Ducado de Lancaster 1915                           | Sucesor: Herbert Samuel           |
| Predecesor: Christopher Addison | Ministro de Municiones del Reino Unido 1917-1919                 | Sucesor: Andrew Weir              |
| Predecesor: Alfred Milner       | Secretario de Estado de Guerra del Reino Unido 1919-1921         | Sucesor: Laming Worthington-Evans |
| Predecesor: Alfred Milner       | Secretario de Estado para las Colonias del Reino Unido 1921-1922 | Sucesor: Victor Cavendish         |
| Predecesor: Philip Snowden      | Canciller de la Hacienda del Reino Unido 1924-1929               | Sucesor: Philip Snowden           |
| Predecesor: James Stanhope      | Primer Lord del Almirantazgo 1939-1940                           | Sucesor: A.V. Alexander           |
| Predecesor: Neville Chamberlain | Primer ministro del Reino Unido 1940-1945                        | Sucesor: Clement Attlee           |
| Predecesor: Cargo creado        | Ministro de Defensa del Reino Unido 1940-1945                    | Sucesor: Clement Attlee           |
| Predecesor: Neville Chamberlain | Líder del Partido Conservador 1940-1955                          | Sucesor: Anthony Eden             |
| Predecesor: Clement Attlee      | Líder de la Oposición del Reino Unido 1945-1951                  | Sucesor: Clement Attlee           |
| Predecesor: Clement Attlee      | Primer ministro del Reino Unido 1951-1955                        | Sucesor: Anthony Eden             |
| Predecesor: Emanuel Shinwell    | Ministro de Defensa del Reino Unido 1951-1955                    | Sucesor: Harold Alexander         |
| Predecesor: François Mauriac    | Premio Nobel de Literatura 1953                                  | Sucesor: Ernest Hemingway         |